# Liste der Biografien/Bus
Liste der Biografien |
Portal Biografien |
Personensuche
# |
A |
B |
C |
D |
E |
F |
G |
H |
I |
J |
K |
L |
M |
N |
O |
P |
Q |
R |
S |
T |
U |
V |
W |
X |
Y |
Z |
?
 
Ba |
Be |
Bd |
Bg |
Bh |
Bi |
Bj |
Bl |
Bm |
Bn |
Bo |
Br |
Bs |
Bu |
Bw |
By |
Bz
 
Bua |
Bub |
Buc |
Bud |
Bue |
Buf |
Bug |
Buh |
Bui |
Buj |
Buk |
Bul |
Bum |
Bun |
Buo |
Buq |
Bur |
Bus |
But–Buz
Die Liste der Biografien führt alle Personen auf, die in der deutschsprachigen Wikipedia einen Artikel haben. Dieses ist eine Teilliste mit 1244 Einträgen von Personen, deren Namen mit den Buchstaben „Bus“ beginnt.

## Bus
- Bus, César de (1544–1607), Priester und Seliger
- Bus, Dirk (1907–1978), niederländischer Bildhauer
- Bus, Erhard (* 1953), deutscher Historiker
- Bus, Kati (1945–2009), ungarische Schauspielerin
- Bus, Schelte John (* 1956), US-amerikanischer Astronom
- Buș, Sergiu (* 1992), rumänischer Fußballspieler
- Bus-Fekete, Ladislaus (1896–1971), ungarisch-US-amerikanischer Bühnen- und Filmautor

### Busa
- Buša, Bianka (* 1994), serbische Volleyballspielerin
- Buša, Boris (* 1997), serbischer Volleyballspieler
- Busa, István (* 1961), ungarischer Florettfechter
- Busa, Jelissei Jurjewitsch, russischer Forschungsreisender
- Busà, Luigi (* 1987), italienischer Karateka
- Busa, Roberto (1913–2011), italienischer Ordensgeistlicher, Theologe und Linguist
- Busacca, Massimo (* 1969), Schweizer FussballschiedsrichterMassimo Busacca (* 1969)

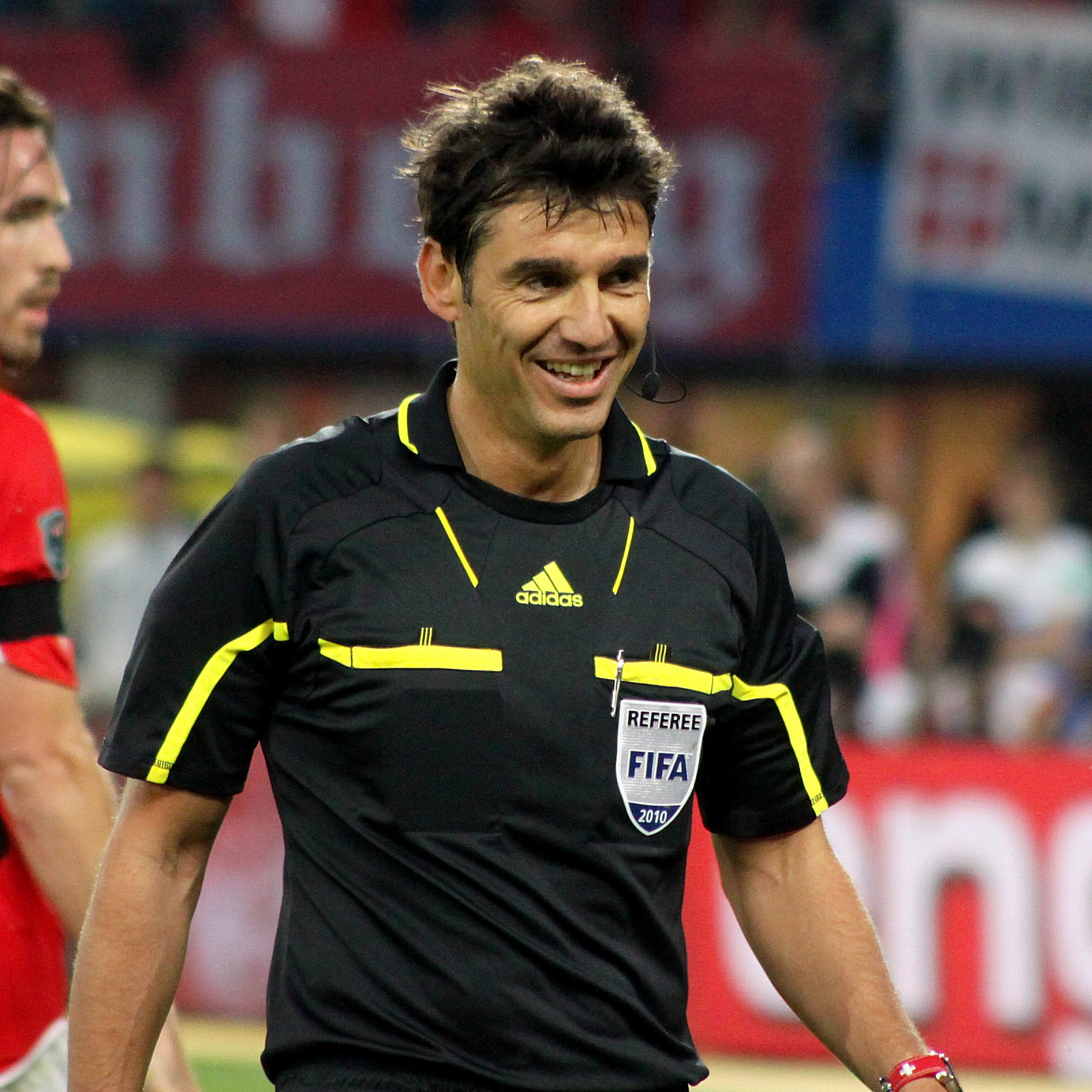
Massimo Busacca (* 1969)

- Busack, Cordula (* 1986), deutsche Fußballspielerin und Handballspielerin
- Busack, Friedrich (1899–1933), deutscher Maler, Vertreter der Hannoverschen Sezession und der Neuen Sachlichkeit
- Busack, Jürgen (1935–2022), deutscher Politiker (SPD), MdL
- Busaeus, Johannes (1547–1611), niederländischer Jesuit und theologischer Schriftsteller
- Busahmein, Nuri, libyscher Politiker
- Busaidi, Othman al- (* 1992), omanischer Sprinter
- Busak, Margot (1911–1991), deutsche Unternehmerin
- Busaladse, Nuza (* 1997), georgische SängerinNuza Busaladse (* 1997)

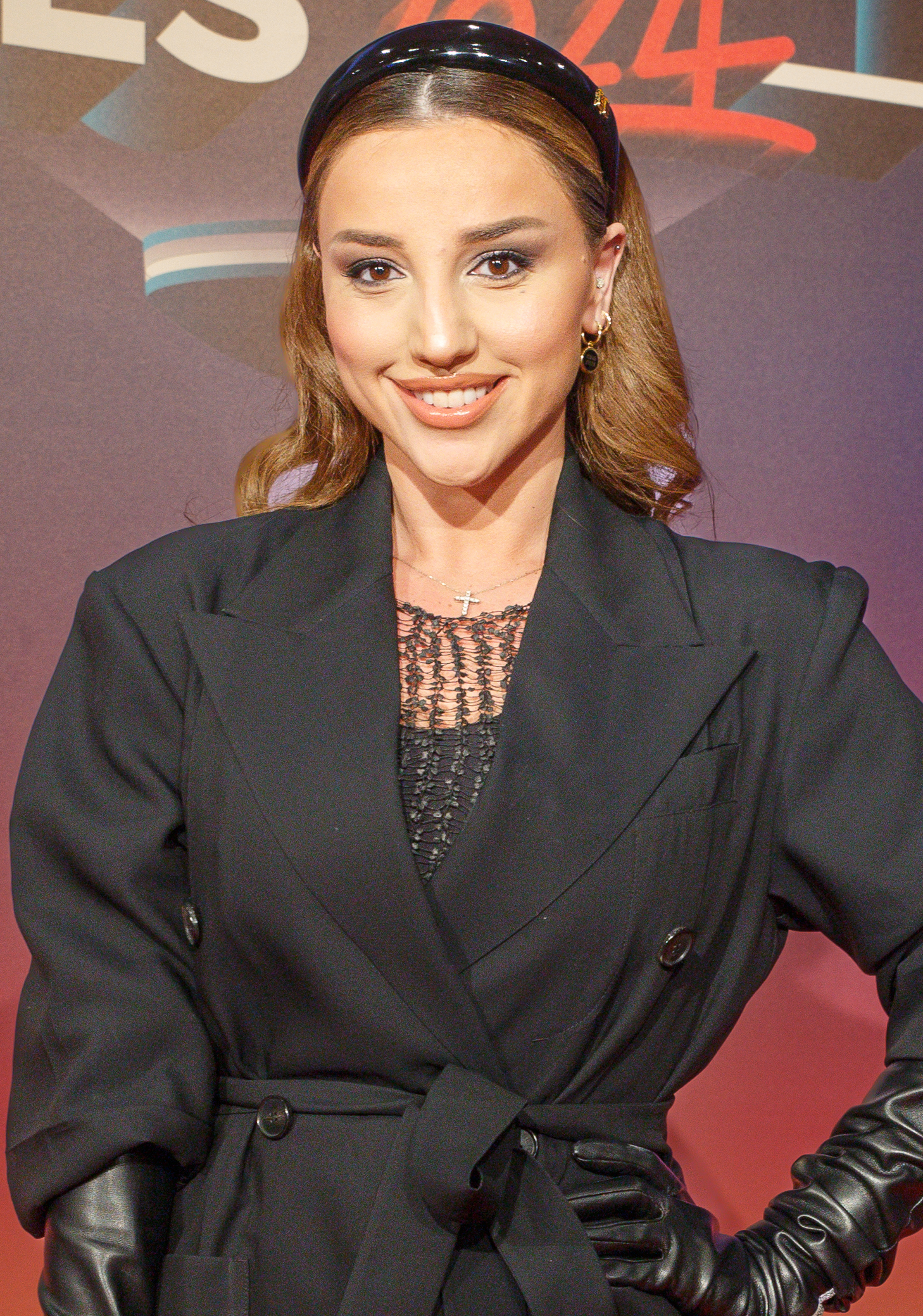
Nuza Busaladse (* 1997)

- Busanello, Gabriel (* 1998), brasilianischer Fußballspieler
- Busard, Hubert L. L. (1923–2007), niederländischer Mathematikhistoriker
- Busarello, Günter (1960–1985), österreichischer Ringer
- Busati, Luca Antonio, italienischer Maler
- Busato, Giovanni (1806–1886), italienischer Porträtmaler
- Busato, Matteo (* 1987), italienischer Radrennfahrer
- Busatti, Cherubino, italienischer Komponist und Organist
- Busatto, Francesco (* 2002), italienischer Radrennfahrer
- Busäus, Karl (1714–1782), deutscher Jesuitenpater, Theologe und Hochschullehrer
- Busäus, Peter (1540–1587), Jesuit und Theologe

### Busb
- Busbecq, Ogier Ghislain de (1522–1592), DiplomatOgier Ghislain de Busbecq (1522–1592)

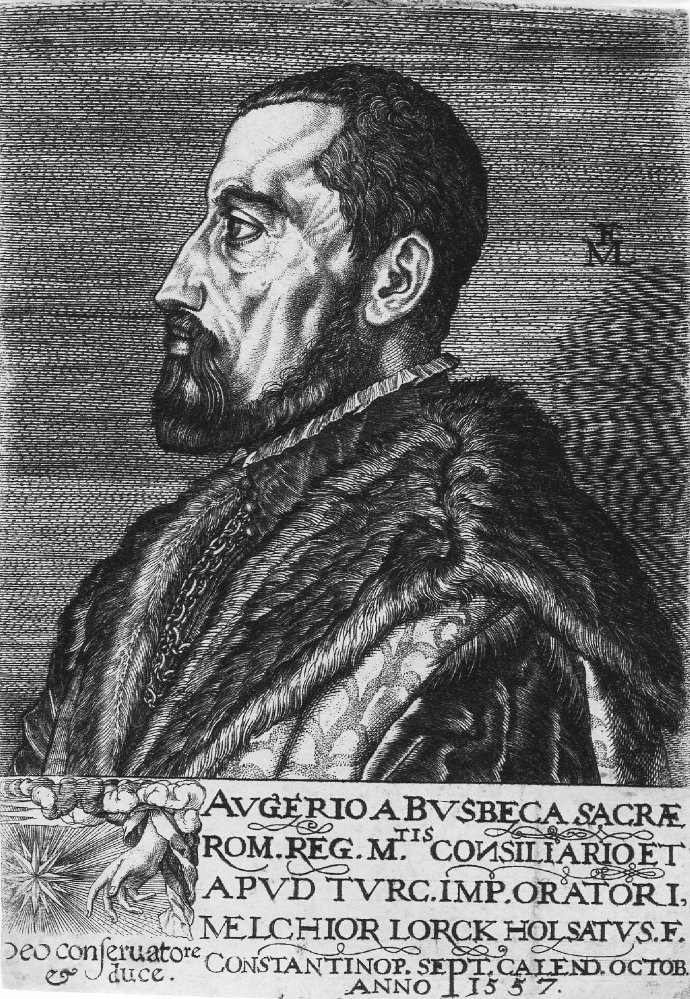
Ogier Ghislain de Busbecq (1522–1592)

- Busbee, George (1927–2004), US-amerikanischer Politiker
- Busbey, Fred E. (1895–1966), US-amerikanischer Politiker
- Busboom, Ingrid (* 1931), deutsche Politikerin (SPD), MdBB
- Busbridge, Ida (1908–1988), britische Mathematikerin und Hochschullehrerin
- Busby, Buzz (1933–2003), US-amerikanischer Bluegrass-Musiker
- Busby, Cindy (* 1983), kanadische Filmschauspielerin
- Busby, Drew (1947–2022), schottischer Fußballspieler und -trainer
- Busby, F. M. (1921–2005), amerikanischer Science-Fiction-Autor
- Busby, George H. (1794–1869), US-amerikanischer Politiker
- Busby, Horace (1924–2000), US-amerikanischer Redenschreiber und Publizist, Berater von Lyndon B. Johnson
- Busby, James (1802–1871), Weinanbauexperte, Autor, britischer Resident in Neuseeland und Politiker
- Busby, Jim (* 1942), US-amerikanischer Autorennfahrer und Rennstallbesitzer
- Busby, Margaret (* 1944), ghanaische Autorin, Redakteurin und Herausgeberin
- Busby, Matt (1909–1994), schottischer Fußballspieler und -trainerMatt Busby (1909–1994)

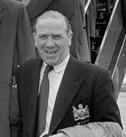
Matt Busby (1909–1994)

- Busby, Siân (1960–2012), britische Schriftstellerin
- Busby, T. Jeff (1884–1964), US-amerikanischer Politiker
- Busby, Tom (1936–2003), kanadischer Schauspieler

### Busc

#### Busca
- Busca, Antonio (1625–1686), italienischer Maler
- Busca, Gianmarco (* 1965), italienischer Geistlicher, römisch-katholischer Bischof von Mantua
- Busca, Ignazio (1731–1803), italienischer Geistlicher, Kardinalstaatssekretär
- Buscaglia, Carlo Emanuele (1915–1944), italienischer Militär, Pilot der italienischen Luftwaffe
- Buscaglia, Leo (1924–1998), amerikanischer Autor und Professor für Pädagogik an der University of Southern California
- Buscarlet, Daniel (1898–1988), Schweizer evangelischer Geistlicher
- Buscasso, Flavio (1926–2002), uruguayischer Politiker

#### Busce
- Buscema, John (1927–2002), US-amerikanischer Comic-Zeichner
- Buscema, Sal (* 1936), US-amerikanischer Comiczeichner
- Buscemi, Giusy (* 1993), italienische Schauspielerin
- Buscemi, Steve (* 1957), US-amerikanischer SchauspielerSteve Buscemi (* 1957)

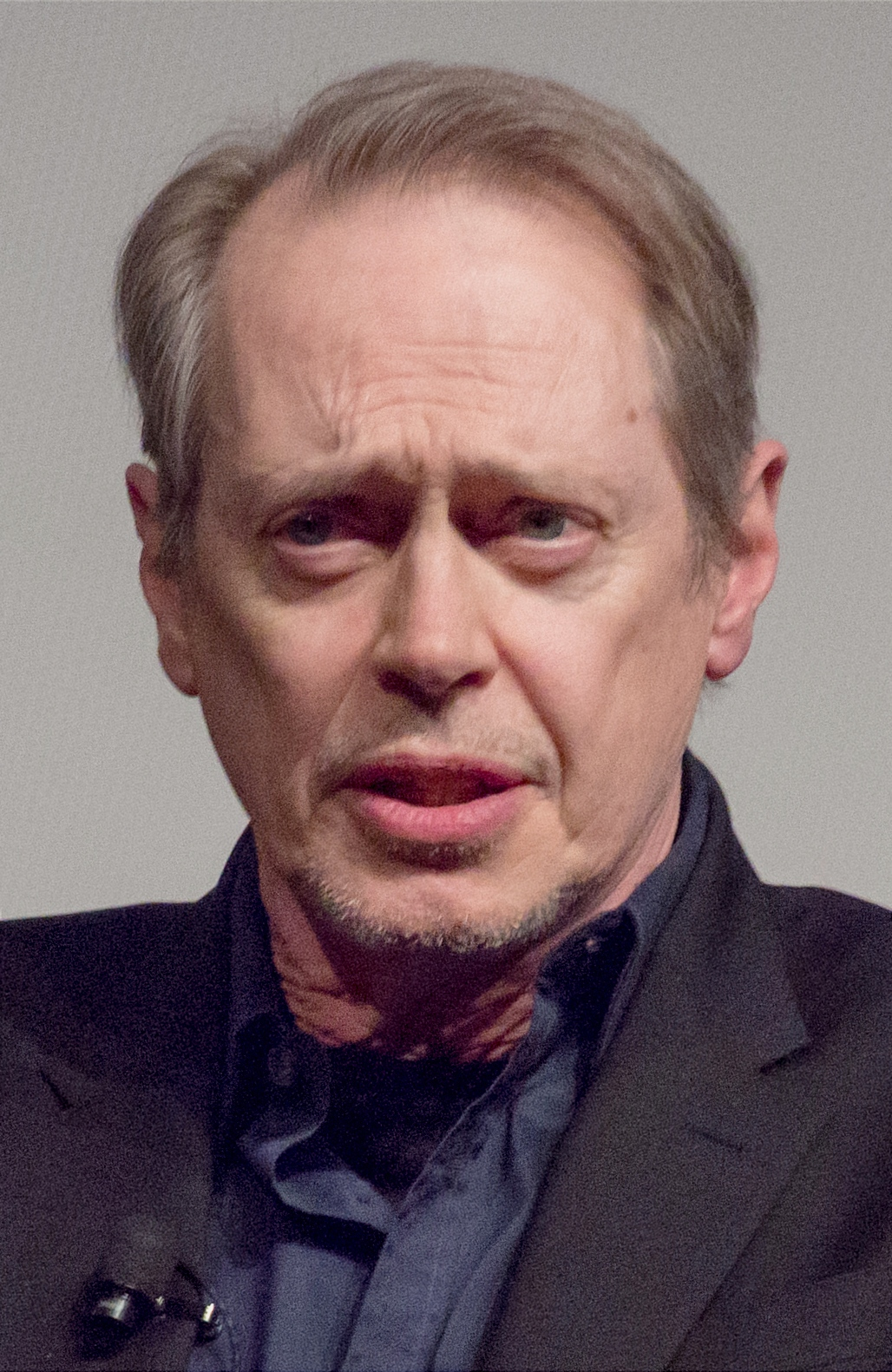
Steve Buscemi (* 1957)

- Buscetta, Tommaso (1928–2000), italienischer Mafioso und hochrangiges Mitglied der sizilianischen Cosa Nostra

#### Busch
- Busch Becerra, Germán (1904–1939), bolivianischer Offizier und Staatspräsident Boliviens
- Busch, Adam (* 1978), US-amerikanischer Schauspieler
- Busch, Adolf (1891–1952), deutscher Geiger und Komponist
- Busch, Adolphus (1839–1913), deutsch-amerikanischer Brauereibesitzer
- Busch, Alexander (* 2003), dänischer Fußballspieler
- Busch, Alexandra W. (* 1975), deutsche Provinzialrömische Archäologin
- Busch, Andrea C. (1963–2008), deutsche Schriftstellerin
- Busch, Andreas (1883–1972), deutscher Bauer und Heimatforscher
- Busch, Andreas (* 1962), deutscher Politologe
- Büsch, Andreas (* 1963), deutscher römisch-katholischer Theologe und Erziehungswissenschaftler
- Busch, Anton (1763–1836), deutscher Lokalpolitiker
- Busch, Arnold (1876–1951), deutscher Maler und Grafiker
- Busch, Arthur (1900–1982), deutscher Politiker (SPD), MdHB, MdB
- Busch, Astrid (* 1968), deutsche bildende Künstlerin
- Busch, August Adolphus (* 1964), US-amerikanischer Brauereibesitzer
- Busch, August Anheuser (* 1937), US-amerikanischer Brauereibesitzer
- Busch, August Ludwig (1804–1855), deutscher Astronom
- Busch, Auguste (1829–1907), deutsche Pädagogin und Fachschulgründerin
- Busch, Beau (* 1984), australischer Fußballspieler
- Busch, Bernhard (* 1951), deutscher Handballspieler
- Busch, Birgit (* 1956), deutsche Politikerin (SPD), MdBB
- Busch, Brigitta (* 1955), österreichisch-schweizerische Sprachwissenschafterin
- Büsch, Carl (1826–1917), deutscher Goldschmied, Hofjuwelier und Ordenshersteller
- Busch, Carl (1862–1943), US-amerikanischer Komponist
- Busch, Carl (1871–1948), deutscher Glasmaler und Heraldiker
- Busch, Carsten (* 1963), deutscher Medieninformatiker und Hochschullehrer
- Busch, Carsten (* 1980), deutscher Fußballtorhüter
- Busch, Charles (* 1954), US-amerikanischer Schauspieler und Autor
- Busch, Christian (1880–1977), deutscher Turner und Sportfunktionär
- Busch, Christian (* 1984), deutscher Wirtschaftswissenschaftler
- Busch, Christoph (* 1946), deutscher Hörspiel- und Drehbuchautor
- Busch, Christoph (* 1975), deutscher Rechtswissenschaftler
- Busch, Claudia (* 1974), deutsche Diplomatin
- Busch, Clemens (1834–1895), deutscher Diplomat und Staatssekretär des Deutschen Reiches
- Busch, Clemens (1879–1966), deutscher Verwaltungsjurist
- Busch, Cornelius von dem (1616–1657), deutscher Offizier und Ingenieur
- Busch, Dagmar, deutsche Verwaltungsbeamtin
- Busch, Dietrich Wilhelm Heinrich (1788–1858), deutscher Chirurg und Geburtshelfer
- Busch, Dirk (* 1950), deutscher Sänger und Komponist
- Büsch, Dirk (* 1963), deutscher Sportwissenschaftler und Hochschullehrer
- Busch, Dominic (* 1976), deutscher Kulturwissenschaftler
- Busch, Ebba (* 1987), schwedische christdemokratische PolitikerinEbba Busch (* 1987)

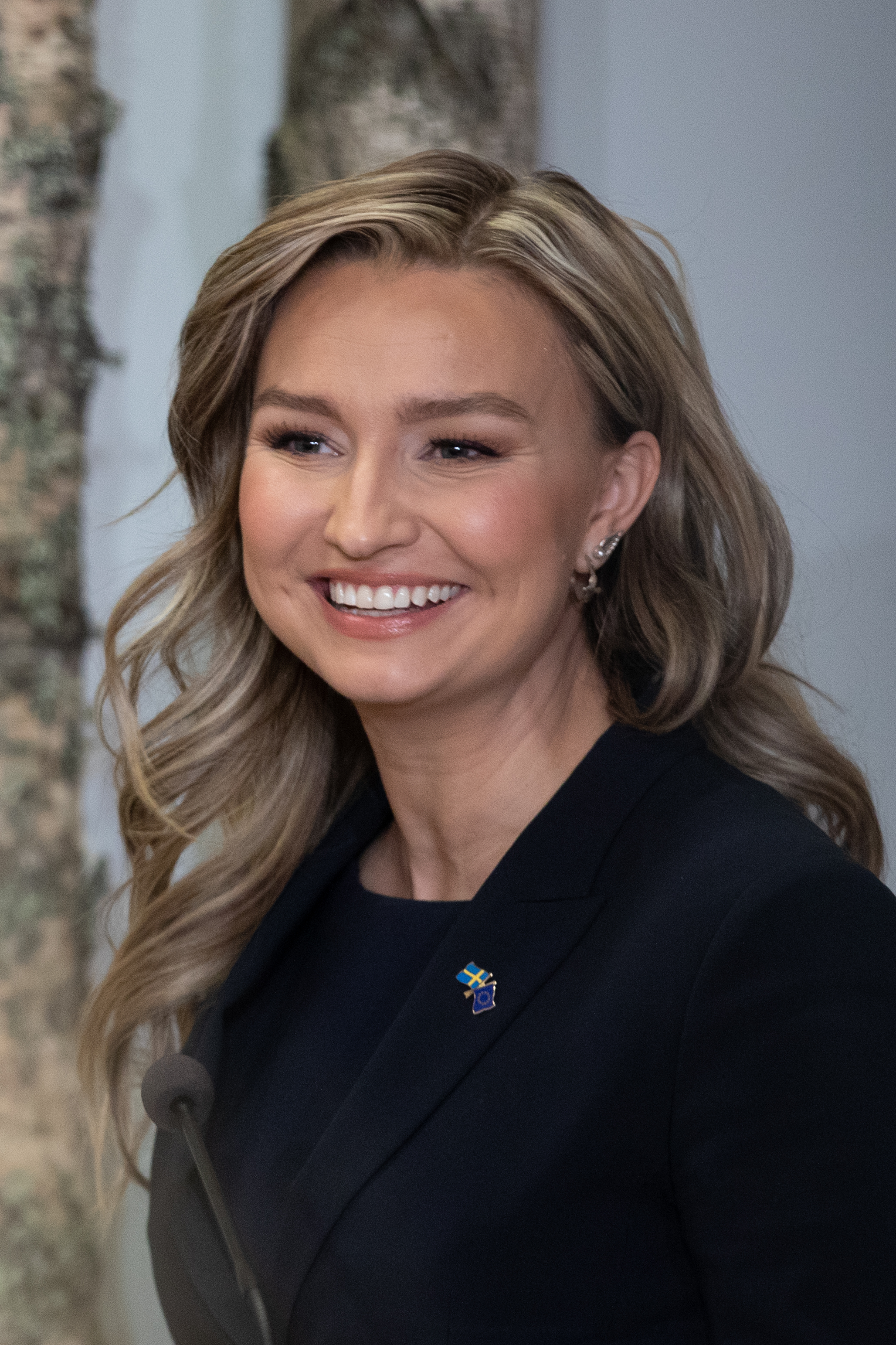
Ebba Busch (* 1987)

- Busch, Eberhard (* 1937), deutsch-schweizerischer evangelischer Theologe
- Busch, Eduard Louis (1854–1932), deutscher Reichsgerichtsrat
- Busch, Emanuel (* 1973), Schweizer Biologe
- Busch, Emil (1820–1888), deutscher Industrieller, Optiker und Erfinder
- Busch, Ernst (1885–1945), deutscher Offizier, zuletzt Generalfeldmarschall im Zweiten Weltkrieg
- Busch, Ernst (1900–1980), deutscher Sänger, Schauspieler und RegisseurErnst Busch (1900–1980)

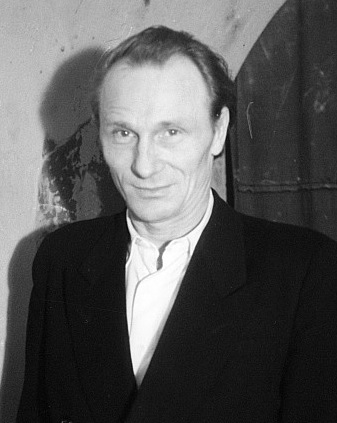
Ernst Busch (1900–1980)

- Busch, Eva (1912–2001), deutsche Sängerin und Kabarettistin
- Busch, Fabian (* 1975), deutscher Schauspieler
- Busch, Felix (1871–1938), preußischer Landrat
- Busch, Ferdinand Arnold von dem (1810–1890), deutscher Jurist und Politiker
- Busch, Ferdinand Benjamin (1797–1876), deutscher Jurist und Bienenzüchter
- Busch, Fini (1928–2001), deutsche Schlagertexterin
- Busch, Florian (* 1985), deutscher Eishockeyspieler
- Busch, Franz (* 1878), deutscher Politiker (LDP), MdL
- Busch, Franz (1922–1999), deutscher Politiker (SPD), MdL
- Busch, Franziska (* 1985), deutsche Eishockeyspielerin
- Busch, Frederick (1941–2006), US-amerikanischer Schriftsteller
- Busch, Frederik (* 1974), deutscher Medienkünstler und Fotograf
- Busch, Frida (1896–1976), deutsche Schriftstellerin
- Busch, Friedhelm (* 1938), deutscher Wirtschaftsjournalist
- Busch, Friedrich (1798–1877), deutscher Theologe und Hochschullehrer pietistischer Ausrichtung
- Busch, Friedrich (1844–1916), deutscher Zahnmediziner
- Busch, Friedrich (1851–1931), deutscher Gymnasiallehrer und Meteorologe
- Busch, Friedrich (1891–1974), deutscher Bibliothekar
- Busch, Friedrich (1905–1995), deutscher Kriminalrat und SS-Hauptsturmführer
- Busch, Friedrich (1909–1944), deutscher evangelischer Theologe
- Busch, Friedrich P. (* 1938), deutscher Offizier, zuletzt Generalmajor der Bundeswehr
- Busch, Friedrich W. (1938–2021), deutscher Pädagoge
- Busch, Fritz (1884–1958), deutscher Eisenbahnmanager
- Busch, Fritz (1890–1951), deutscher DirigentFritz Busch (1890–1951)

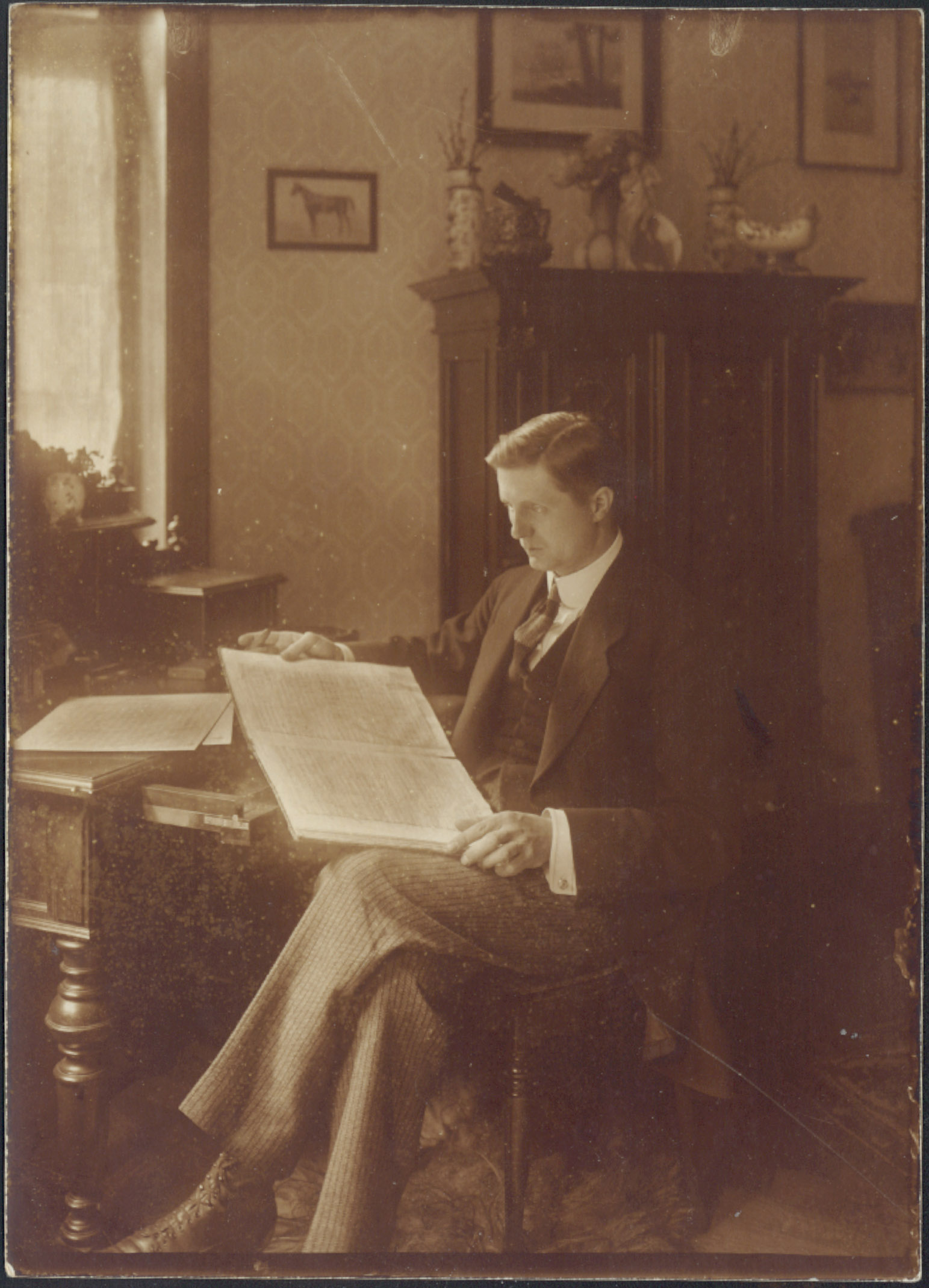
Fritz Busch (1890–1951)

- Busch, Fritz B. (1922–2010), deutscher Motorjournalist
- Busch, Fritz-Otto (1890–1971), deutscher Marineoffizier, Marineschriftsteller
- Busch, Gabriel Christoph Benjamin (1759–1823), deutscher evangelisch-lutherischer Geistlicher, Theologe und Schriftsteller
- Busch, Georg (1862–1943), deutscher BildhauerGeorg Busch (1862–1943)

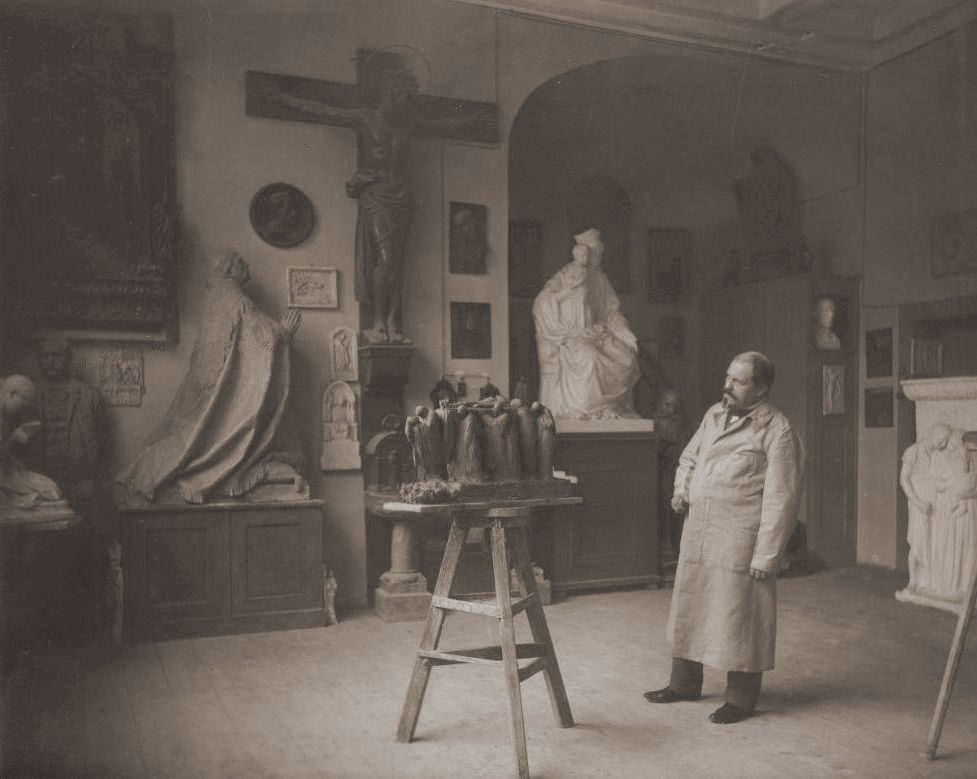
Georg Busch (1862–1943)

- Busch, Georg (1908–2000), Schweizer Physiker und Hochschullehrer
- Busch, Georg Paul († 1759), deutscher Kupferstecher
- Busch, Gerhard (* 1957), deutscher Fußballspieler
- Busch, Gerhard von dem (1791–1868), deutscher Arzt
- Busch, Gernot (* 1943), deutscher Wirtschaftsingenieur
- Busch, Gertrud (1892–1970), deutsche Schriftstellerin und Vortragskünstlerin
- Busch, Grete (1911–1997), deutsche Leichtathletin
- Busch, Gundi (1935–2014), deutsche Eiskunstläuferin
- Busch, Günter (1917–2009), deutscher Kunstgeschichtler und Direktor der Bremer Kunsthalle
- Busch, Günter (* 1928), deutscher Fußballspieler
- Busch, Günter (1930–2006), deutscher Fußballtorhüter
- Busch, Günther (1929–1995), deutscher Verlagslektor
- Busch, Gussie (1899–1989), US-amerikanischer Brauereibesitzer
- Busch, Gustl (1900–1969), deutsche Schauspielerin
- Busch, Hanno (* 1975), deutscher Jazz-GitarristHanno Busch (* 1975)

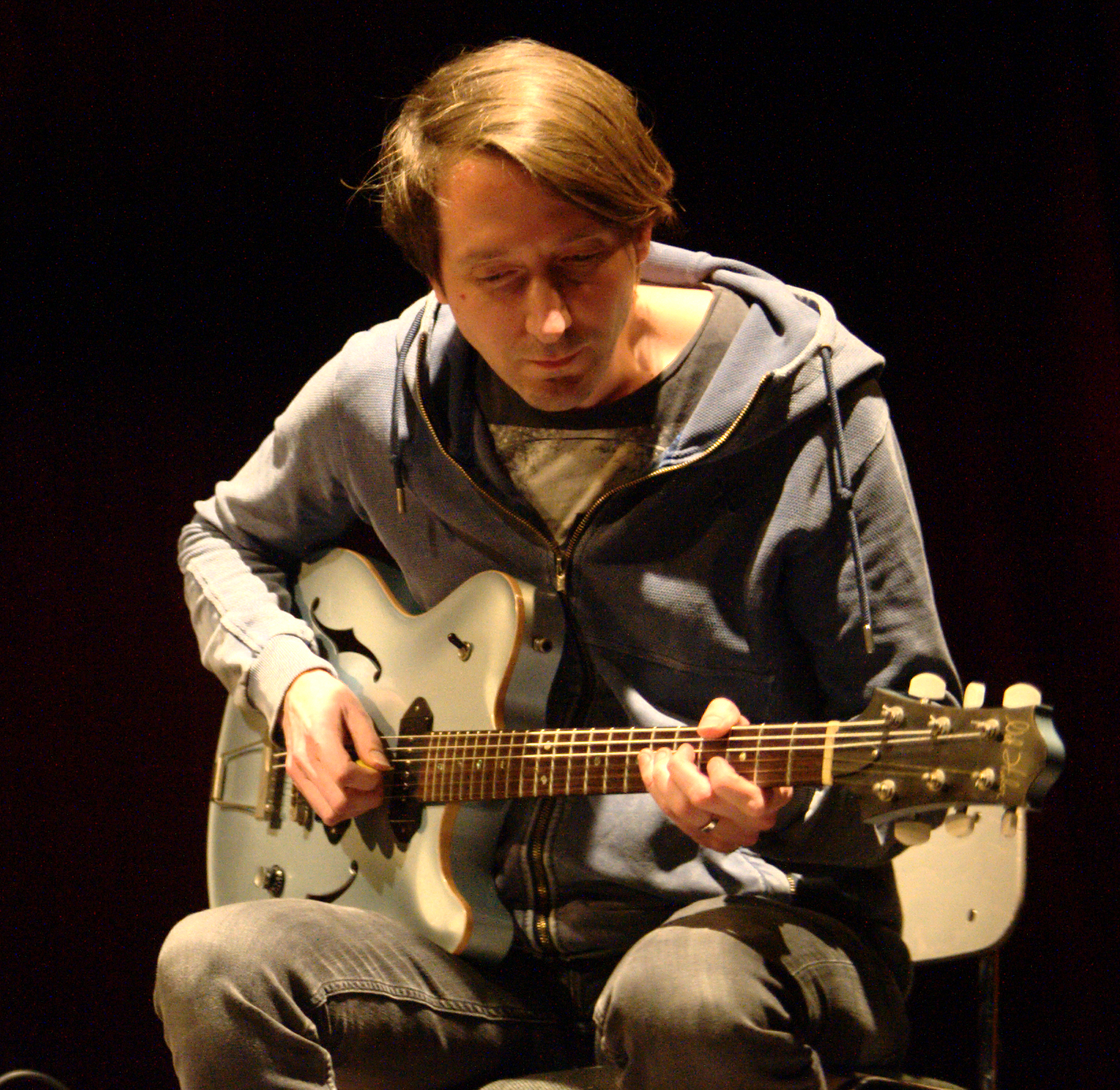
Hanno Busch (* 1975)

- Busch, Hans (1884–1973), deutscher Physiker
- Busch, Hans (1896–1972), deutscher Beamter und Staatssekretär
- Busch, Hans (1909–1996), deutscher Violinist und Kapellmeister
- Busch, Hans (1911–1990), deutscher Architekt
- Busch, Hans Karl (* 1943), deutscher Bildhauer
- Busch, Hans Wilhelm (* 1929), deutscher Postbeamter und Brigadegeneral der Bundeswehr der Reserve
- Busch, Hans-Dieter (* 1935), deutscher Fußballspieler
- Busch, Hans-Dieter (1938–2009), deutscher Politiker (CDU), MdL
- Busch, Hans-Joachim (* 1951), deutscher Sozialpsychologe und Supervisor
- Busch, Harald (1904–1983), deutscher Kunsthistoriker, Museumsleiter und Autor
- Busch, Heidi (* 1955), deutsche Politikerin (CDU), MdL
- Busch, Heinrich (1900–1929), deutscher Pianist und Komponist
- Busch, Heinz (1923–2006), deutscher Schauspieler und niederdeutscher Autor
- Busch, Heinz (1931–2021), deutscher stellvertretender Abteilungsleiter im Ministerium für Staatssicherheit
- Busch, Hermann (1897–1975), deutscher Cellist
- Busch, Hermann (1902–1976), deutscher Offizier der Luftwaffe
- Busch, Hermann Josef (1943–2010), deutscher Musikwissenschaftler und Hochschullehrer
- Busch, Hinrich († 1676), Opfer der Hexenverfolgung in Kiel
- Busch, Horst (* 1965), deutscher Brigadegeneral des Heeres der Bundeswehr
- Busch, Ilse (1919–1991), deutsche Politikerin (SPD), MdL
- Busch, Ina (* 1950), deutsche Kunsthistorikerin
- Busch, Inga (* 1968), deutsche Schauspielerin und SängerinInga Busch (* 1968)

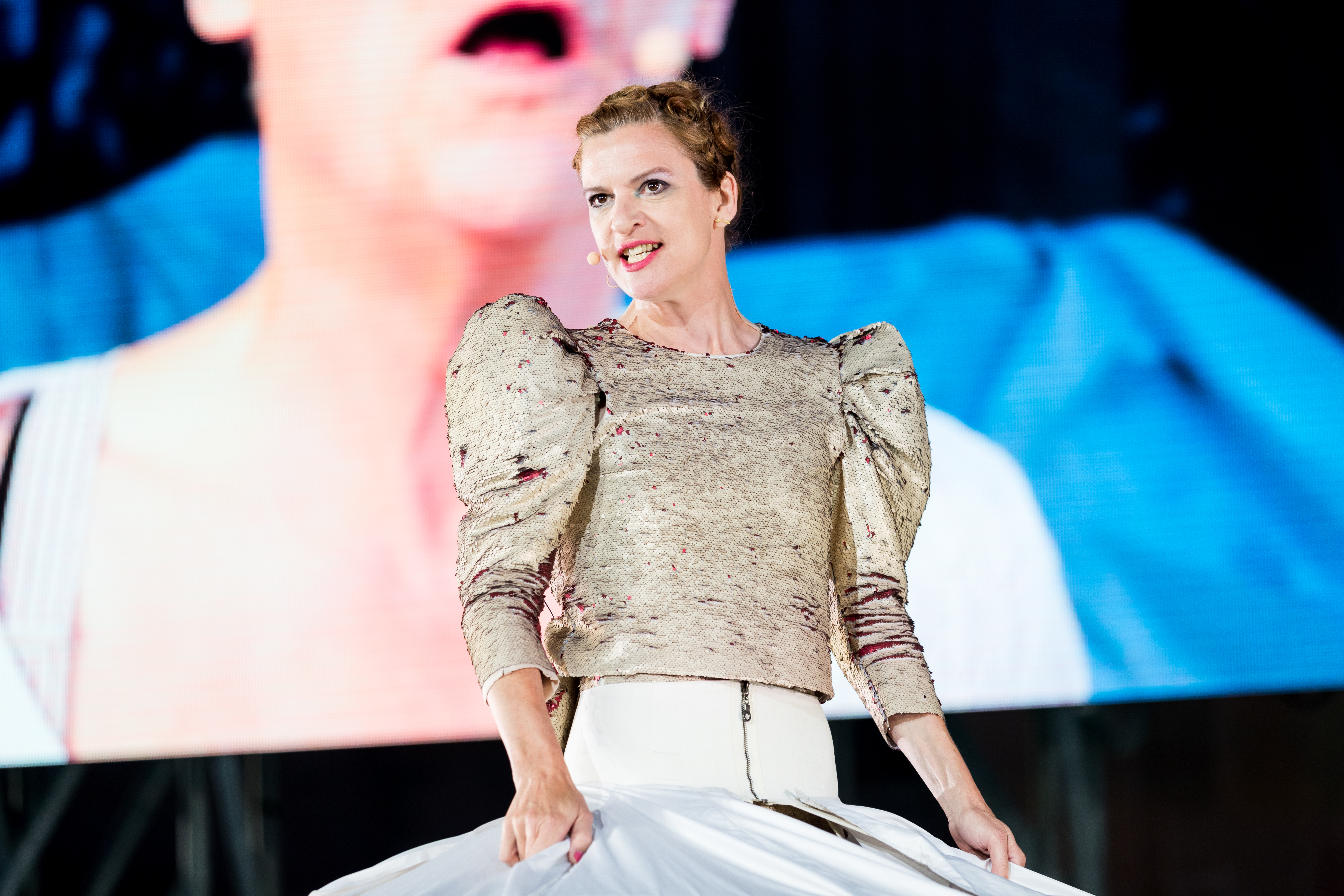
Inga Busch (* 1968)

- Busch, Jacob (* 1786), Kaufmann und nassauischer Politiker
- Busch, Jochim (* 1986), deutscher Koch
- Busch, Johann (1890–1969), Schweizer Unternehmer
- Busch, Johann Bartholomäus von (1680–1739), kurpfälzischer Vizekanzler, Diplomat und Hochschullehrer
- Busch, Johann Daniel (1735–1787), deutscher Orgelbauer
- Busch, Johann David (1755–1833), deutscher Mediziner, Pharmakologe, Veterinär und Hochschullehrer
- Busch, Johann Dietrich (1700–1753), deutscher Orgelbauer
- Büsch, Johann Georg (1728–1800), deutscher Pädagoge und Publizist
- Busch, Johann Jakob (1727–1786), deutscher Mediziner und Hochschullehrer
- Busch, Johann Joachim (1720–1802), mecklenburgischer Architekt und Bildhauer
- Busch, Johann Jürgen († 1820), deutscher Bildhauer
- Busch, Johann Moritz von dem (1818–1912), deutscher Jurist
- Busch, Johannes (* 1399), Reformer des Augustinerordens
- Busch, Johannes (1905–1956), deutscher evangelischer Pfarrer, Bekennender Christ und Evangelist
- Busch, Johannes Karl Ludwig (1869–1953), deutscher Architekt
- Busch, Jörg W. (* 1959), deutscher Mittelalterhistoriker
- Busch, Josef (1879–1956), deutscher Gärtner und Vorsitzender des Allgemeinen Deutschen Gärtnervereins
- Busch, Joseph Francis (1866–1953), US-amerikanischer Geistlicher und Bischof von Saint Cloud
- Busch, Josephin (* 1986), deutsche SchauspielerinJosephin Busch (* 1986)

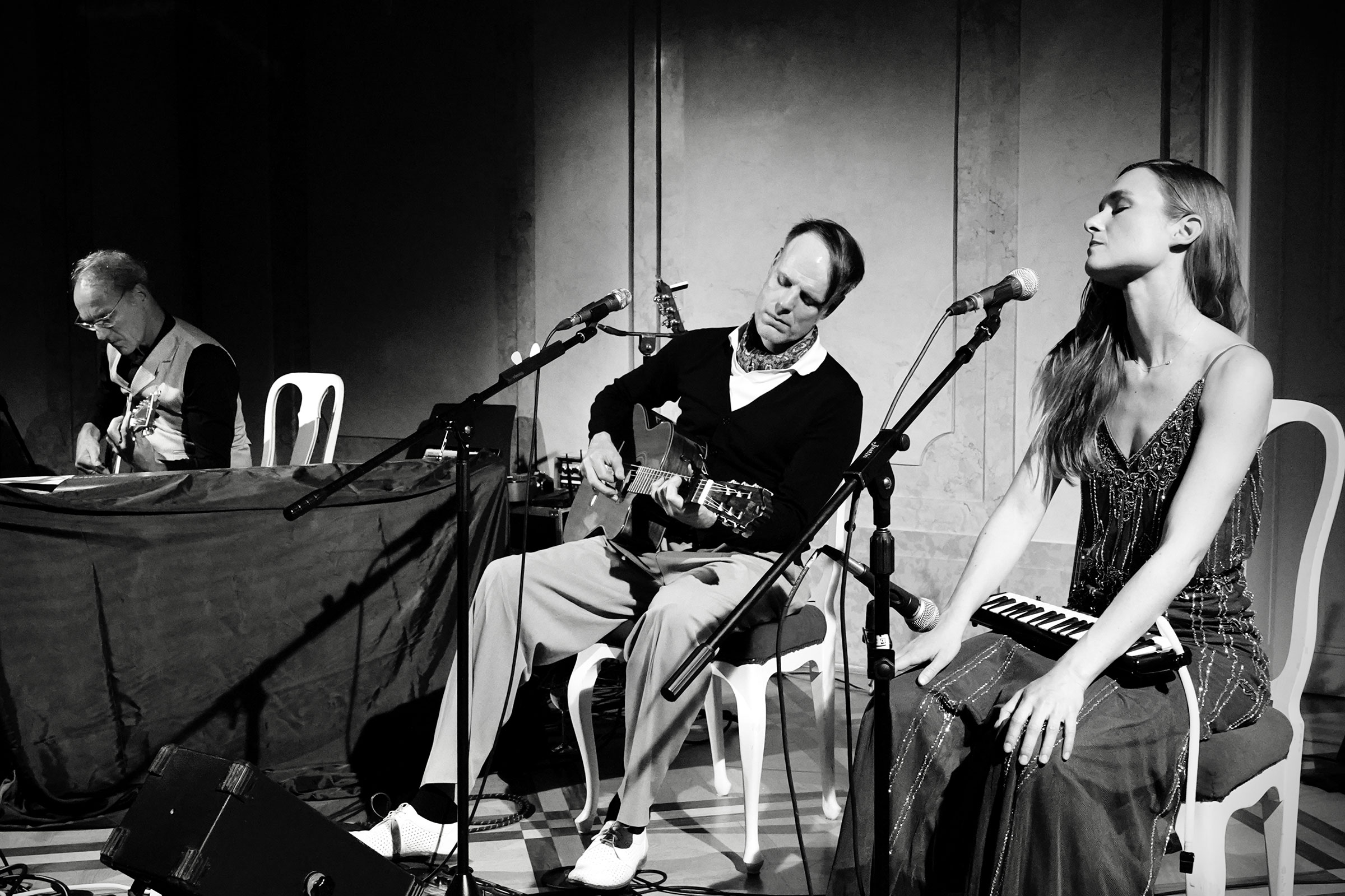
Josephin Busch (* 1986)

- Busch, Jost-Dietrich (1935–2023), deutscher Verwaltungsjurist und Ministerialbeamter
- Busch, Julius (1838–1912), deutscher Architekt
- Busch, Julius (1879–1907), deutsch-baltischer Pastor und evangelischer Märtyrer
- Busch, Jürgen (1925–1965), deutscher Bibliothekar
- Busch, Karl (1899–1942), deutscher Journalist, Schriftsteller und Politiker (NSDAP), MdL
- Busch, Karl (1905–1964), deutscher Kunsthistoriker
- Busch, Karl (1929–2025), deutscher Unternehmer der VakuumpumpentechnikKarl Busch (1929–2025)

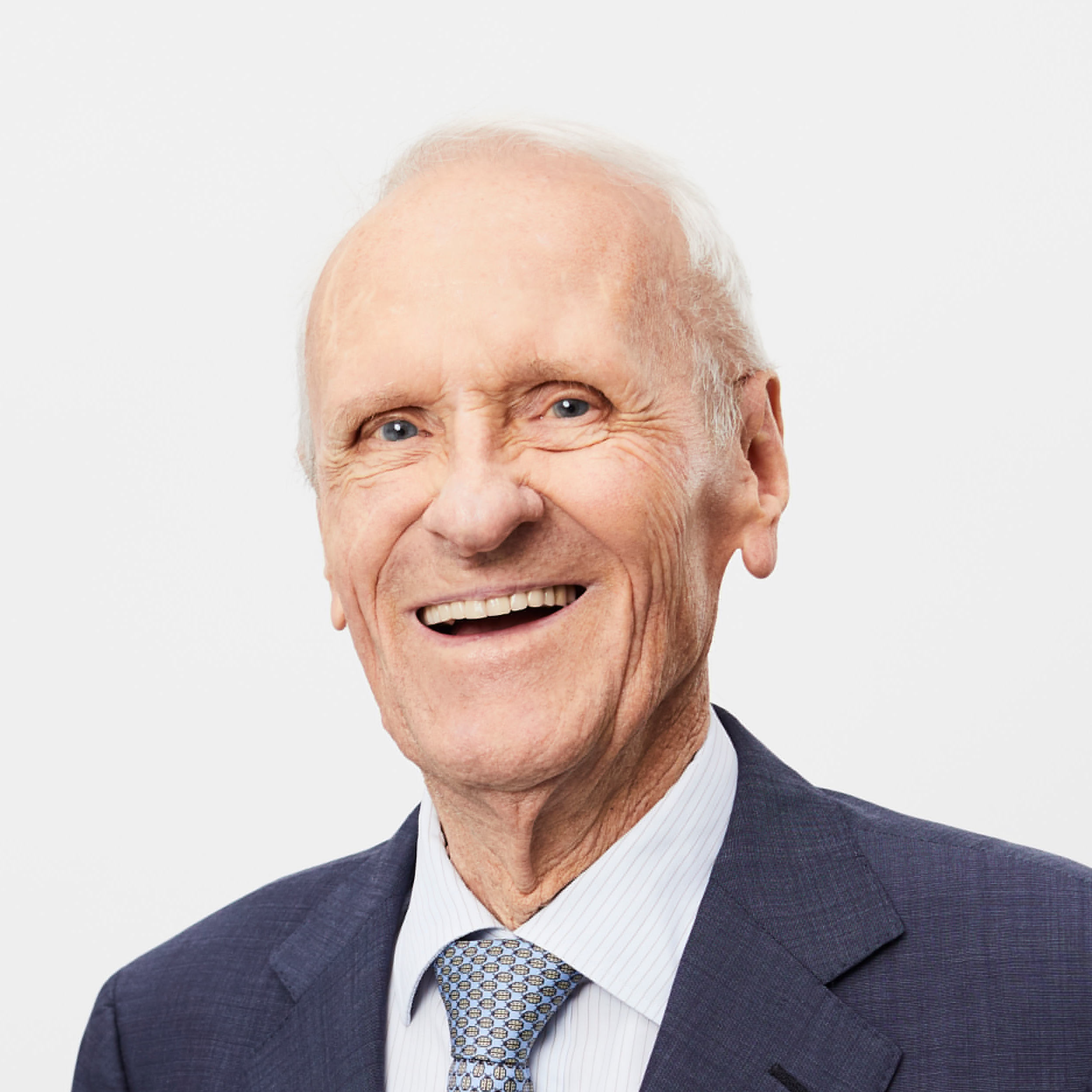
Karl Busch (1929–2025)

- Busch, Karl (* 1934), deutscher Fußballspieler
- Busch, Karl August (1886–1952), deutscher evangelischer Pfarrer
- Busch, Karl Gottfried Ferdinand von (1733–1803), preußischer Generalleutnant, zuletzt Chef des Dragonerregiments Nr. 8
- Busch, Karl-Franz (1917–2003), deutscher Bauingenieur und Hochschullehrer
- Busch, Karl-Wilhelm (1946–2021), deutscher Politiker (SPD), MdBB
- Busch, Kim (* 1998), niederländische Schwimmerin
- Busch, Klaus (* 1945), deutscher Politikwissenschaftler
- Busch, Konrad von (1847–1910), deutscher Geistlicher, Bischof von Speyer
- Busch, Kurt (1879–1954), russisch-deutscher Operettensänger und Theater- und Stummfilmschauspieler
- Busch, Kurt (1930–2015), deutscher Jurist, Oberstadtdirektor von Göttingen und Essen
- Busch, Kurt (* 1967), deutscher Physiker
- Busch, Kurt (* 1978), US-amerikanischer Automobilrennfahrer
- Busch, Kyle (* 1985), US-amerikanischer NASCAR-Rennfahrer
- Busch, Leo (* 1968), deutsche Journalistin und Fernsehmoderatorin
- Busch, Lou (1910–1979), US-amerikanischer Musiker, Songwriter und Produzent
- Busch, Mae (1891–1946), australische FilmschauspielerinMae Busch (1891–1946)

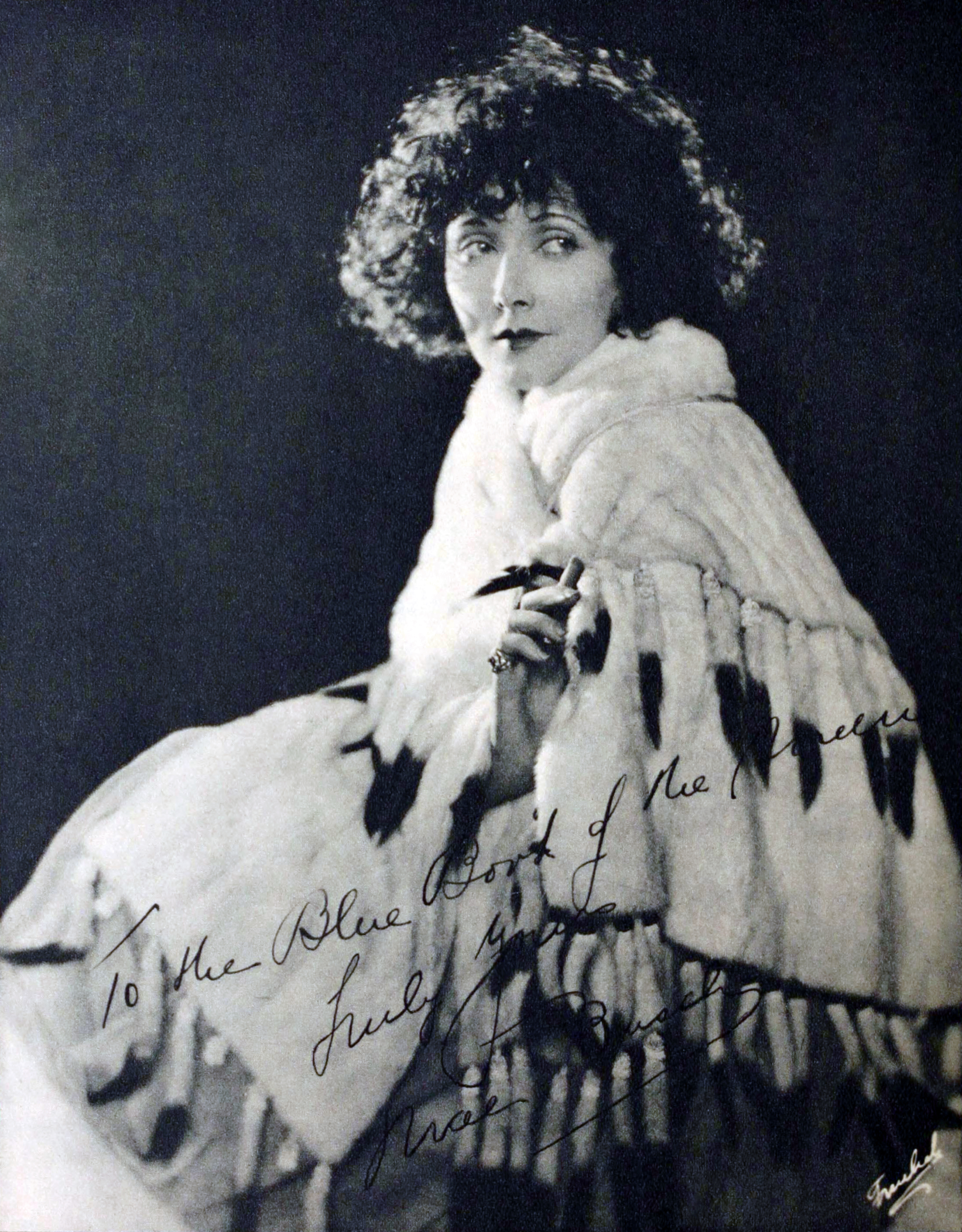
Mae Busch (1891–1946)

- Busch, Manfred (* 1954), deutscher Politiker (Bündnis 90/Die Grünen), MdL
- Busch, Marcel (* 1982), deutscher Fußballspieler
- Busch, Maren (* 1996), deutsche Kommunalpolitikerin (parteilos)
- Busch, Markus (* 1965), deutscher Drehbuchautor
- Busch, Markus (* 1981), deutscher Eishockeyspieler
- Busch, Marlies (* 1956), deutsche Sachbuchautorin
- Busch, Marnon (* 1994), deutscher Fußballspieler
- Busch, Martin (1896–1958), österreichischer Pädagoge und Vereinsfunktionär
- Busch, Martin (* 1973), deutscher Journalist, Radiomoderator und Autor
- Busch, Matthias (* 1976), deutscher Politikdidaktiker
- Busch, Matthias (* 1984), deutscher darstellender Künstler
- Busch, Max (1865–1941), deutscher Chemiker
- Busch, Michael (* 1961), deutscher Historiker
- Busch, Michael (* 1965), deutscher Filmregisseur und Drehbuchautor
- Busch, Michael C. (* 1957), deutscher Politiker (SPD, parteilos), MdL
- Busch, Moritz (1821–1899), deutscher Publizist
- Busch, Nathanael (* 1978), deutscher Germanist
- Busch, Nicolaus (1864–1933), deutsch-baltischer Historiker und Ehrendoktor der Universität Tübingen
- Busch, Nikolai Adolfowitsch (1869–1941), russisch-sowjetischer Botaniker und Hochschullehrer
- Busch, Niven (1903–1991), US-amerikanischer Drehbuch- und Romanautor
- Busch, Oscar (1830–1916), deutscher Lehrer
- Busch, Otto, deutscher Architekt in Deutsch-Südwestafrika, dem heutigen Namibia
- Busch, Otto (1901–1985), deutscher Organist, Komponist und Musikpädagoge
- Büsch, Otto (1928–1994), deutscher Historiker
- Busch, Paul (1889–1974), deutscher Maler und Zeichner
- Busch, Paul (1955–2018), deutscher Physiker und Wissenschaftsphilosoph
- Busch, Paul Vincenz (1850–1927), deutscher Zirkusdirektor
- Busch, Paula (1886–1973), deutsche Zirkusdirektorin und Autorin
- Busch, Peter (* 1941), deutscher Politiker (DBD, CDU), MdL
- Busch, Peter (* 1952), deutscher Schriftsteller und Maler
- Busch, Peter (* 1965), deutscher evangelischer Theologe und Neutestamentler
- Busch, Petra (* 1967), deutsche Kriminalschriftstellerin
- Busch, Pierre (* 2000), deutscher Handballspieler
- Busch, Ralf (* 1942), deutscher Archäologe und Museumsdirektor
- Busch, Ralf (* 1963), deutscher Physiker mit Schwerpunkt in den Materialwissenschaften
- Busch, Richard (1893–1979), deutscher Jurist und Richter an Bundesgerichtshof
- Busch, Richard (1902–1967), deutscher Dialogbuchautor, Dialogregisseur sowie Drehbuchautor, Liedtexter und Regisseur
- Busch, Robert (* 1974), deutsch-kanadischer Eishockeyspieler
- Busch, Roland (* 1964), deutscher Physiker und Chief Operating Officer sowie Chief Technology Officer (Siemens AG)Roland Busch (* 1964)

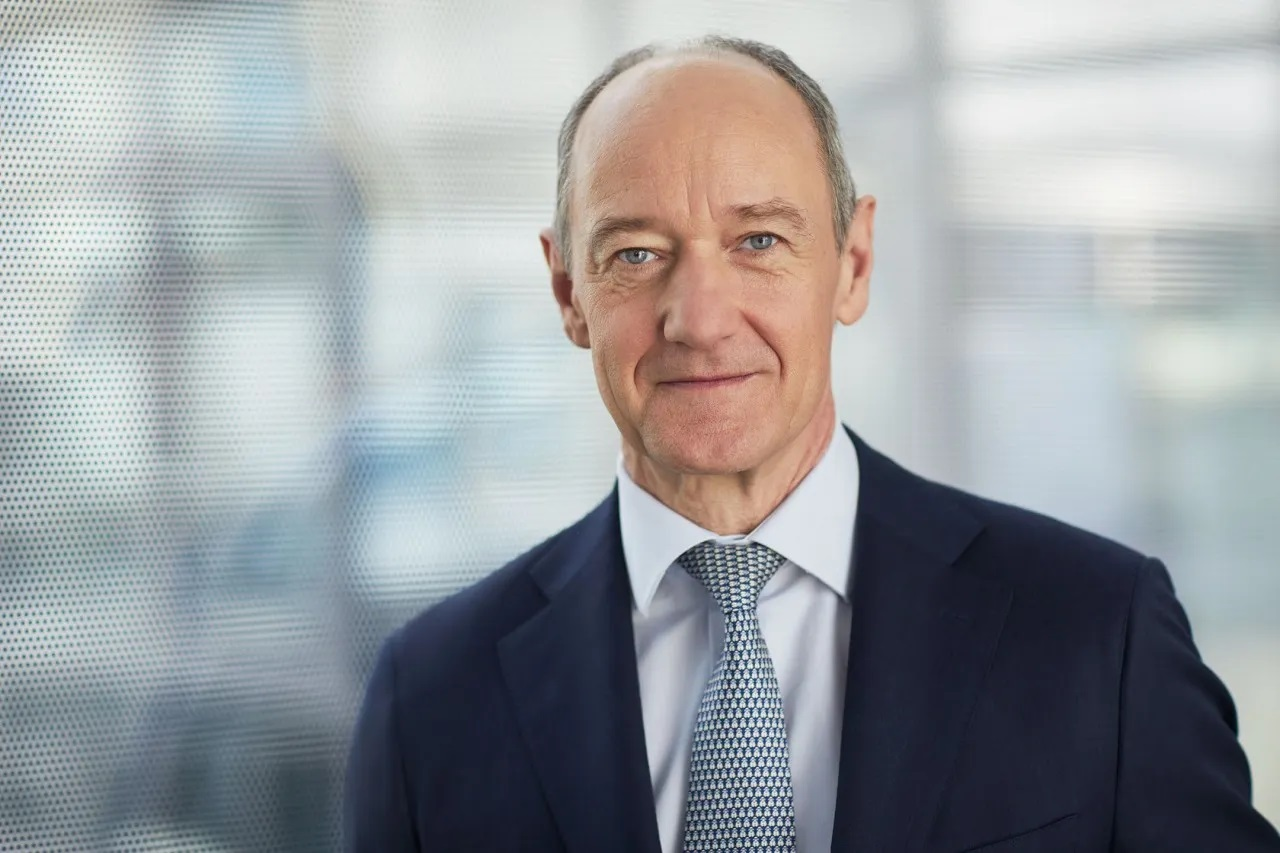
Roland Busch (* 1964)

- Busch, Rolf (1933–2014), deutscher Fernseh- und Hörspielregisseur
- Busch, Rolf D. (* 1956), deutscher Journalist, Autor und Spielelokalisierer
- Busch, Rudolf (1876–1956), deutscher Kunstsammler und Museumsdirektor
- Busch, Rudolf von (1900–1956), deutscher Politiker (parteilos), MdL
- Busch, Sabine (* 1962), deutsche Leichtathletin und OlympiamedaillengewinnerinSabine Busch (* 1962)

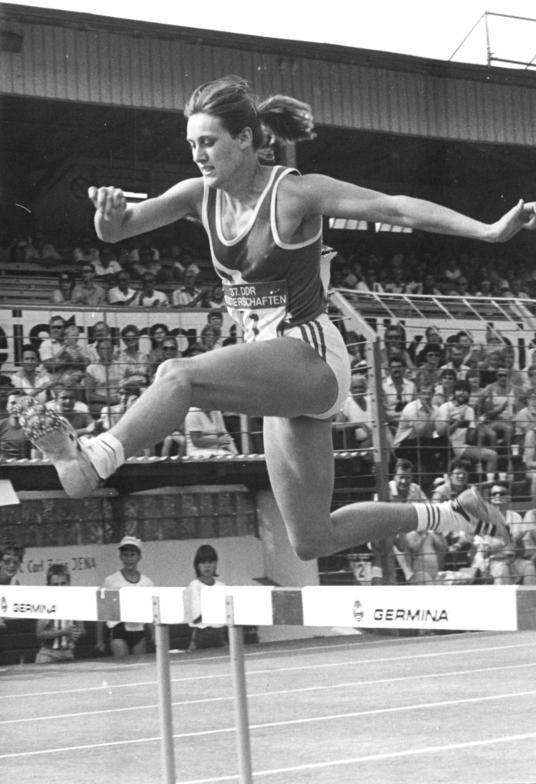
Sabine Busch (* 1962)

- Busch, Sebastian (* 1992), deutscher Eishockeyspieler
- Busch, Sigi (* 1943), deutscher Jazzmusiker (Kontrabassist) und Hochschullehrer
- Busch, Sira (* 1993), deutsche/r Mathematiker/in und Autor/in
- Busch, Sofie (* 1965), deutsche Malerin
- Busch, Stephan (* 1966), deutscher Altphilologe
- Busch, Stevko (* 1966), deutscher Jazzmusiker und Komponist
- Busch, Susanne (* 1970), deutsche Shorttrackerin
- Busch, Timo (* 1975), deutscher Wirtschaftswissenschaftler
- Busch, Tobias (* 1988), deutscher Speedway-Fahrer
- Busch, Ulrich (1921–2021), deutscher Slawist
- Busch, Ulrich (* 1951), deutscher Finanzwissenschaftler und Hochschullehrer für Finanzwissenschaften
- Busch, Ulrike (* 1952), deutsche Hochschullehrerin für Familienplanung
- Busch, Valentin (* 1998), deutscher Eishockeyspieler
- Busch, Volker (* 1971), deutscher Neurowissenschaftler und Sachbuchautor
- Busch, Walter (1918–1986), deutscher Politiker (SPD), MdBB
- Busch, Walter (1932–2020), deutscher Veterinärmediziner
- Busch, Walter (1946–2013), deutscher Literaturwissenschaftler
- Busch, Walther (1877–1954), deutscher Verwaltungsjurist und Kommunalpolitiker
- Busch, Werner (* 1944), deutscher Kunsthistoriker
- Busch, Wilhelm (1826–1881), deutscher Chirurg und Hochschullehrer
- Busch, Wilhelm (1832–1908), deutscher Dichter und ZeichnerWilhelm Busch (1832–1908)

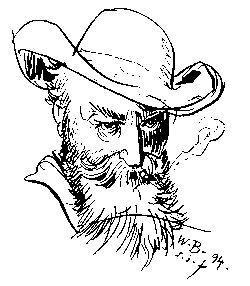
Wilhelm Busch (1832–1908)

- Busch, Wilhelm (1861–1929), deutscher Historiker
- Busch, Wilhelm (1861–1929), deutscher Instrumentenbauer
- Busch, Wilhelm (1867–1923), deutscher Politiker (Zentrum), MdR
- Busch, Wilhelm (1868–1921), deutscher protestantischer Pfarrer
- Busch, Wilhelm (1892–1967), deutscher Chemiker und Bergwerksdirektor
- Busch, Wilhelm (1892–1968), deutscher Politiker (NSDAP), MdR
- Busch, Wilhelm (1897–1966), deutscher protestantischer Pfarrer, Evangelist und Schriftsteller
- Busch, Wilhelm (1901–1998), deutscher Agronom und Hochschullehrer
- Busch, Wilhelm (* 1910), deutscher Politiker (NSDAP) und HJ-Führer
- Busch, Wilhelm M. (1908–1987), deutscher Illustrator
- Busch, Wilhelm von (1868–1940), deutscher kunstinteressierter Chefredakteur
- Busch, Wilhemine (1934–2024), österreichische Politikerin (ÖVP), Burgenländische Landtagsabgeordnete
- Busch, Willi (1893–1951), deutscher Schauspieler
- Busch, Willi (* 1901), deutscher Widerstandskämpfer im Komitee zur schnellen Beendigung des Krieges
- Busch, Willy (1907–1982), deutscher Fußballspieler
- Büsch, Wolfgang (1929–2012), deutscher Jurist und Politiker (SPD), MdA, Berliner Senator
- Busch-Lüty, Christiane (1931–2010), deutsche Ökonomin
- Busch-Petersen, Nils (* 1963), deutscher Jurist
- Busch-Schumann, Ruthild (1900–1989), deutsche Kinderbuchautorin und Illustratorin
- Busch-Woods, Wilhelmina (1884–1952), Kind von Adolphus BuschWilhelmina Busch-Woods (1884–1952)

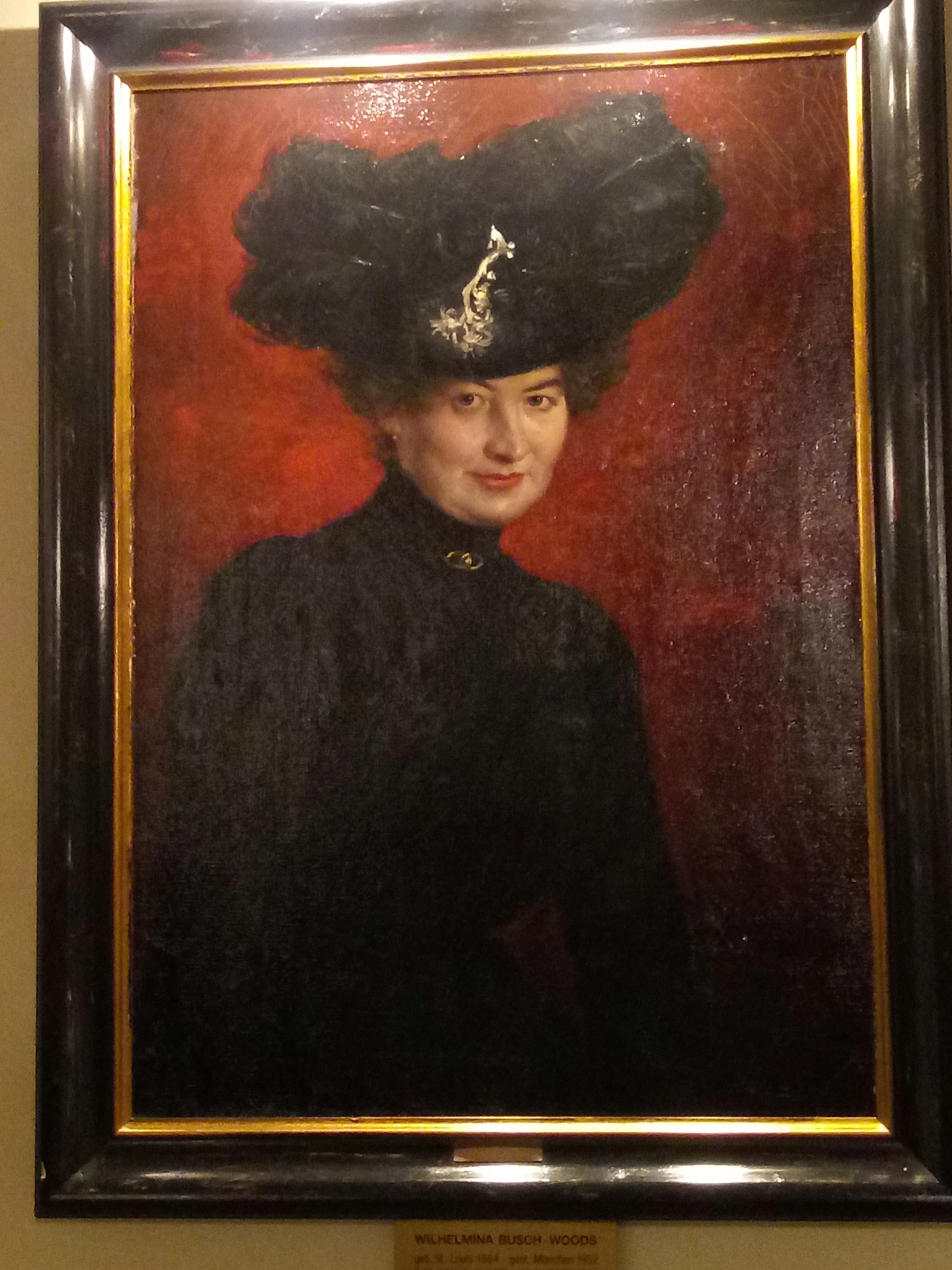
Wilhelmina Busch-Woods (1884–1952)

##### Buscha
- Buschak, Willy (* 1951), deutscher Gewerkschafter
- Buscham, Lina (1889–1978), deutsche Politikerin (FDP), MdL
- Buschan, Georg (1863–1942), deutscher Mediziner, Anthropologe und Ethnograph
- Buschan, Lotte (1917–1994), deutsche Opernsängerin (Sopran)
- Buschanski, Wladimir (* 1978), kasachischer Bahn- und Straßenradrennfahrer
- Buschardt, Tom (* 1966), deutscher Journalist, Coach und Medientrainer
- Buschauer, Armin (1955–2017), deutscher pharmazeutischer und medizinischer Chemiker sowie Apotheker

##### Buschb
- Buschbacher, Andreas (1931–1993), deutscher Politiker
- Buschbacher, Hartmut (* 1958), deutscher Rudertrainer
- Buschbaum, Balian (* 1980), deutscher StabhochspringerBalian Buschbaum (* 1980)

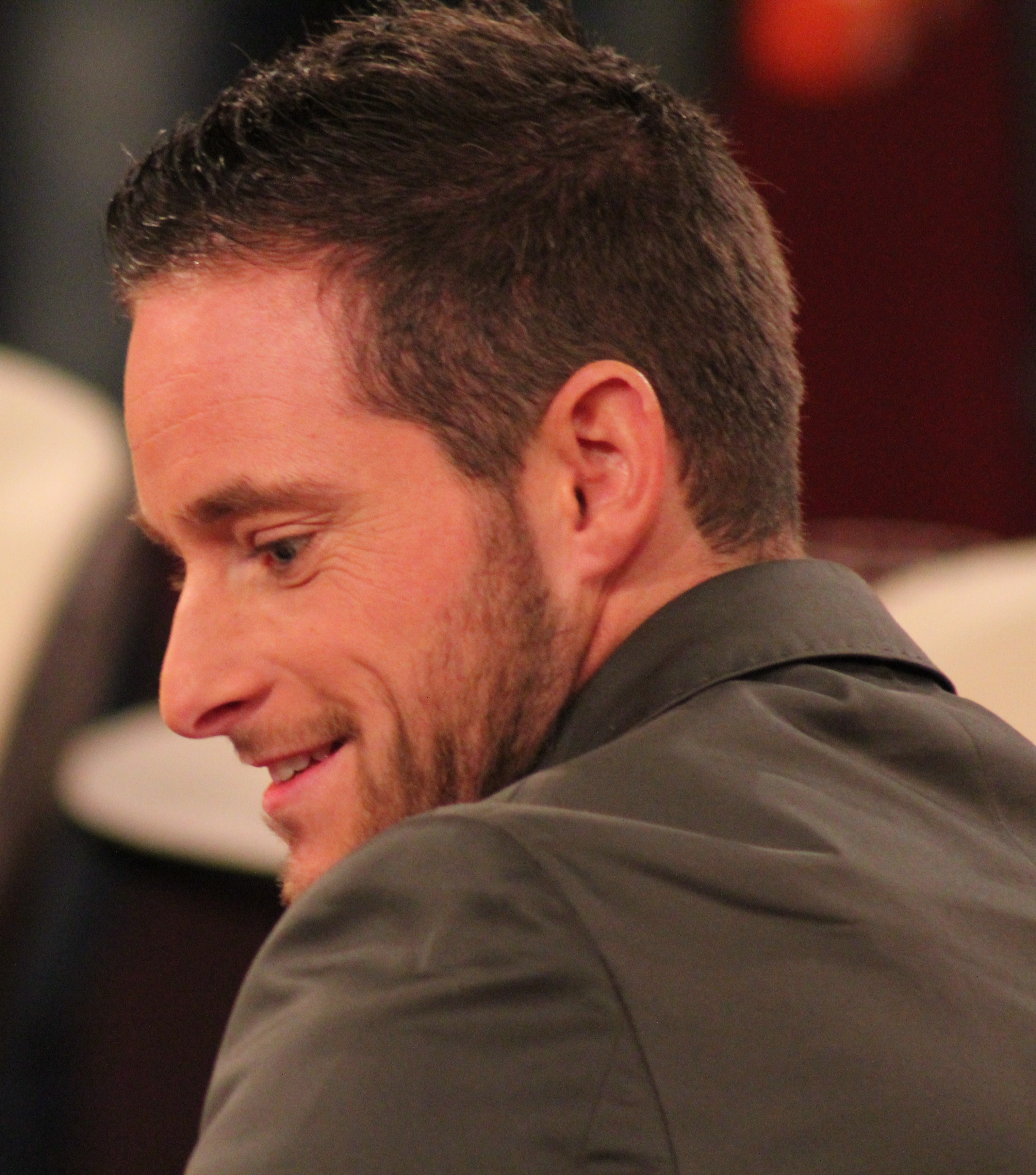
Balian Buschbaum (* 1980)

- Buschbaum, Yvonne (* 1980), deutsche Sportlerin
- Buschbeck, Adolph (1820–1883), Offizier der Preußischen Armee und deutschamerikanischer Colonel des Unionsheers im Sezessionskrieg
- Buschbeck, Erhard (1889–1960), österreichischer Schriftsteller
- Buschbeck, Ernst Heinrich (1889–1963), österreichischer Kunsthistoriker und Museumsdirektor
- Buschbeck, Gandolf (1926–2011), österreichischer Bühnen- und Filmschauspieler sowie Bühnenregisseur und Intendant
- Buschbeck, Heinrich Adolph (1778–1833), Ingenieur
- Buschbeck, Herbert (* 1906), deutscher Mediziner
- Buschbell, Gottfried (1872–1946), deutscher Bibliothekar
- Buschberger, Julian (* 1993), österreichischer Musiker
- Buschbom, Helmut (1921–2017), deutscher Politiker (CDU)

##### Busche
- Busche, Alexander (* 1978), deutscher Intendant, Regisseur und Wirtschaftswissenschaftler
- Busche, Andrea (* 1971), deutsche Politikerin (SPD), MdL
- Busche, Detlef (1942–2011), deutscher Geograph, Geomorphologe und Hochschullehrer
- Busche, Heinrich Friedrich (1885–1959), deutscher Bergmann und Politiker (SPD), MdL
- Busche, Heinz (* 1951), deutscher Leichtathlet und Bobfahrer
- Busche, Hermann von dem (1468–1534), deutscher Humanist
- Busche, Hubertus (* 1958), deutscher Philosoph
- Busche, Jan (* 1961), deutscher Rechtswissenschaftler
- Busche, Johann Friedrich Christoph (1850–1935), Bürgermeister und Abgeordneter des Kurhessischen Kommunallandtages
- Busche, Jürgen (1944–2024), deutscher Journalist, Buchautor und Literaturkritiker
- Busche, Manfred (1933–2022), deutscher Manager
- Busche, Matthew (* 1985), US-amerikanischer Radrennfahrer
- Busche, Paul (* 2000), deutscher Schauspieler
- Busche, Timm (* 1976), deutscher Hörfunkmoderator
- Buschek, Christo (* 1980), österreichischer Informationstechniker, Journalist und Pulitzer-Preisträger 2021
- Büschel, Hubertus (* 1969), deutscher Historiker und Hochschullehrer
- Büschel, Johann Gabriel Bernhard (1758–1813), deutscher Publizist, Dramatiker und Epiker
- Büschelberger, Anton (1869–1934), deutscher BildhauerAnton Büschelberger (1869–1934)

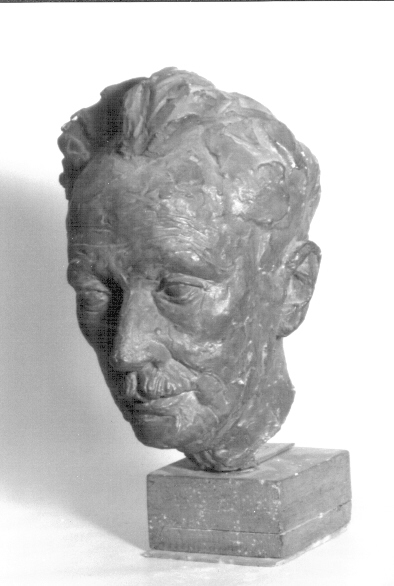
Anton Büschelberger (1869–1934)

- Büschelberger, Friedrich (1904–1990), deutscher Kunstbildhauer
- Buschendorf, Ernest (1928–1983), deutscher Rechtswissenschaftler und Hochschullehrer
- Buschendorf-Otto, Gisela (1921–2011), deutsche Prähistorikerin, Ägyptologin und Kulturanthropologin
- Buschendorff, Florian (* 1967), deutscher Kinder- und Jugendbuchautor
- Büschenfeld, Herbert (1925–2017), deutscher Geograph
- Buschenhagen, Erich (1895–1994), deutscher General der Infanterie
- Buschenhagen, Paul (1904–1993), deutscher Bahnradsportler
- Buschenhagen-Herzog, Jutta (* 1943), deutsche Produzentin, Dramaturgin und Redakteurin von Kinderzeichentrickserien und -hörspielen
- Buschening, Dennis (* 1991), deutsch-thailändischer Fußballspieler
- Büschenthal, Lippmann Moses (1784–1818), deutscher Großrabbiner und Schriftsteller
- Büscher, Arnold (1899–1949), deutscher KZ-Kommandant im KZ Plaszow
- Büscher, Bernhard (* 1948), deutscher Schriftsteller
- Büscher, Brigitte (* 1967), deutsche JournalistinBrigitte Büscher (* 1967)

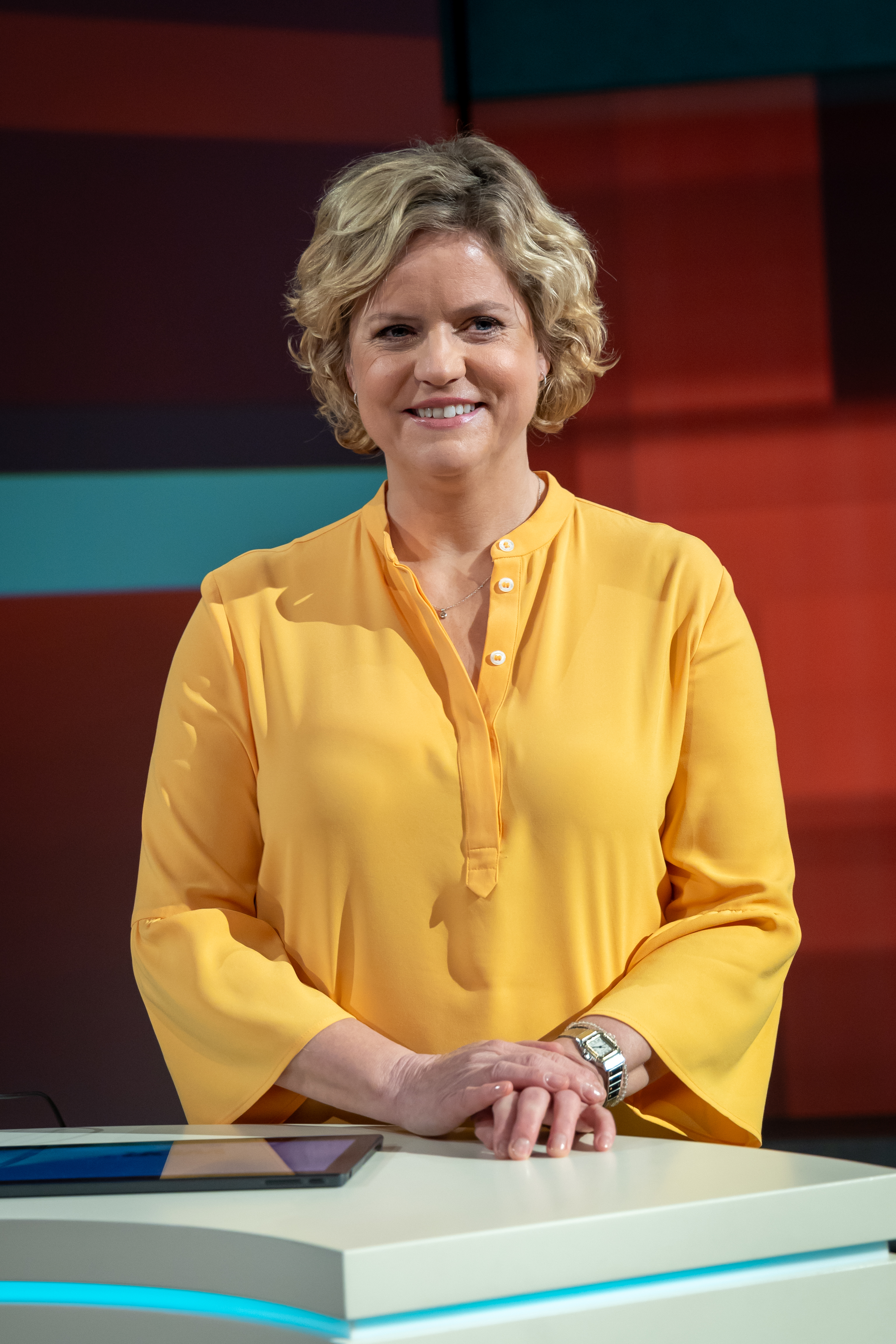
Brigitte Büscher (* 1967)

- Buscher, Clemens (1855–1916), deutscher Bildhauer, Holzschnitzer und Hochschullehrer
- Büscher, Dirk (* 1967), deutscher Kommunalpolitiker (CDU)
- Buscher, Franz Anton (1825–1879), US-amerikanischer Bildhauer und Holzschnitzer
- Büscher, Franz Christoph (1848–1928), deutscher Jurist und Richter im preußischen Staatsdienst
- Büscher, Friederike (1913–2004), deutsche Politikerin (SPD)
- Buscher, Heinrich (1911–1954), deutscher SS-Führer
- Buscher, Heizo (1564–1598), deutscher evangelischer Geistlicher und Konrektor
- Büscher, Josef (1918–1983), deutscher Schriftsteller
- Büscher, Kornelius, deutscher Fußballspieler
- Büscher, Lutz (1937–2007), deutscher Regisseur und Drehbuchautor
- Buscher, Marduk (* 1959), deutscher Medienwissenschaftler
- Buscher, Margarete (1938–1991), deutsche Sprinterin und Mittelstreckenläuferin
- Büscher, Martin (* 1957), deutscher Wirtschaftswissenschaftler
- Buscher, Michael (* 1965), deutscher Manager, Miteigentümer sowie CEO der CITTTIC AG
- Buscher, Paulus (1928–2011), deutscher Künstler und Edelweißpirat
- Buscher, Sebastian (1849–1926), deutscher Bildhauer und Holzschnitzer
- Buscher, Thomas (1860–1937), deutscher Bildhauer und Hochschullehrer
- Büscher, Tobias (* 1964), deutscher Autor und JournalistTobias Büscher (* 1964)

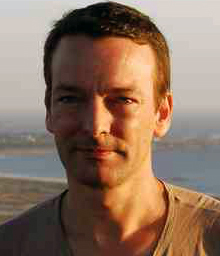
Tobias Büscher (* 1964)

- Büscher, Ulrich (1958–2020), deutscher Fußballspieler
- Buscher, Vitus (1531–1596), deutscher evangelischer Pastor und Schulrektor sowie Autor im Zuge der Reformation in Hannover
- Büscher, Vitus (1602–1666), deutscher evangelischer Theologe
- Büscher, Wolfgang (* 1951), deutscher Journalist, Autor und Fernwanderer
- Büscher, Wolfgang (* 1952), deutscher Jurist und Richter am Bundesgerichtshof
- Buschey, Monika (* 1954), deutsche Journalistin und Autorin

##### Buschf
- Buschfort, Hermann (1928–2003), deutscher Politiker (SPD), MdB
- Buschfort, Wolfgang (* 1961), deutscher Fernsehjournalist und Sachbuchautor

##### Buschg
- Büschgen, Hans (1932–2019), deutscher Wirtschaftswissenschaftler, Hochschullehrer
- Büschges, Christian (* 1965), deutscher Historiker
- Büschges, Günter (1926–2017), deutscher Soziologe

##### Buschh
- Buschhaus, Greta (* 1994), deutsche Journalistin und Moderatorin
- Buschhausen, Helmut (1937–2014), deutscher Kunsthistoriker
- Buschheuer, Else (* 1965), deutsche SchriftstellerinElse Buschheuer (* 1965)

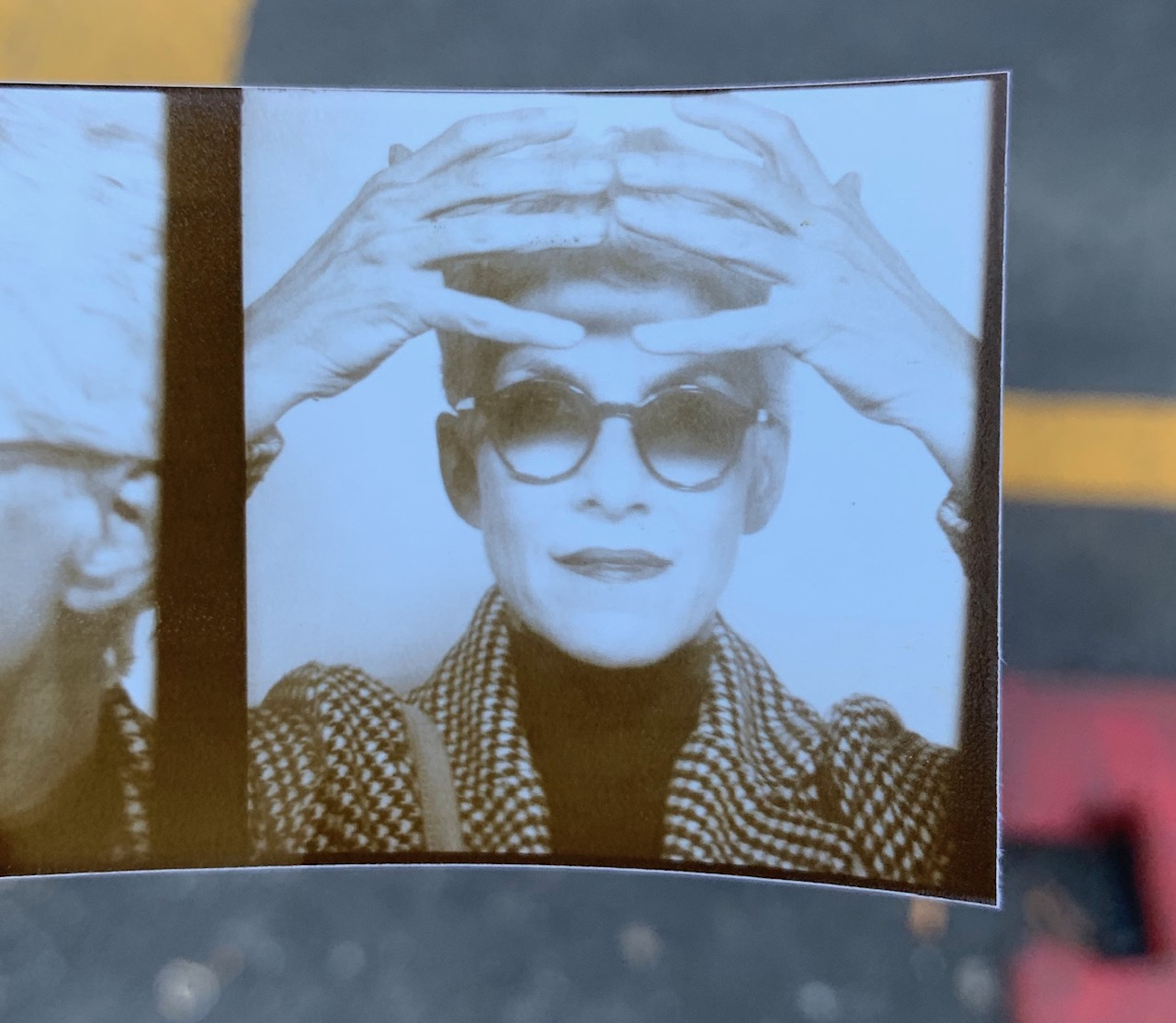
Else Buschheuer (* 1965)

- Buschheuer, Hans-Peter (* 1953), deutscher Journalist
- Buschhoff, Walter (1923–2010), deutscher Schauspieler
- Buschhoff, Willy (* 1888), deutscher Theaterschauspieler
- Buschhorn, Gerd (1934–2010), deutscher Elementarteilchenphysiker
- Buschhorn, Ursula (* 1969), deutsche Schauspielerin
- Buschhüter, Karl (1872–1956), deutscher Architekt und Lebensreformer
- Buschhüter, Ole Thorben (* 1976), deutscher Politiker (SPD), MdHB
- Buschhüter, Sylvia (* 1962), deutsche Poolbillardspielerin

##### Buschi
- Buschi, Nicola (1732–1813), italienischer römisch-katholischer Geistlicher und Bischof von Ferentino
- Buschiazzo, Fabrizio (* 1996), uruguayischer Fußballspieler
- Buschick, Gustav Julius (1815–1897), sächsischer Münzmeister
- Buschillion, Katharina, Angeklagte in Waldenserprozessen
- Buschilowa, Alexandra Petrowna (* 1960), sowjetisch-russische Anthropologin und Hochschullehrerin
- Buschin, Dimitri (* 1968), russisch-deutscher Basketballspieler
- Büsching, Anton Friedrich (1724–1793), deutscher GeographAnton Friedrich Büsching (1724–1793)

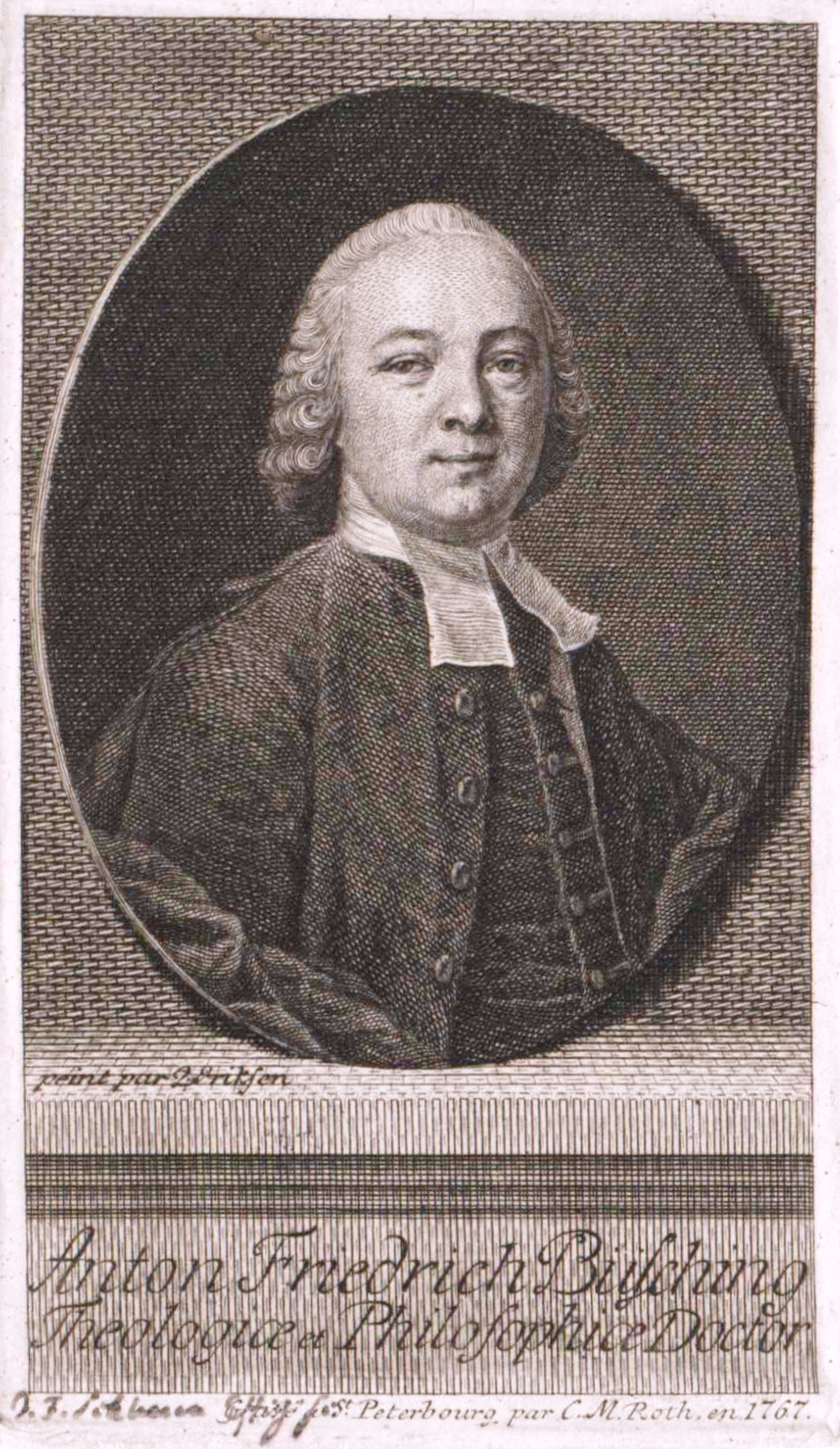
Anton Friedrich Büsching (1724–1793)

- Büsching, Christiana (1728–1777), deutsche Lyrikerin
- Büsching, Fritz (* 1940), deutscher Ingenieurwissenschaftler
- Büsching, Johann Gustav Gottlieb (1783–1829), deutscher Archäologe, Germanist und Volkskundler
- Büsching, Johann Stephan Gottfried (1761–1833), preußischer Verwaltungsbeamter und langjähriger Oberbürgermeister von Berlin
- Busching, Paul (1877–1945), deutscher Volkswirtschaftler und Wohnungsreformer
- Büsching, Rainer (1943–2022), deutscher Opernsänger (Bass)
- Büsching, Thilo (* 1962), deutscher Wirtschaftswissenschaftler
- Buschini, Carlos (* 1964), argentinischer Jazz- und Tangomusiker
- Buschiri bin Salim († 1889), Anführer des Aufstandes Sansibars gegen die Machtübernahme durch die Deutsch-Ostafrikanische Gesellschaft

##### Buschk
- Buschke, Abraham (1868–1943), deutscher Dermatologe und Hochschullehrer
- Buschke, Albrecht (1904–1986), deutschamerikanischer Schachenthusiast und Antiquar
- Buschke, Konrad (* 1987), deutscher Filmemacher und Filmeditor
- Buschke, Tom (* 1988), deutscher Fußballspieler
- Büschken, Olivia (* 1992), deutsche Synchronsprecherin
- Büschken, Uwe (* 1953), deutscher Schauspieler und Synchronsprecher
- Buschko, Iwan (* 1969), ukrainischer Politiker
- Buschkötter, Uwe (* 1939), deutscher Komponist und Musikverleger
- Buschkow, Andrei Wassiljewitsch (* 1969), russischer Eiskunstläufer
- Buschkow, Lutz (* 1957), deutscher Trainer im Wasserspringen-Sport
- Buschkowsky, Heinz (* 1948), deutscher Politiker (SPD), Bezirksbürgermeister von Berlin-NeuköllnHeinz Buschkowsky (* 1948)

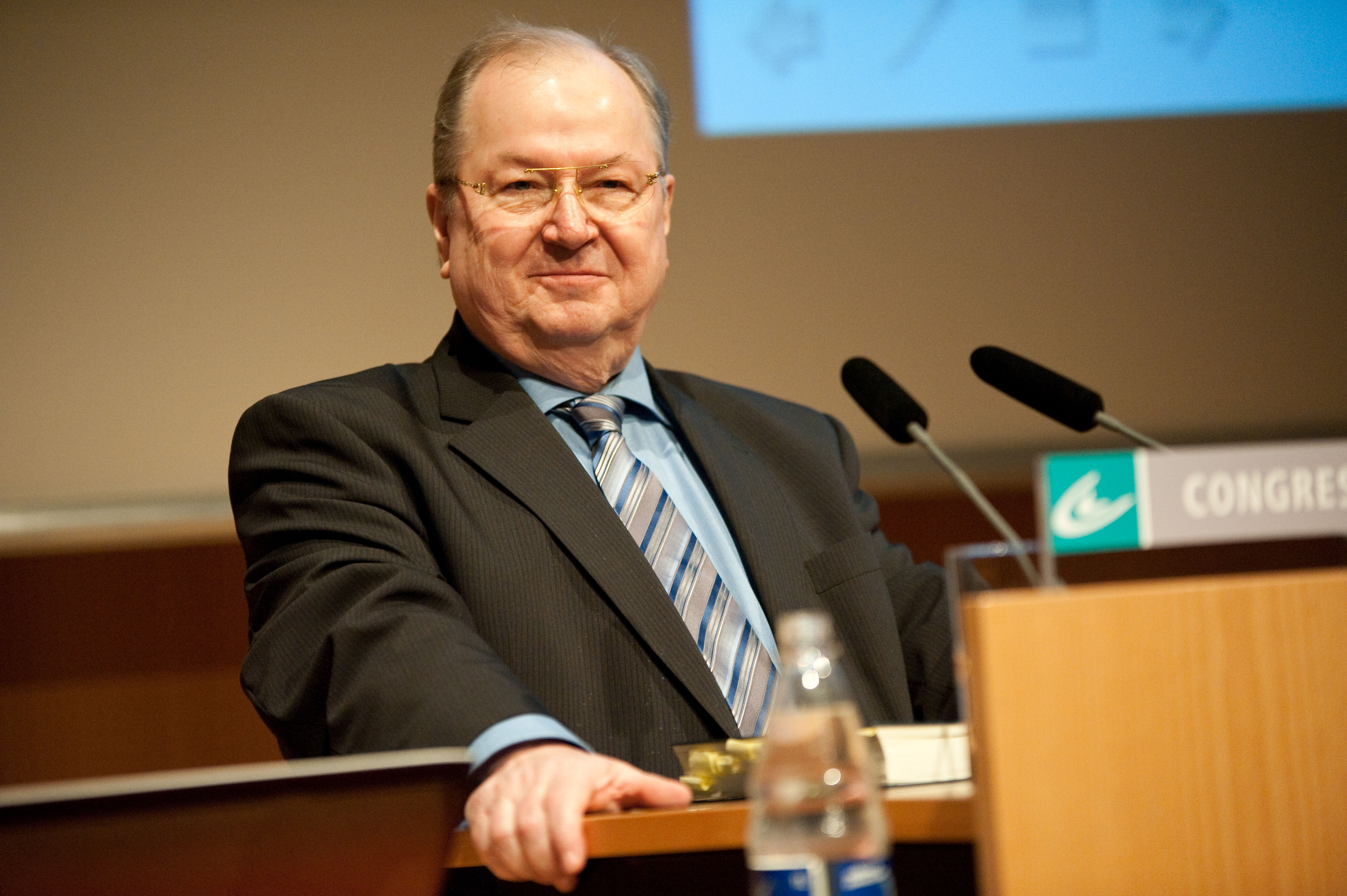
Heinz Buschkowsky (* 1948)

- Buschkuehl, Brooke (* 1993), australische Weitspringerin
- Buschkühl, Matthias (1953–1997), deutscher Bibliothekar
- Buschkühle, Carl-Peter (* 1957), deutscher Kunstpädagoge

##### Buschl
- Buschle, Emil (1885–1972), deutscher Möbelfabrikant
- Buschle, Erich (1901–1991), deutscher Maler, Goldschmied und Glaskünstler
- Buschle, Fritz (* 1951), deutscher Politiker (SPD), MdL
- Buschle, Klaus-Dieter (* 1950), deutscher Volleyballspieler
- Büschlen, Barbara, Schweizer Sportkletterin
- Büschler, Anna († 1551), Person der Haller Stadtgeschichte
- Buschlinger, Norbert (* 1957), deutscher Fußballspieler

##### Buschm
- Buschma, Alina (* 2000), ukrainische Squashspielerin
- Buschman-Dormond, Carson (* 2002), niederländischer Fußballspieler
- Buschmann, Albrecht (* 1964), deutscher Romanist und literarischer Übersetzer
- Buschmann, Anneliese (1906–1999), deutsche Politikerin (FDP), MdHB
- Buschmann, Arno (1931–2019), deutscher Rechtswissenschaftler und Rechtshistoriker
- Buschmann, Artur (1895–1971), deutscher Maler des Realismus
- Buschmann, Bernd (* 1967), deutscher Tischtennisspieler
- Buschmann, Christel (* 1942), deutsche Journalistin, Übersetzerin, Autorin, Produzentin und Regisseurin
- Buschmann, Christian Friedrich Ludwig (1805–1864), deutscher Musikinstrumentenbauer und Erfinder der Mundharmonika
- Buschmann, Claas (* 1977), deutscher Rechtsmediziner und TV-Moderator
- Buschmann, Dieter (* 1938), deutscher Fußballspieler
- Buschmann, Eduard (1805–1880), deutscher Sprachwissenschaftler, Bibliothekar und Privatsekretär
- Buschmann, Erik (* 1998), deutscher Eishockeyspieler
- Buschmann, Ernst (1914–1996), deutscher Politiker (KPD), MdL
- Buschmann, Frank (* 1964), deutscher Fernsehmoderator und SportkommentatorFrank Buschmann (* 1964)

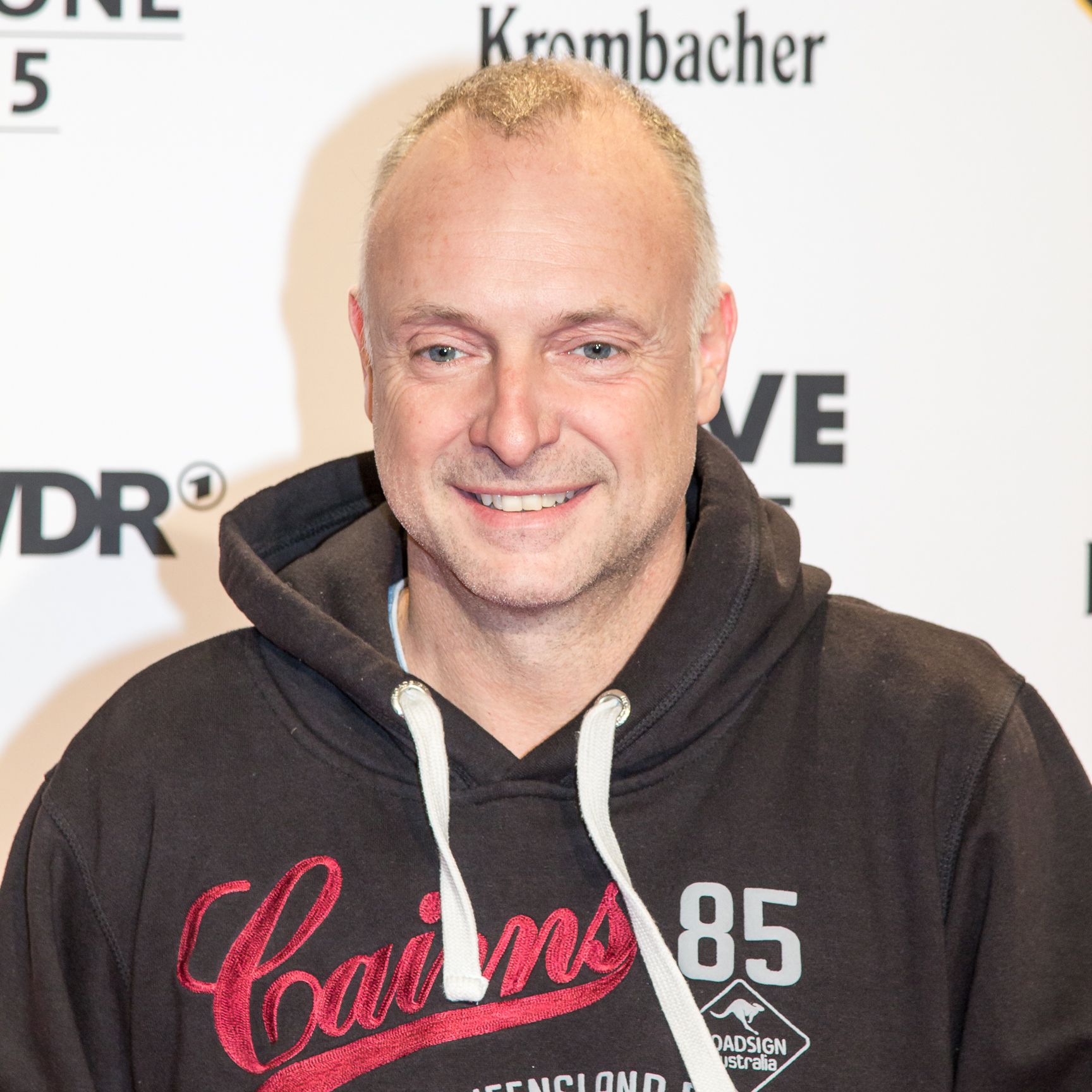
Frank Buschmann (* 1964)

- Buschmann, Gerhard Friedrich von (1780–1856), deutscher Diplomat in russischen Diensten
- Buschmann, Glen (1928–1995), deutscher Jazzmusiker
- Buschmann, Hedwig (1872–1950), deutsche Konzertpianistin, Bildhauerin und Entwerferin von Reformkleidung
- Buschmann, Heinrich (1930–2016), deutscher Physiker und Ingenieur
- Buschmann, Hermann (1875–1961), deutscher Maler
- Buschmann, Hermann (1886–1979), deutscher Gewerkschafter
- Buschmann, Jan-Fiete (* 1981), deutscher Handballspieler
- Buschmann, Joe (1925–2015), deutscher Jazzmusiker und Gastronom
- Buschmann, Josef (1893–1966), deutscher Kirchenmusiker und Komponist
- Buschmann, Karl (* 1874), deutscher Landgerichtsrat und NS-Sonderrichter in Schwerin
- Buschmann, Karl (1914–1988), deutscher Gewerkschafter

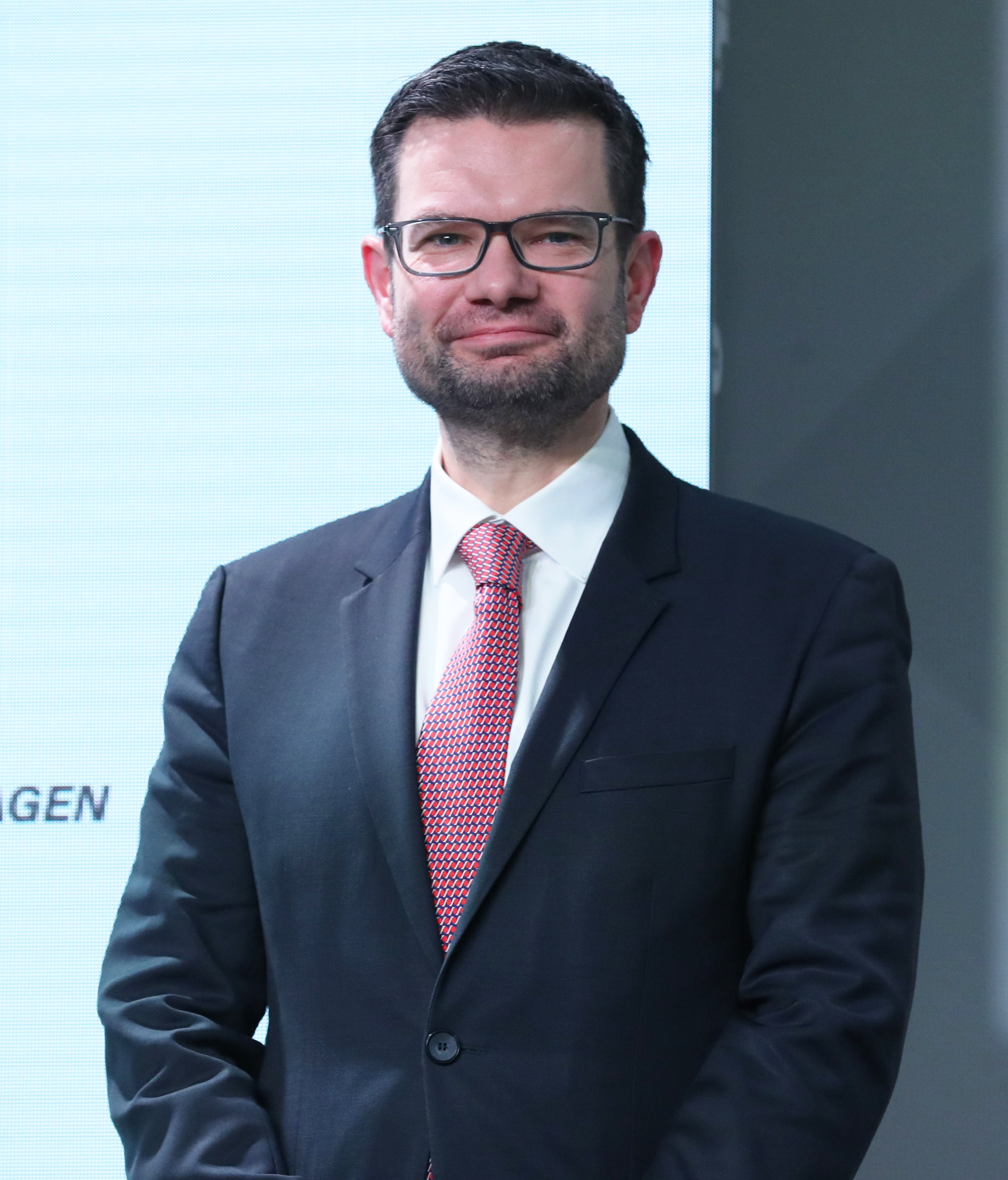
Marco Buschmann (* 1977)

- Buschmann, Kurt (* 1955), deutscher Musiker und Komponist
- Buschmann, Lisa (* 1981), deutsche Moderatorin und Reporterin
- Buschmann, Marco (* 1977), deutscher Politiker (FDP), MdBMarco Buschmann (* 1977)
- Buschmann, Martin (* 1955), deutscher Musiker und Komponist
- Buschmann, Martin (* 1970), deutscher Politiker (Tierschutzpartei), MdEP
- Buschmann, Nora (* 1969), deutsche Gitarristin, Dozentin
- Buschmann, Peter Joseph von (1704–1766), Domherr in Köln
- Buschmann, Peter von († 1673), Paderborner und kurkölner Kanzler
- Buschmann, Rafael (* 1982), deutscher Journalist
- Buschmann, Saskia (* 1979), deutsche Politikerin (CDU), MdL
- Buschmann, Walter (1949–2023), deutscher Denkmalpfleger
- Buschmann, Werner (* 1931), deutscher Politiker (SED) und Wirtschaftsfunktionär
- Buschmann, Wolfgang (* 1943), deutscher Schriftsteller
- Buschmann, Wolfgang (* 1960), deutscher Verwaltungsjurist und Politiker
- Buschmeier, Gabriele (1955–2020), deutsche Musikwissenschaftlerin
- Buschmin, Jewgeni Wiktorowitsch (1958–2019), russischer Politiker

##### Buschn
- Buschnakowski, Werner (1910–1995), deutscher Kantor, Organist, Cembalist und Musikpädagoge
- Buschner, Frank (* 1963), deutscher Kameramann
- Buschner, Georg (1925–2007), deutscher Fußballspieler und -trainerGeorg Buschner (1925–2007)

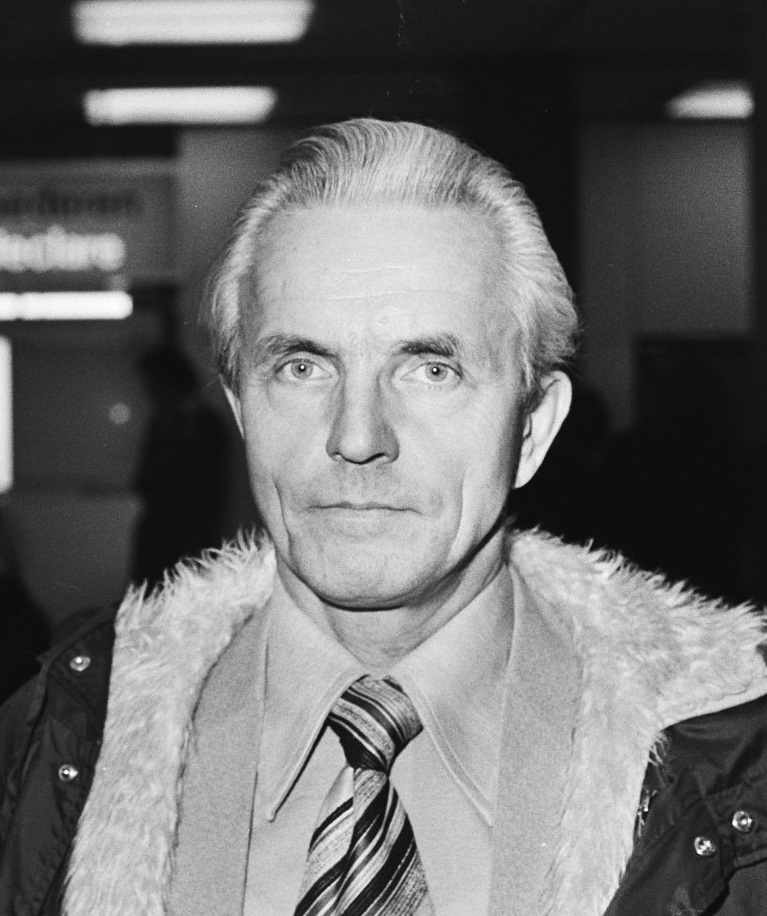
Georg Buschner (1925–2007)

##### Buscho
- Buschoff, Hermann († 1674), niederländischer Pfarrer, Verfasser der ersten europäischen Abhandlung über die chinesische Therapie der Moxibustion
- Buschoffsstave, Gilles von dem, deutscher Schöffe und Bürgermeister der Freien Reichsstadt Aachen
- Buschor, Ernst (1886–1961), deutscher Klassischer Archäologe
- Buschor, Ernst (1943–2023), Schweizer Wirtschaftswissenschaftler und Politiker (CVP)
- Buschor, Georg (1923–2005), deutscher Schlagertexter
- Buschor, Hans (1933–2017), Schweizer katholischer Priester und K-TV-Chef

##### Buschs
- Buschschlüter, Siegfried (* 1942), deutscher Hörfunkjournalist
- Buschschulte, Antje (* 1978), deutsche Politikerin und ehemalige Schwimmerin

##### Buscht
- Buschtöns, Friedrich (1895–1962), deutscher Theologe
- Buschtschan, Heorhij (* 1994), ukrainischer Fußballspieler

##### Buschu
- Buschujew, Konstantin Dawidowitsch (1914–1978), sowjetischer Raumfahrtingenieur
- Buschujew, Nikolai Wladimirowitsch (* 1985), russischer Eishockeyspieler
- Buschujew, Wiktor Georgijewitsch (1933–2003), sowjetischer Gewichtheber und Olympiasieger
- Buschulte, Wilhelm (1923–2013), deutscher Maler, Grafiker und Glasbildner

#### Busco
- Buscombe, Nathalie, britische Schauspielerin, Hörspielsprecherin und Künstlerin
- Buscombe, Peta, Baroness Buscombe (* 1954), britische Politikerin (Conservative Party)

### Busd
- Busdachin, Marino (1956–2023), italienischer Menschenrechtsaktivist und Generalsekretär der UNPO
- Busdorf, Otto (1878–1957), deutscher Polizist der Kriminalpolizei
- Busdriver (* 1978), US-amerikanischer Rapper

### Buse
- Buse, Butz Ulrich (* 1963), deutscher Schauspieler und Drehbuchautor
- Buse, Christian (* 1959), deutscher Schauspieler
- Buse, Friedrich-Karl (1914–1990), deutscher Finanzbeamter und Politiker (DP, FDP). MdBB
- Büse, Heino (* 1944), deutscher Rennfahrer
- Buse, Hermann (1907–1945), deutscher RadrennfahrerHermann Buse (1907–1945)

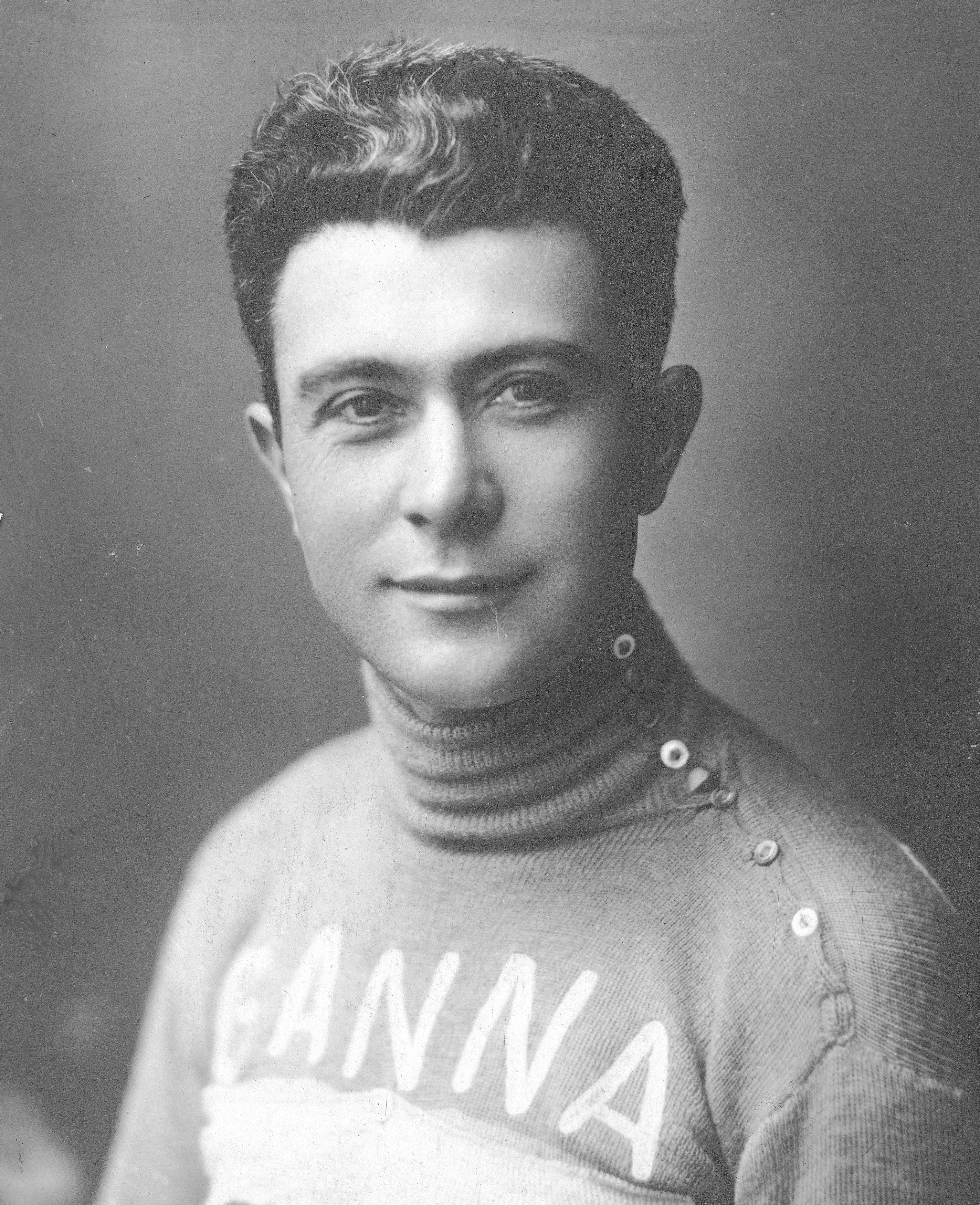
Hermann Buse (1907–1945)

- Buse, Ida (1850–1929), Kinderdarstellerin und Theaterschauspielerin
- Buse, Ignacio (* 2004), peruanischer Tennisspieler
- Buse, Johannes (1876–1925), deutscher Buchdrucker und Schriftsteller
- Buse, Karen (* 1953), deutsche Juristin, Richterin, Staatsrätin und Gerichtspräsidentin
- Buse, Karsten (* 1966), deutscher Physiker und Hochschullehrer
- Buse, La († 1730), Pirat
- Buse, Matthias (* 1959), deutscher Skispringer
- Buse, Michael (* 1980), deutscher Basketballspieler und Basketballtrainer
- Busè, Norbert (* 1963), deutscher Dokumentarfilmer, Filmproduzent und Regisseur
- Buse, Werner (* 1950), deutscher Politiker (Die Linke), MdL
- Buseck, Amand von (1685–1756), erster Fürstbischof in FuldaAmand von Buseck (1685–1756)

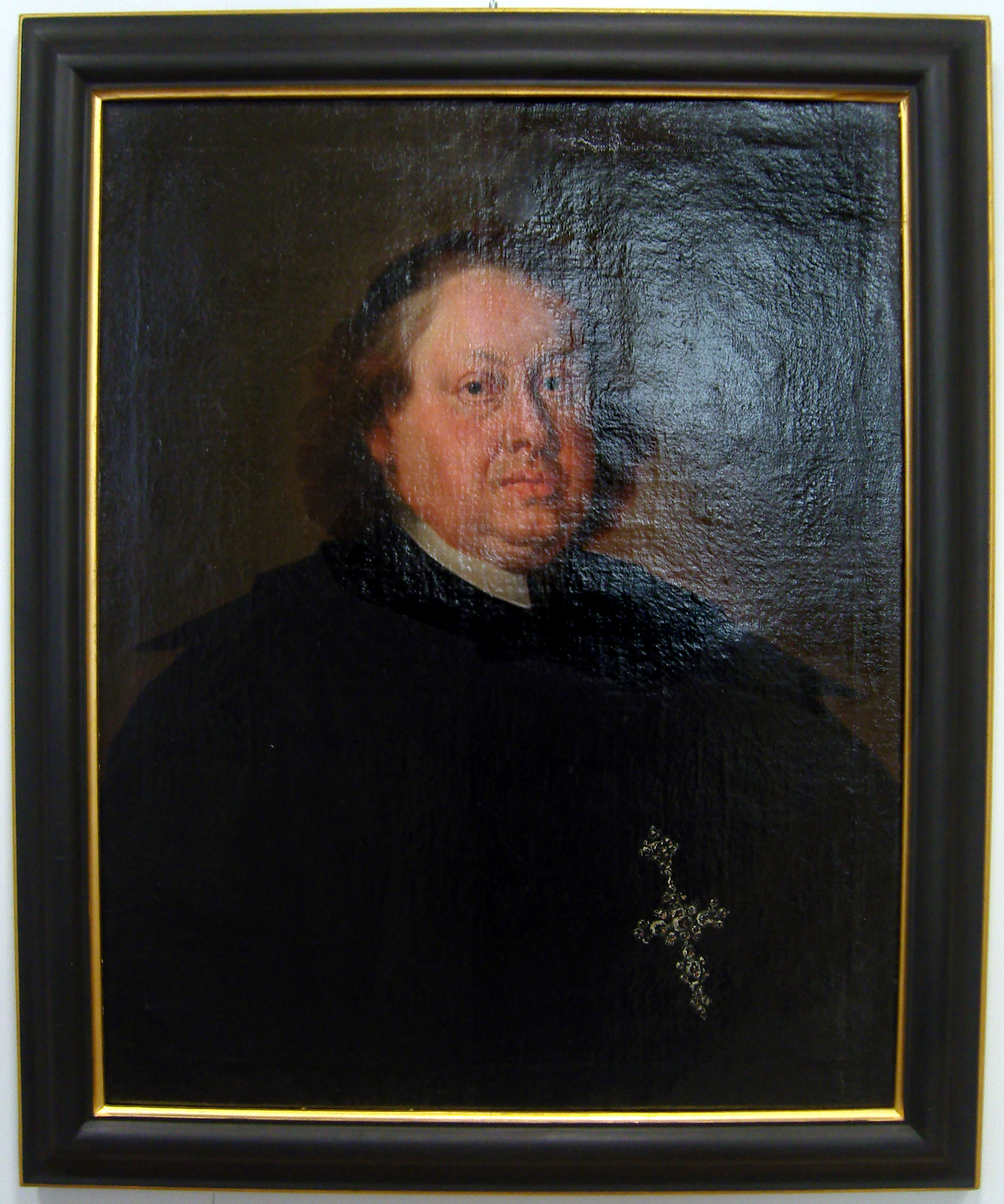
Amand von Buseck (1685–1756)

- Buseck, Bonifatius von (1628–1707), Propst in Michaelsberg, Johannesberg und Neuenberg
- Buseck, Carl von (1799–1870), Landtagsabgeordneter Großherzogtum Hessen
- Buseck, Christoph Franz von (1724–1805), Bischof von Bamberg
- Buseck, Ernst von (1686–1754), Fürstlich-fuldaischer Amtmann und Vicedom
- Buseck, Johann Christoph von (1687–1759), Komtur des Deutschen Ordens
- Buseck, Josef von (1736–1798), Fürstlich-bambergischer Geheimrat
- Buseck, Karl Theodor von (1803–1860), deutscher Maler
- Buseck, Karl von (1776–1852), Landtagsabgeordneter Großherzogtum Hessen
- Busek, Albert (* 1943), deutscher Bodybuilding-Funktionär
- Busek, Erhard (1941–2022), österreichischer Politiker (ÖVP), Abgeordneter zum Nationalrat
- Buselli, Mark (* 1958), amerikanischer Jazzmusiker (Trompete, Flügelhorn, Komposition)
- Buselmeier, Michael (* 1938), deutscher Schriftsteller
- Busemann, Adolf (1887–1967), deutscher Psychologe und Pädagoge
- Busemann, Adolf (1901–1986), deutsch-amerikanischer Aerodynamiker
- Busemann, Bernd (* 1952), deutscher Politiker (CDU), MdL
- Busemann, Ernst (1876–1939), deutscher Unternehmer und Wehrwirtschaftsführer
- Busemann, Frank (* 1975), deutscher LeichtathletFrank Busemann (* 1975)

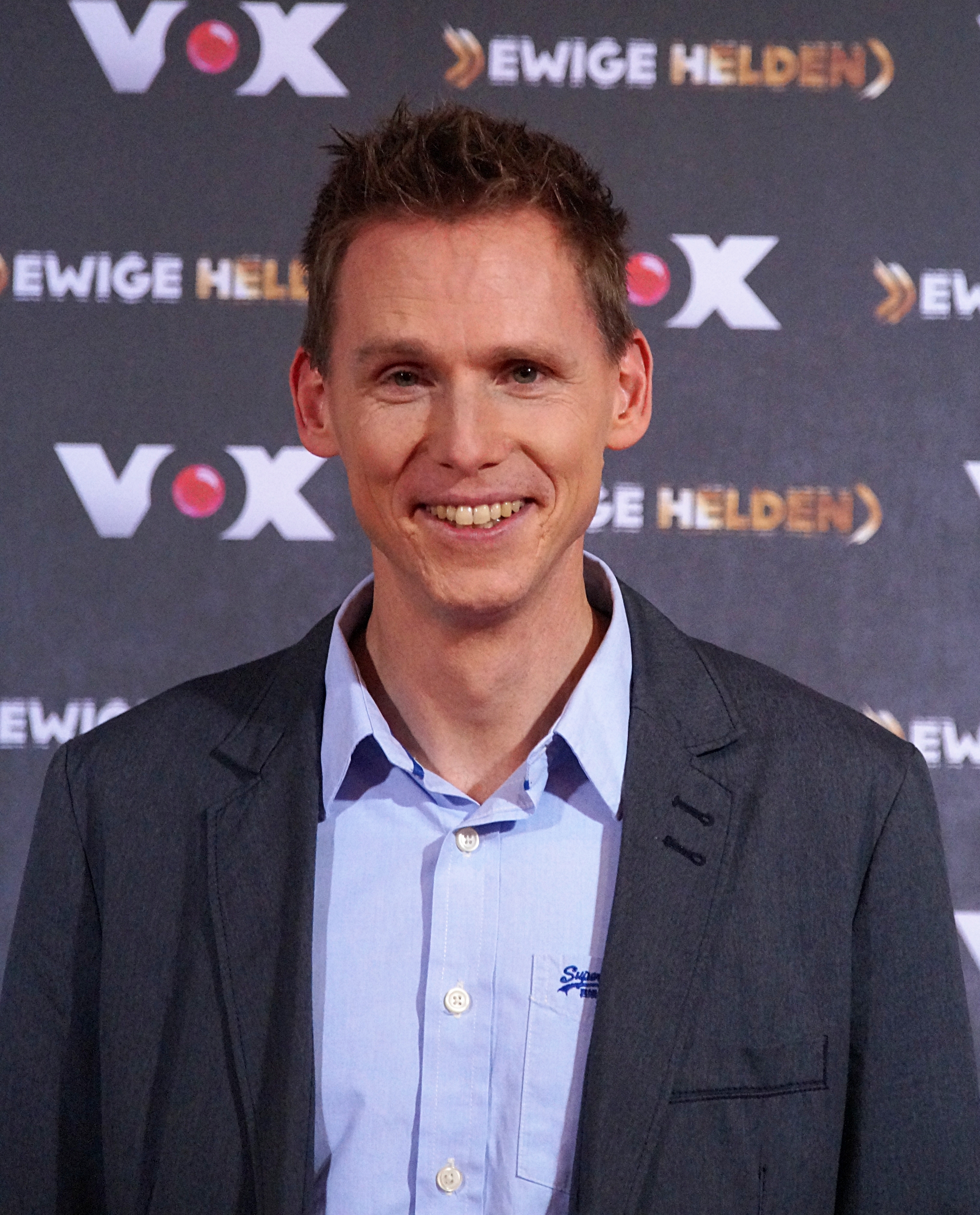
Frank Busemann (* 1975)

- Busemann, Franz Josef (* 1947), deutscher Zehnkämpfer und Trainer
- Busemann, Herbert (1905–1994), deutschamerikanischer Mathematiker
- Busemann, Karl Josef Georg (1897–1966), deutscher Journalist und Redakteur
- Busemann, Libertus (1851–1944), deutscher Pädagoge, Autor naturkundlicher Bücher und Aufsätze
- Busemann, Martin, deutscher Basketballspieler
- Busemann, Stephan (* 1957), deutscher Informatiker, Großmeister im Fernschach und Präsident des deutschen Fernschachbundes
- Busemeyer, Marius R. (* 1978), deutscher Politikwissenschaftler
- Büsen, Christian (* 1971), deutscher Sprecher und Sprecherzieher
- Busen, Hermann (1913–1971), deutscher Architekt und Denkmalpfleger
- Büsen, Johann (* 1984), deutscher Künstler
- Busen, Karlheinz (* 1951), deutscher Politiker (FDP), MdB (zuvor MdL)
- Busen, Martin (* 1970), deutscher Opern- und Konzertsänger (Bassbariton)
- Busen, Peter Maria (1904–1967), deutscher Politiker (CDU), MdL
- Busenbaum, Hermann (1600–1668), jesuitischer Theologe
- Busendich, Solomon (* 1984), kenianischer Langstreckenläufer
- Busenello, Giovanni Francesco (1598–1659), italienischer Librettist und Dichter
- Busenitz, Robert (1860–1917), deutscher Verwaltungsjurist, Landrat in Ostpreußen
- Buser, Andreas (* 1971), Schweizer Hämatologe und Universitätsprofessor
- Buser, Barbara (* 1954), Schweizer ArchitektinBarbara Buser (* 1954)

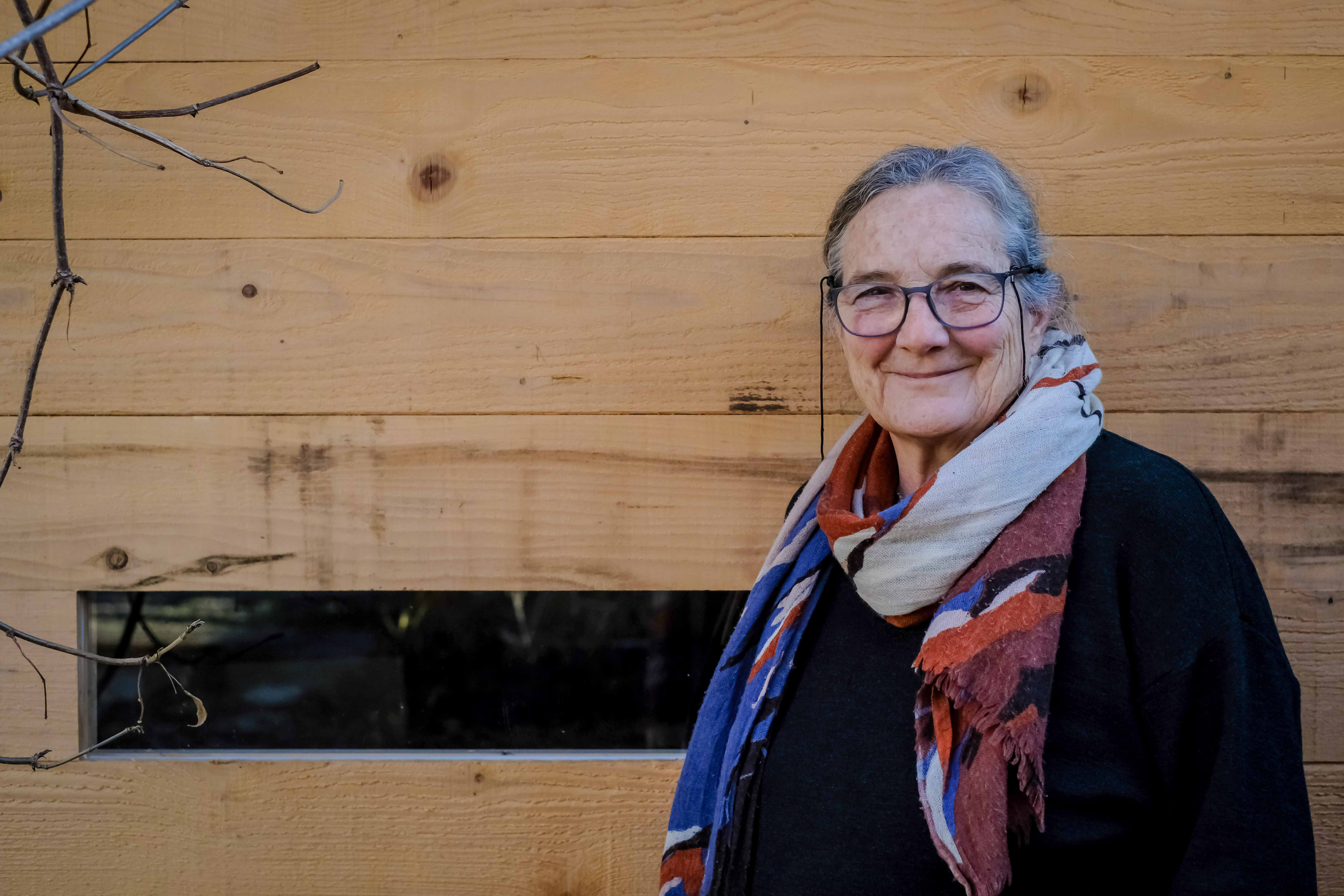
Barbara Buser (* 1954)

- Buser, Daniel (* 1954), Schweizer Zahnarzt und Hochschullehrer
- Buser, Harry (1928–2016), Schweizer Maler, Zeichner, Grafiker, Lithograf und Kunstpädagoge.
- Buser, Jakob (1847–1914), Schweizer Bankdirektor und Politiker
- Buser, Jürg Peter (* 1946), Schweizer Mathematiker
- Buser, Laurin (* 1991), Schweizer Slampoet, Schauspieler und Rapper
- Buser, Martin (* 1958), Schweizer Schlittenhundesportler
- Buser, Max (1926–2015), Schweizer Komödiant, Bühnenautor und Basler Fasnachtslegende
- Buser, Paul Walter (1876–1941), Schweizer Lehrer, Gründer von Erziehungsinstituten, Förderer des Tourismus und Politiker
- Buser, Peter (1937–2021), Schweizer Bankier, Dichter und Mäzen
- Buser, Pierre (1921–2013), französischer Neurobiologe
- Buser, Renate (* 1961), Schweizer Künstlerin
- Buser, René (1922–2013), Schweizer Tennisspieler
- Buser, Robert (1857–1931), Schweizer Botaniker
- Buser, Roland (* 1945), Schweizer Astronom
- Buser, Tabea (* 1993), Schweizer Schauspielerin
- Buser, Thomas (* 1980), Schweizer Bodybuilder
- Buser, Tyara (* 2000), Schweizer Fußballspielerin
- Buser, Walter (1926–2019), Schweizer Rechtswissenschaftler und Beamter
- Buser, Werner (1928–1994), Schweizer Werklehrer, Objektkünstler und Zeichner
- Büser, Wolfgang (1938–2024), deutscher Fachjournalist für Zivilrecht
- Buser-Ruesch, Christoph (* 1971), Schweizer Politiker (FDP)
- Busereuth, Johannes (1548–1610), deutscher Rechtswissenschaftler, Hochschullehrer und Verwaltungsjurist
- Buset, Max (1896–1959), belgischer Politiker
- Buševics, Ansis (1878–1942), lettischer Sozialdemokrat und Politiker, Mitglied der Saeima
- Busey, Gary (* 1944), US-amerikanischer SchauspielerGary Busey (* 1944)

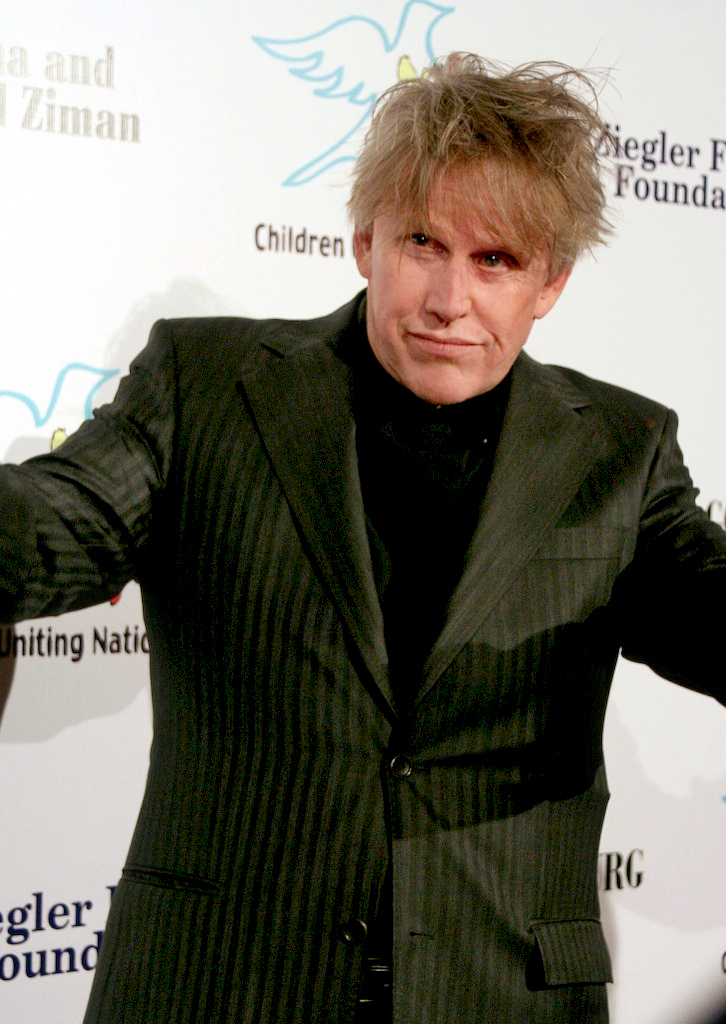
Gary Busey (* 1944)

- Busey, Jake (* 1971), US-amerikanischer Schauspieler und Musiker
- Busey, James B. IV (1932–2023), US-amerikanischer Admiral der US Navy, kommissarischer Verkehrsminister
- Busey, Samuel T. (1835–1909), US-amerikanischer Politiker

### Busf
- Busfield, Joan (* 1940), britische Psychologin, Soziologin und Hochschullehrerin
- Busfield, Timothy (* 1957), US-amerikanischer Schauspieler und Fernsehregisseur

### Busg
- Büsgen, Moritz (1858–1921), deutscher Botaniker

### Bush
- Bush, Alan (1900–1995), englischer Komponist, Pianist und Dirigent
- Bush, Alvin (1893–1959), US-amerikanischer Politiker
- Bush, André (1969–2014), US-amerikanischer Jazzgitarrist und Musikpädagoge
- Bush, Anthony (* 1970), englischer Badmintonspieler
- Bush, Barbara (1925–2018), US-amerikanische First Lady der USA (1989–1993)Barbara Bush (1925–2018)

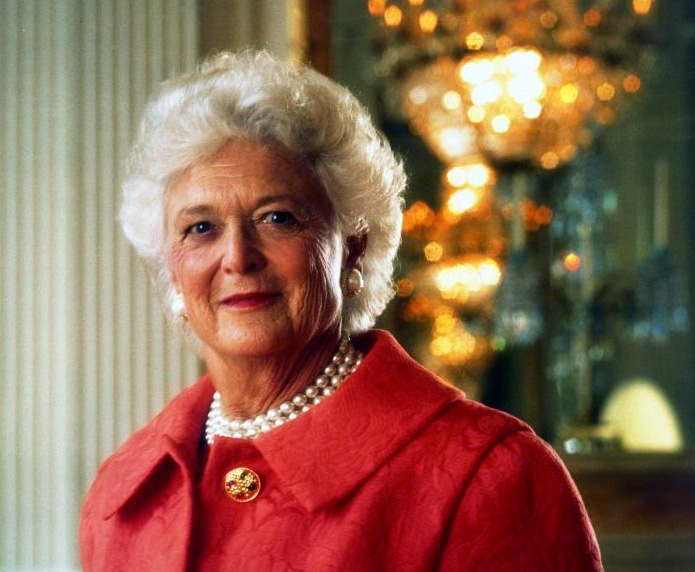
Barbara Bush (1925–2018)

- Bush, Billy (* 1971), US-amerikanischer Fernseh- und Hörfunkmoderator
- Bush, Billy Green (* 1935), US-amerikanischer Film- und Fernsehschauspieler
- Bush, Catherine (* 1961), kanadische Schriftstellerin
- Bush, Charles P. (1809–1856), US-amerikanischer Politiker
- Bush, Christopher (1885–1973), britischer Autor von Kriminalromanen und -erzählungen
- Bush, Cori (* 1976), US-amerikanische Politikerin (Demokratische Partei)
- Bush, Devin (* 1998), US-amerikanischer American-Football-Spieler auf der Position des Linebackers
- Bush, Dick (1931–1997), britischer Kameramann
- Bush, Duncan (1946–2017), walisischer Schriftsteller
- Bush, Edgar D. (1873–1949), US-amerikanischer Politiker
- Bush, Edith (1882–1977), US-amerikanische Mathematikerin und Hochschullehrerin
- Bush, Eli, Filmproduzent
- Bush, Evan (* 1986), US-amerikanischer Fußballspieler
- Bush, Gary, Filmregisseur und Filmproduzent
- Bush, George (1796–1859), US-amerikanischer Swedenborgianer
- Bush, George H. W. (1924–2018), 41. Präsident der Vereinigten Staaten von Amerika
- Bush, George P. (* 1976), US-amerikanischer Unternehmer und Politiker (Republikanische Partei)
- Bush, George W. (* 1946), 43. Präsident der Vereinigten Staaten von AmerikaGeorge W. Bush (* 1946)

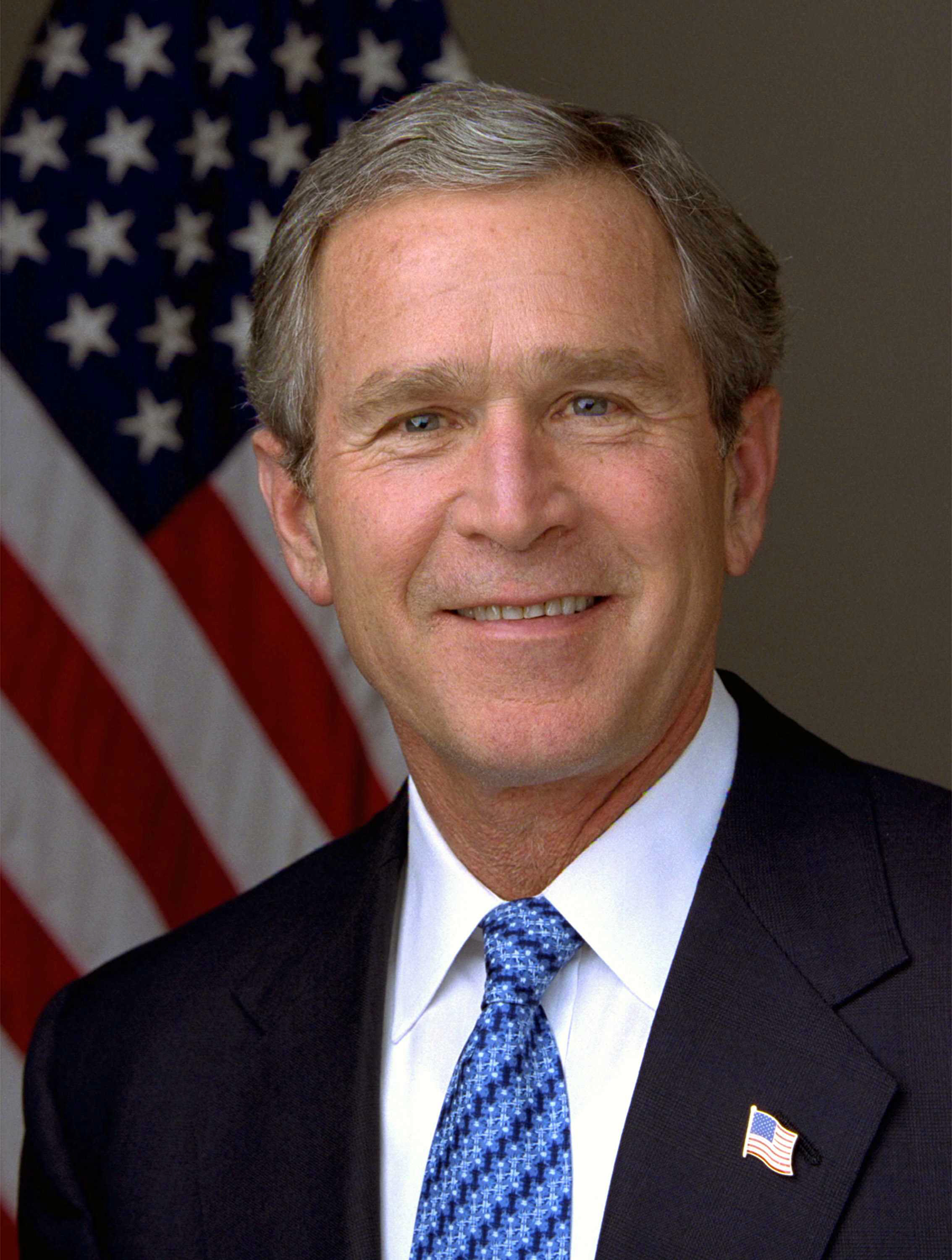
George W. Bush (* 1946)

- Bush, Gladwyn (1914–2003), Künstlerin der Outsider Art auf den Cayman Islands
- Bush, Grand L. (* 1955), US-amerikanischer Film- und Theaterschauspieler
- Bush, Hilary A. (1905–1966), US-amerikanischer Politiker
- Bush, J. Danforth (1868–1926), US-amerikanischer Politiker
- Bush, Jack (1909–1977), kanadischer Maler
- Bush, James Smith (1825–1889), US-amerikanischer Prediger
- Bush, Jared (* 1974), US-amerikanischer Drehbuchautor, Filmproduzent und -regisseur

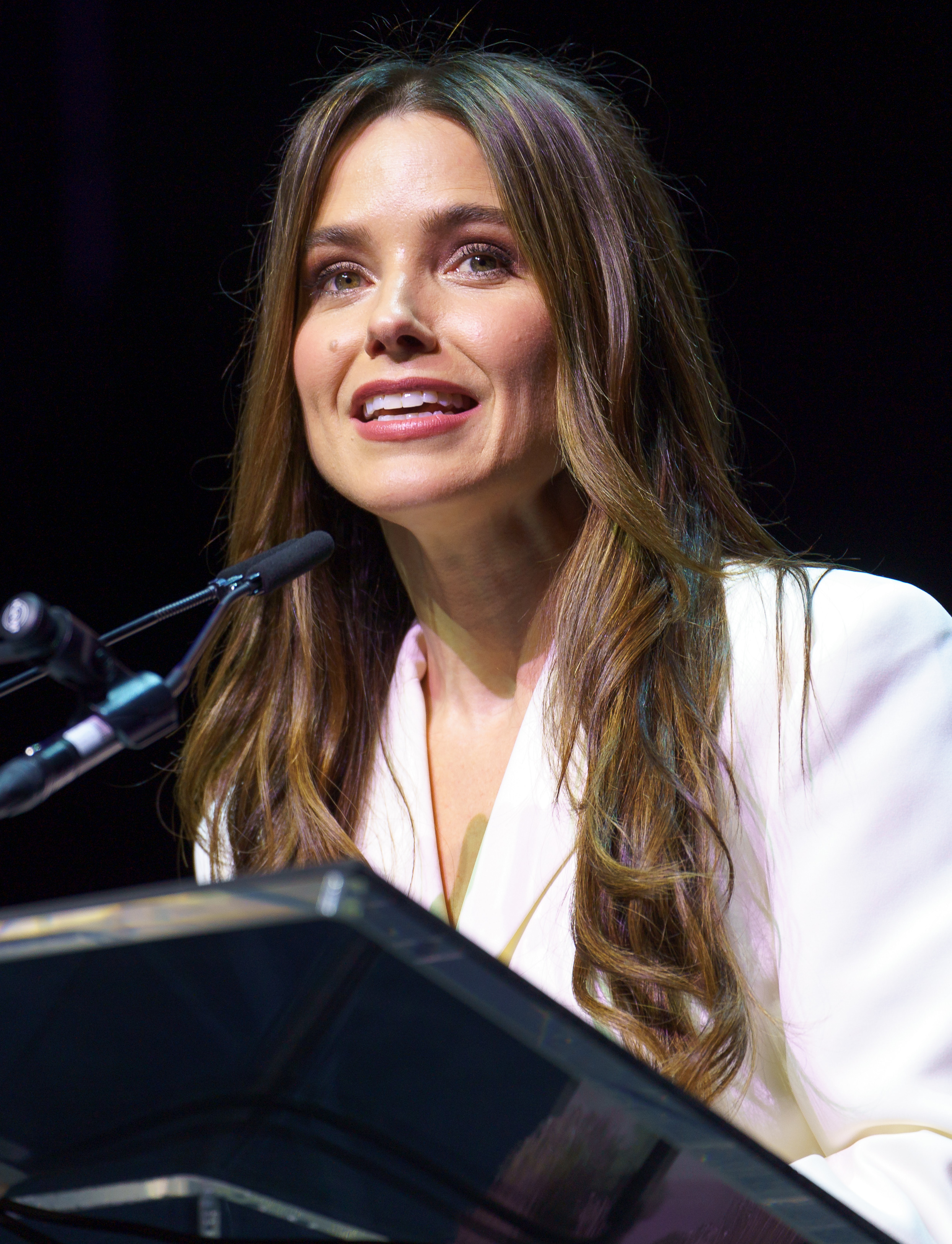
Sophia Bush (* 1982)

- Bush, Jeb (* 1953), US-amerikanischer Politiker
- Bush, Jenna (* 1981), US-amerikanische Tochter des ehemaligen US-Präsidenten George W. Bush
- Bush, Jess (* 1992), australische Filmschauspielerin und Künstlerin
- Bush, Jim (1926–2017), US-amerikanischer Leichtathletiktrainer
- Bush, John (* 1963), US-amerikanischer Sänger
- Bush, John, Szenenbildner
- Bush, John W. (1909–2002), amerikanischer Unternehmer, Staatsminister sowie Regierungsbediensteter
- Bush, Jonathan (1931–2021), US-amerikanischer Unternehmer
- Bush, Kate (* 1958), englische Sängerin, Pianistin und SongwriterinKate Bush (* 1958)

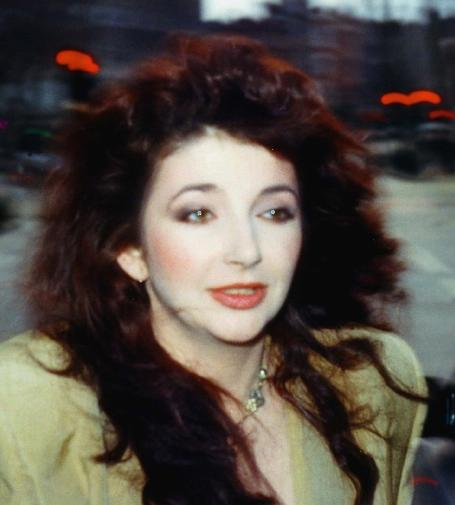
Kate Bush (* 1958)

- Bush, Laura (* 1946), US-amerikanische Frau des amerikanischen Präsidenten George W. Bush
- Bush, Lauren (* 1984), US-amerikanisches Model, Modedesignerin
- Bush, Lawrence (* 1951), US-amerikanischer Schriftsteller, Essayist und Herausgeber
- Bush, Lennie (1927–2004), britischer Jazz-Bassist
- Bush, Lesley (* 1947), amerikanische Wasserspringerin
- Bush, Marvin (* 1956), US-amerikanischer Geschäftsmann
- Bush, Nan, US-amerikanische Filmproduzentin
- Bush, Neil (* 1955), US-amerikanischer Unternehmer, Sohn des US-Präsidenten George H. W. Bush und Barbara Bush
- Bush, Obadiah (1797–1851), US-amerikanischer Lehrer und Politiker
- Bush, Peter (* 1967), englischer Badmintonspieler
- Bush, Prescott (1895–1972), US-amerikanischer Politiker
- Bush, Rafael (* 1987), US-amerikanischer American-Football-Spieler
- Bush, Randy, US-amerikanischer Informatiker und Internetpionier
- Bush, Reggie (* 1985), US-amerikanischer American-Football-Spieler
- Bush, Robert (* 1990), US-amerikanischer Straßenradrennfahrer
- Bush, Sam (* 1952), US-amerikanischer Bluegrass-Musiker
- Bush, Samuel Prescott (1863–1948), US-amerikanischer Industrieller und Unternehmer
- Bush, Shoshana (* 1988), US-amerikanische Schauspielerin
- Bush, Sophia (* 1982), US-amerikanische SchauspielerinSophia Bush (* 1982)
- Bush, Stan (* 1953), US-amerikanischer Sänger, Gitarrist und Komponist
- Bush, Thomas William (1839–1928), britischer Astronom
- Bush, Tom (1914–1969), englischer Fußballspieler
- Bush, Vannevar (1890–1974), US-amerikanischer WissenschaftlerVannevar Bush (1890–1974)

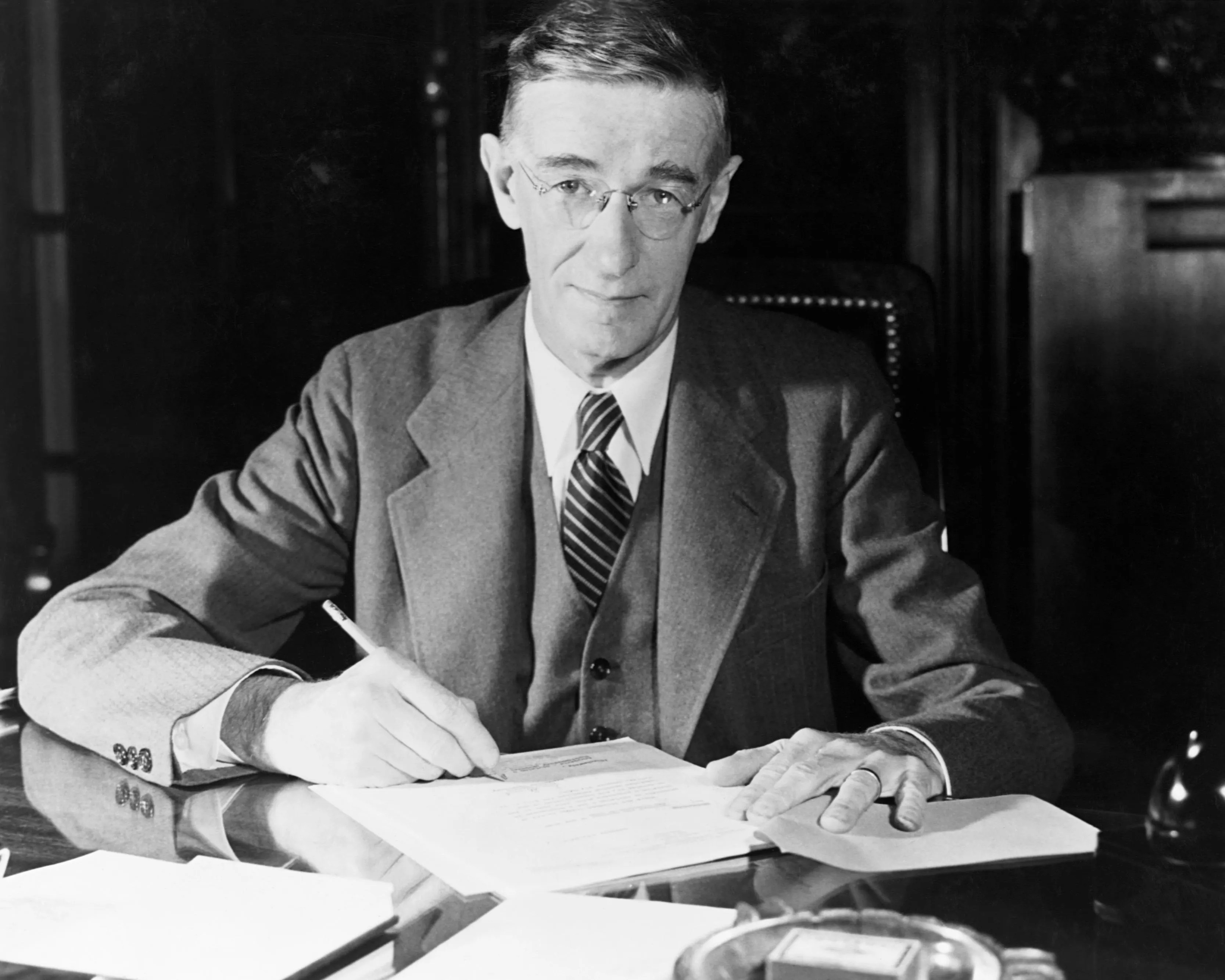
Vannevar Bush (1890–1974)

- Bush, Walter (1929–2016), US-amerikanischer Eishockeyfunktionär
- Bush-Brown, Margaret Lesley (1857–1944), US-amerikanische Malerin und Radiererin
- Bush.ida (* 1993), Rapperin
- Bushakevitz, Ammiel (* 1986), israelisch-südafrikanischer Pianist
- Bushart, Bruno (1919–2012), deutscher Kunsthistoriker
- Bushart, Magdalena (* 1957), deutsche Kunsthistorikerin
- Bushart, Paul (1880–1967), württembergischer Oberamtmann und Landrat
- Bushati, Ditmir (* 1977), albanischer Politiker (PS)
- Bushati, Jak (1890–1949), römisch-katholischer Priester
- Bushati, Maliq (1880–1946), albanischer Beamter und Politiker
- Bushby, Karl (* 1969), britischer Abenteurer
- Bushe, Henry Grattan (1886–1961), britischer Kolonialgouverneur und Jurist
- Bushe, Karl-August (1921–1999), deutscher Neurochirurg und Hochschullehrer
- Bushe, Letitia († 1757), irische Miniaturmalerin, Landschaftsmalerin und Aquarellistin
- Bushell, Allan (1932–2013), englischer Fußballspieler
- Bushell, Anthony (1904–1997), britischer Theater- und Filmschauspieler
- Bushell, Anthony (* 1951), britischer Germanist
- Bushell, Garry (* 1955), englischer Journalist, Fernsehmoderator und Kolumnist
- Bushell, Garvin (1902–1991), US-amerikanischer Jazzsaxophonist und Klarinettist
- Bushell, John (1919–1995), britischer Diplomat und Regierungsbeamter, Botschafter in Südvietnam und Pakistan
- Bushell, Mark (* 1968), englischer Fußballspieler
- Bushell, Roger (1910–1944), britischer Luftwaffenoffizier
- Bushfield, Harlan J. (1882–1948), US-amerikanischer Politiker
- Bushfield, Vera C. (1889–1976), US-amerikanische Politikerin der Republikanischen Partei
- Bushi, Alban (* 1973), albanischer Fußballspieler
- Bushi, Fatmir (* 1963), albanischer Gewichtheber
- Bushido (* 1978), deutscher RapperBushido (* 1978)

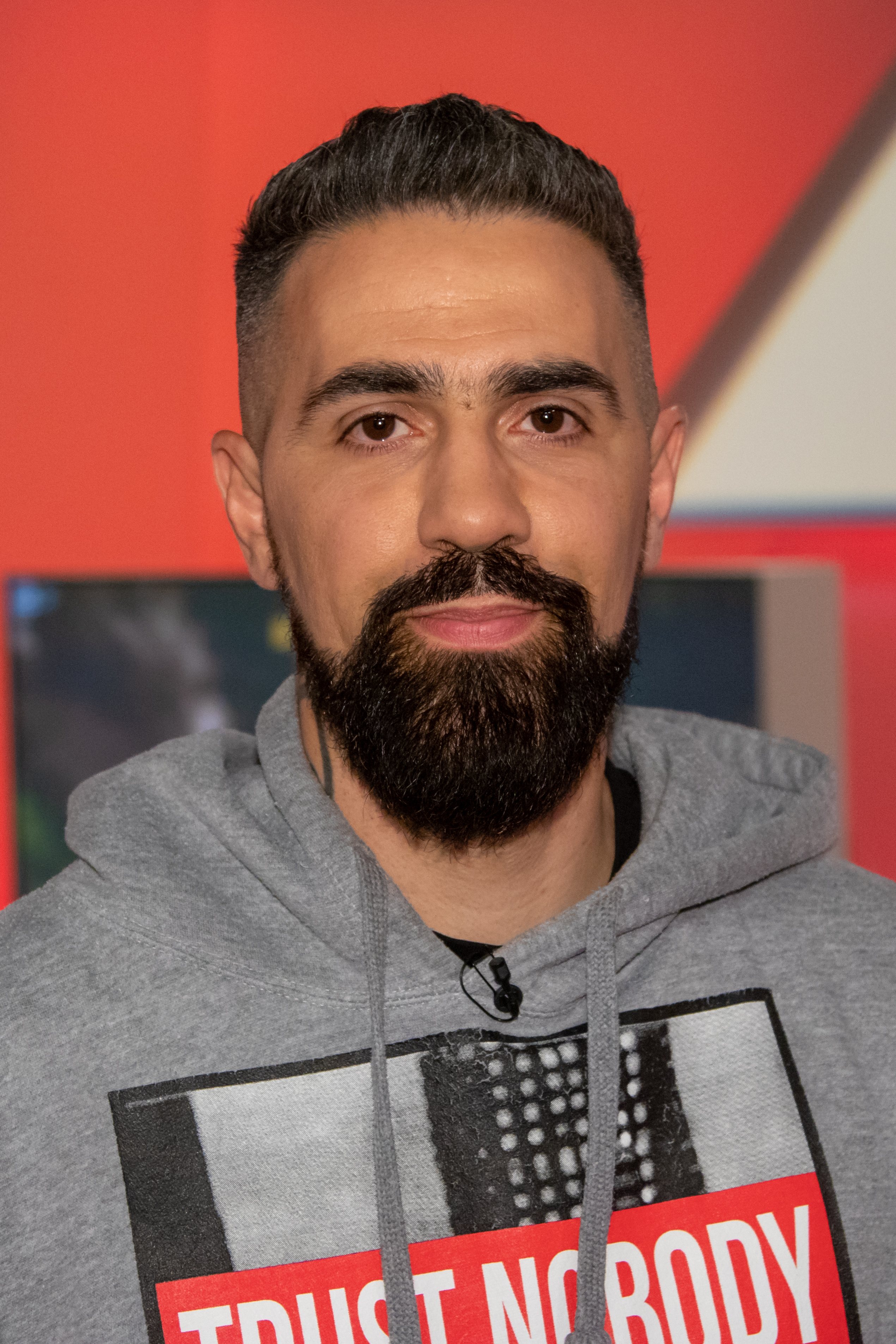
Bushido (* 1978)

- Bushiri, Rocky (* 1999), belgischer Fußballspieler mit kongolesischen Wurzeln
- Bushkin, Joe (1916–2004), US-amerikanischer Jazzpianist
- Bushkovitch, Paul (* 1948), US-amerikanischer Historiker
- Bushland, Raymond C. (1910–1995), US-amerikanischer Entomologe
- Bushler, Herb (* 1939), amerikanischer Jazzmusiker und Dirigent
- Bushman, Francis X. (1883–1966), US-amerikanischer Filmschauspieler
- Bushman, Francis X. junior (1903–1978), US-amerikanischer Schauspieler
- Bushman, Richard (* 1931), US-amerikanischer Sachbuchautor, der über das Mormonentum publiziert
- Bushmiller, Ernie (1905–1982), US-amerikanischer Comiczeichner
- Bushnell, Allen R. (1833–1909), US-amerikanischer Politiker
- Bushnell, Asa S. (1834–1904), US-amerikanischer Politiker
- Bushnell, Asa S. III (1900–1975), US-amerikanischer Sportfunktionär und Bankier
- Bushnell, Bertram (1921–2010), britischer Ruderer
- Bushnell, Bob, US-amerikanischer Jazz- und Studiomusiker (Kontrabass, Bassgitarre, auch Gitarre)
- Bushnell, Candace (* 1958), US-amerikanische Schriftstellerin und Kolumnistin
- Bushnell, Colin (1947–2021), britischer Mathematiker
- Bushnell, David (1740–1824), US-amerikanischer Erfinder
- Bushnell, David (1923–2010), US-amerikanischer Historiker
- Bushnell, Katharine (1855–1946), US-amerikanische Ärztin, Missionarin, Lehrerin für Altsprachen und Sozialaktivistin
- Bushnell, Nolan (* 1943), US-amerikanischer Unternehmer, Gründer der Computerfirma AtariNolan Bushnell (* 1943)

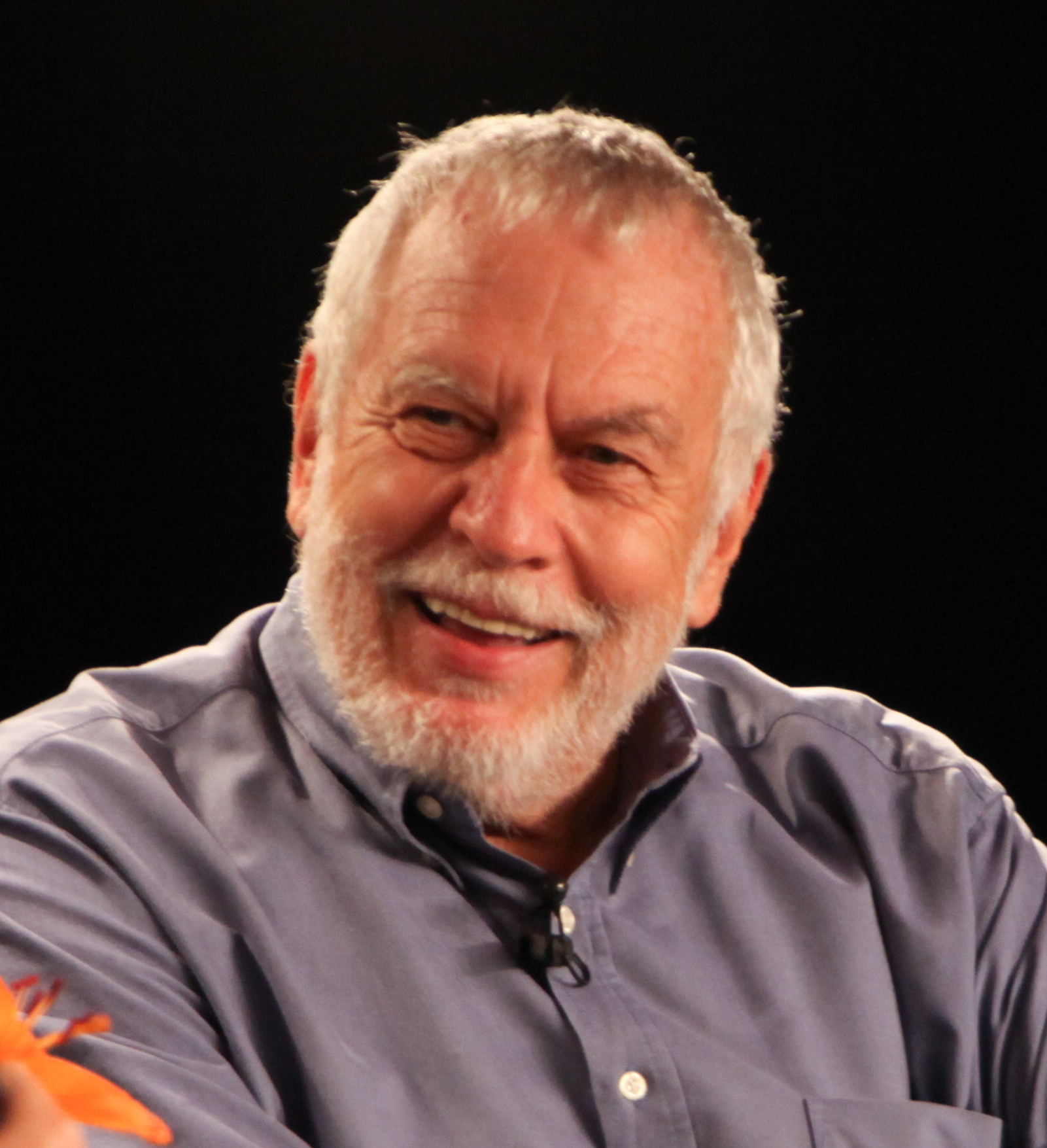
Nolan Bushnell (* 1943)

- Bushong, Robert Grey (1883–1951), US-amerikanischer Politiker
- Bushpepa, Eugent (* 1984), albanischer Sänger und Komponist
- Bushrod, Jermon (* 1984), US-amerikanischer American-Football-Spieler
- Bushu, Emmanuel (* 1944), kamerunischer Geistlicher, emeritierter römisch-katholischer Bischof von Buéa
- Bushy, Ron (1941–2021), US-amerikanischer Schlagzeuger

### Busi
- Busi, Aldo (* 1948), italienischer Schriftsteller und Übersetzer
- Busi, Alessandro (1833–1895), italienischer Komponist und Musikpädagoge
- Busi, András (* 1952), ungarischer Radrennfahrer
- Busi, Francesco (* 1970), italienischer Squashspieler
- Busi, Maria Luisa (* 1964), italienische Journalistin
- Busi, Maxime (* 1999), belgischer Fußballspieler
- Busia, Abena (* 1953), ghanaische Schriftstellerin
- Busia, Akosua (* 1966), ghanaische Schauspielerin und Schriftstellerin
- Busia, Kofi Abrefa (1913–1978), ghanaischer Politiker, Premierminister
- Busianis, Jorgos (1885–1959), griechischer Maler
- Bušić Roša, Ivan († 1783), Heiduckenanführer (Harambaša) in der Herzegowina und Kroatien
- Bušić, Bruno (1939–1978), kroatischer Publizist, politischer Gefangener, Terrorhelfer und Funktionär einer kroatischen Exilorganisation
- Bušić, Zdravka (* 1950), kroatische Politikerin (Hrvatska demokratska zajednica), MdEP
- Bušić, Zvonko (1946–2013), kroatischer Extremist und TerroristZvonko Bušić (1946–2013)

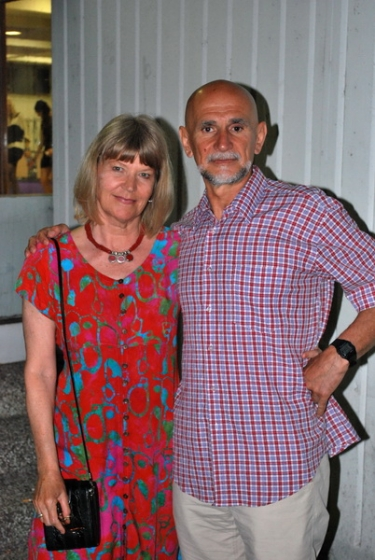
Zvonko Bušić (1946–2013)

- Busiek, Kurt (* 1960), US-amerikanischer Comicautor
- Busiel, Charles A. (1842–1901), US-amerikanischer Politiker
- Busienei, David (* 1974), kenianischer Marathonläufer
- Busienei, Janeth Jepkosgei (* 1983), kenianische Mittelstreckenläuferin
- Busienei, Selah (* 1991), kenianische Mittel- und Langstreckenläuferin
- Busietta, Christopher (* 1981), australisch-maltesischer Opernsänger (Lyrischer Tenor)
- Busignani Reffi, Marina (1930–2006), san-marinesische Künstlerin und Politikerin
- Busignani, Patrizia (* 1959), san-marinesische Politikerin
- Busignies, Henri (1905–1981), französisch-amerikanischer Elektrotechniker
- Busik, Valentina (* 1997), deutsche Ärztin und Miss Germany
- Busilas, Marius (* 1972), litauischer Politiker
- Busillo, Giuseppe (* 1970), italo-kanadischer Eishockeyspieler
- Busimba, Joseph Mikararanga (1912–1974), kongolesischer Geistlicher, römisch-katholischer Bischof von Goma
- Busin, Adilson Pedro (* 1965), brasilianischer Ordensgeistlicher, römisch-katholischer Bischof von Tubarão
- Busin, Sandra (* 1967), Schweizer Tischtennisspielerin
- Busin, Thomas (* 1958), Schweizer Tischtennisspieler
- Büsinck, Ludolph (1599–1669), deutscher Zeichner, Formschneider und Maler
- Büsing, Albrecht (1884–1952), deutscher Pädagoge und Politiker (DVP), MdL
- Büsing, Annika (* 1981), deutsche SchriftstellerinAnnika Büsing (* 1981)

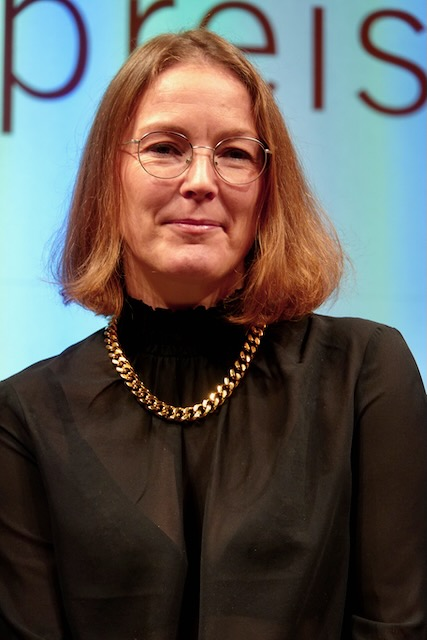
Annika Büsing (* 1981)

- Büsing, Friedrich (1835–1892), deutscher Politiker (NLP), MdR
- Büsing, Georg (1905–1958), deutscher Schriftsteller
- Büsing, Gustav (1944–2015), deutscher Motorsport-Journalist und TV-Kommentator
- Büsing, Hans (1880–1941), deutscher Diplomat
- Büsing, Hermann (1760–1849), deutscher Jurist, Pädagoge und Bremer Senator
- Büsing, Hermann (1940–2021), deutscher Klassischer Archäologe
- Büsing, Martin (* 1960), deutscher Arzt, Chirurg und Hochschullehrer
- Büsing, Otfried (* 1955), deutscher Komponist und Musikprofessor
- Büsing, Otto (1837–1916), deutscher Politiker (NLP), MdR
- Büsing, Wilhelm (1854–1932), deutscher Reichsgerichtsrat
- Büsing, Wilhelm (1921–2023), deutscher Vielseitigkeitsreiter
- Büsing-Kolbe, Andrea (* 1941), deutsche Klassische Archäologin
- Büsing-Orville, Adolf Freiherr von (1860–1948), deutscher Unternehmer
- Businger, Ferdinand (1839–1909), Schweizer Politiker
- Businger, Toni (1934–2019), Schweizer Bühnenbildner und Kostümbildner
- Businhani, Marco Aurelio Silva (* 1972), brasilianischer Fußballspieler
- Busio, Gianluca (* 2002), US-amerikanischer Fußballspieler
- Busiri Vici, Andrea (1818–1911), italienischer Architekt
- Busiri Vici, Saverio (1927–2023), italienischer Architekt

### Busk
- Busk, Daniella (* 1993), schwedische Sprinterin
- Busk, Douglas (1906–1990), britischer Diplomat, Bergsteiger und Geograf
- Busk, Edward Henry (1844–1926), englischer Vizekanzler an der University of London
- Busk, George (1807–1886), britischer Chirurg, Zoologe und Paläontologe
- Busk, Jakob (* 1993), dänischer Fußballspieler
- Busk, Marian (1861–1941), britische Botanikerin und Frauenrechtlerin
- Busk, Niels (* 1942), dänischer Politiker, MdEP
- Busk, Søren (* 1953), dänischer Fußballspieler
- Busk, Vidar (* 1970), norwegischer Bluesgitarrist
- Buska, Johanna († 1922), deutsche Schauspielerin und Sängerin
- Buska, Malin (* 1984), schwedische SchauspielerinMalin Buska (* 1984)

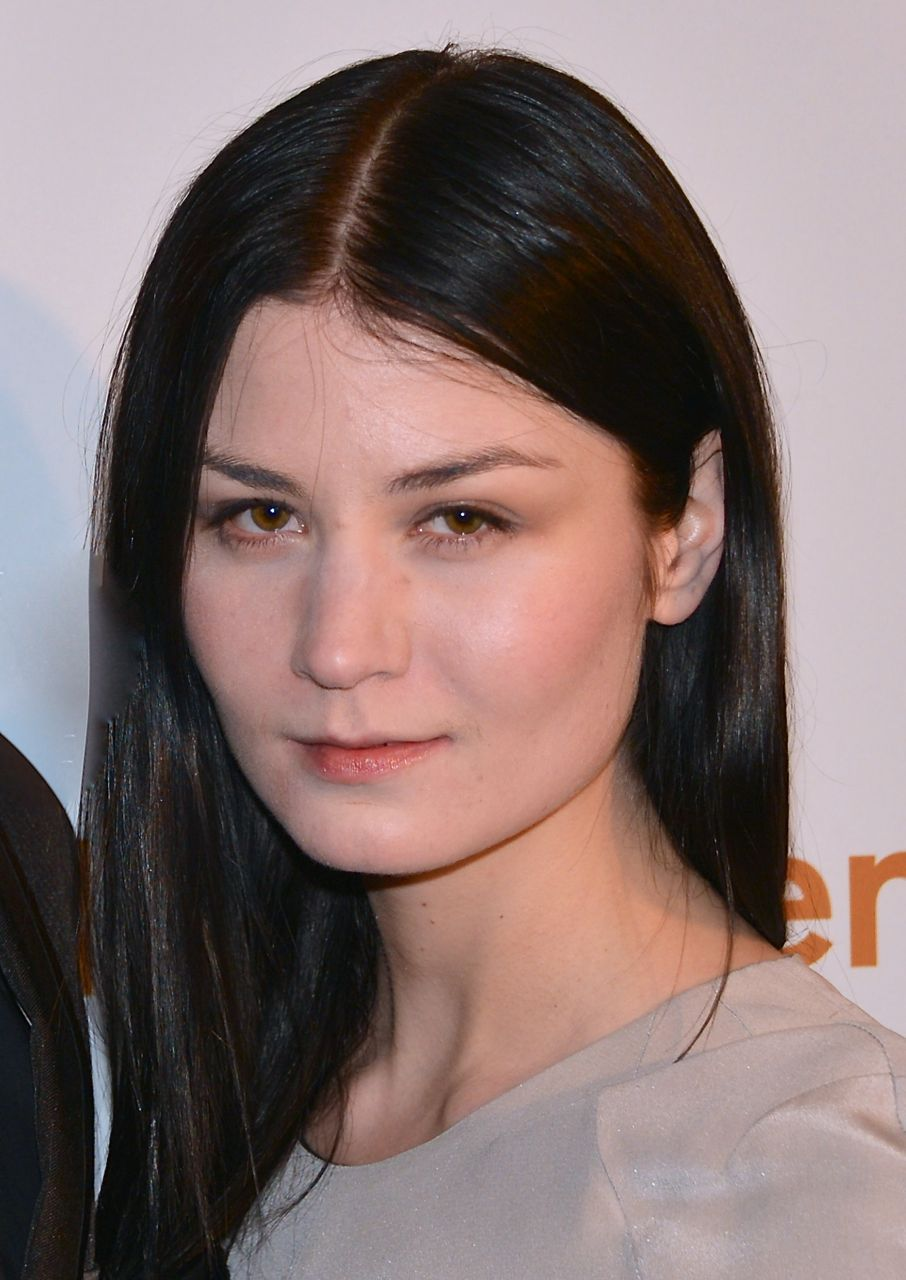
Malin Buska (* 1984)

- Buskas, Rod (* 1961), kanadischer Eishockeyspieler und -trainer
- Buske, Albert (1904–1980), deutscher Architekt und Designer
- Buske, Andreas (* 1955), deutscher Richter
- Buske, Ernst (1894–1930), deutscher Jurist und Führer bündischer Jugendverbände
- Buske, Norbert (1936–2023), deutscher Theologe, Pfarrer und Politiker (CDU)
- Büskens, Mike (* 1968), deutscher Fußballspieler und -trainerMike Büskens (* 1968)

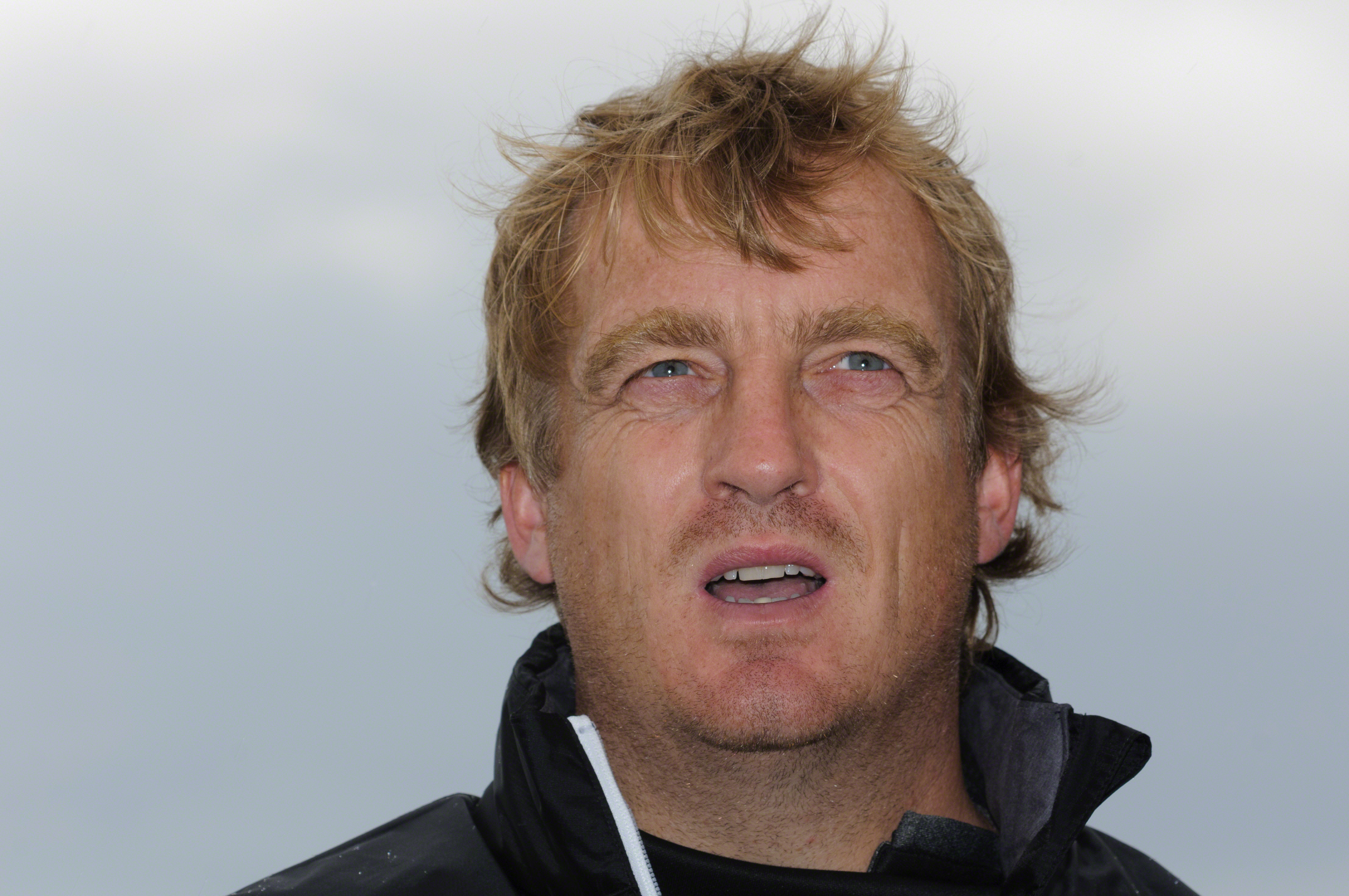
Mike Büskens (* 1968)

- Busker, Martin (* 1980), deutscher Filmregisseur
- Buskermolen, Sanne (* 1982), niederländische Musicaldarstellerin
- Buškevičius, Stanislovas (* 1958), litauischer Politiker
- Buskirk, John van (* 1972), US-amerikanischer Fußballspieler und -trainer
- Buskirk, Kate van (* 1987), kanadische Mittelstreckenläuferin
- Buskohl, Max (* 1988), deutscher Singer-Songwriter, Musiker und Gitarrist
- Buskum, Andreas Granerud (* 1996), norwegischer Skispringer

### Busl
- Busl, Adalbert (* 1950), deutscher Heimatforscher und pensionierter Grundschulrektor
- Buslajew, Fjodor Iwanowitsch (1818–1897), russischer Linguist und Slawist, Kunsthistoriker und Literaturwissenschaftler
- Buslajew, Wladimir Saweljewitsch (1937–2012), russischer mathematischer Physiker
- Buslau, Oliver (* 1962), deutscher Krimi-Schriftsteller
- Buslepp, Karl (1875–1961), deutscher Gymnasiallehrer und Altphilologe
- Busley, Carl (1850–1928), deutscher Schiffsmaschinenbauingenieur
- Busley, Hermann-Joseph (* 1930), deutscher Landeshistoriker
- Busley, Josef (1888–1970), deutscher Historiker und Lehrer
- Busleyden, Frans van († 1502), Erzbischof von Besançon und burgundischer Politiker
- Buslidius, Johann (1554–1623), deutscher Jesuit und Beichtvater Maximilians I. von Bayern
- Buslik, Gary (* 1946), US-amerikanischer Schriftsteller
- Bušlje, Andro (* 1986), kroatischer Wasserballspieler
- Buslow, Pjotr Wiktorowitsch (* 1976), russischer Filmregisseur

### Busm
- Busmakow, Walentin Igorewitsch (* 1985), russischer Handballspieler und -trainer
- Busmann, Anton Julius junior (1686–1770), deutscher Jurist und Bürgermeister von Hannover
- Busmann, Anton Julius senior (1646–1717), Stadtsyndikus und Bürgermeister von Hannover
- Busmann, Eugen (1929–2015), deutscher Bildhauer und Hochschullehrer
- Busmann, Friedrich (* 1943), deutscher Stadtplaner und Architekt
- Busmann, Johann, deutscher evangelischer Geistlicher und Schriftsteller
- Busmann, Johann Eberhard (1644–1692), deutscher lutherischer Theologe
- Busmann, Johannes (* 1961), deutscher Hochschullehrer und Verleger
- Busmann, Lorenz († 1406), Bürgermeister von Dresden
- Busmann, Peter (* 1933), deutscher Architekt

### Busn
- Busnel, Robert (1914–1991), französischer Basketballspieler, Trainer und Funktionär
- Busnello, Eddie (1929–1985), belgischer Jazzmusiker
- Bušnja, Denis (* 2000), kroatischer Fußballspieler
- Busnoys, Antoine, Komponist, Sänger, Dichter und Kleriker der frühen Renaissance

### Buso
- Buso, Renato (* 1969), italienischer Fußballspieler
- Bușoi, Cristian Silviu (* 1978), rumänischer Politiker, MdEP
- Busold, Heinrich (1870–1915), deutscher Politiker (SPD), MdR
- Busolin, Iwan Jurjewitsch (* 1983), russischer Sprinter
- Busolt, Christoph Wilhelm (1771–1831), deutscher Pädagoge in Königsberg
- Busolt, Georg (1850–1920), deutscher Althistoriker
- Busoni, Ferruccio (1866–1924), italienischer Pianist, Komponist, Dirigent und MusiklehrerFerruccio Busoni (1866–1924)

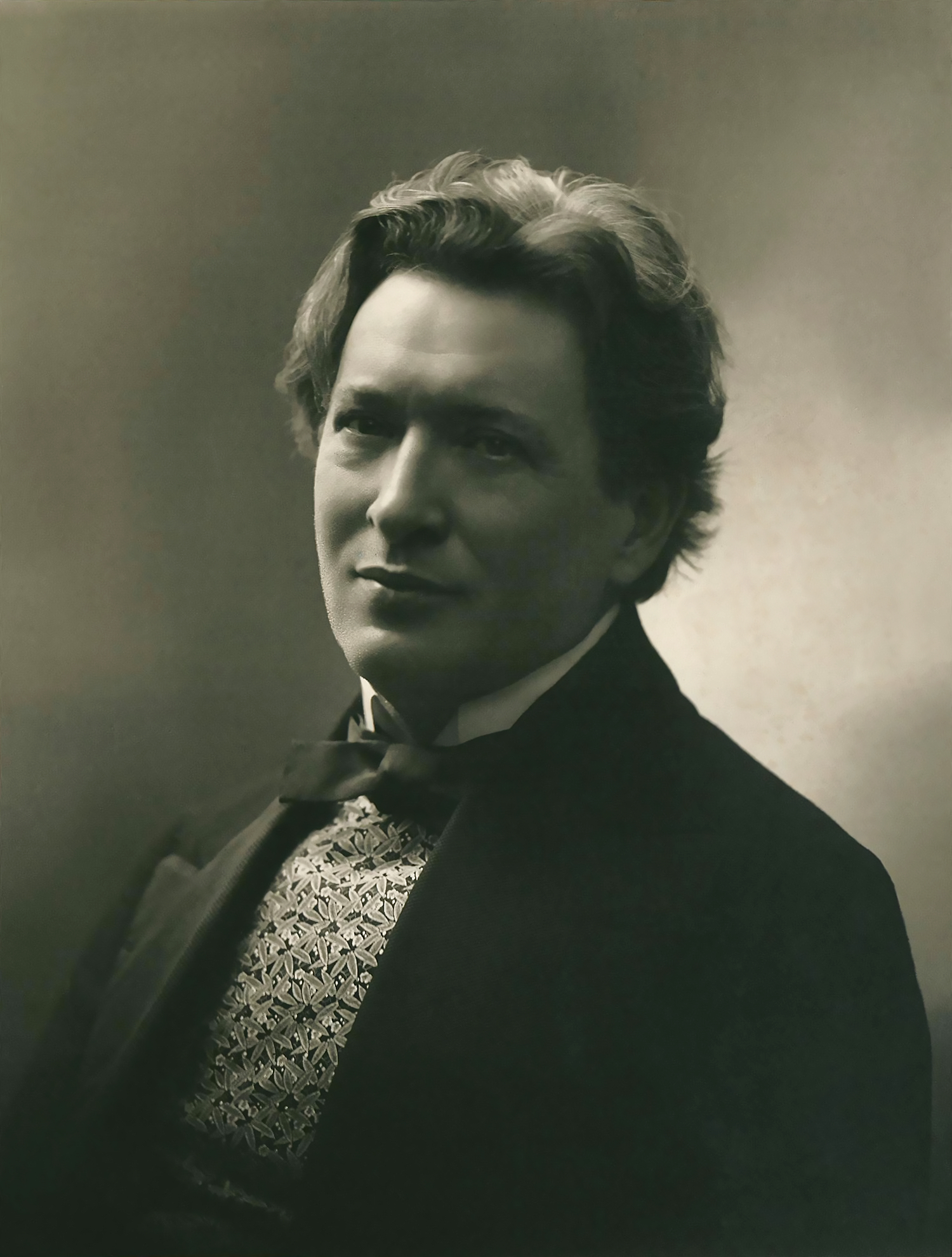
Ferruccio Busoni (1866–1924)

- Busoni, Rafaello (1900–1962), deutscher Maler, Zeichner, Grafiker und Autor

### Busq
- Busque, Mélissa (* 1990), kanadische Fußballspielerin
- Busquet, Olivier (* 1981), US-amerikanischer Pokerspieler
- Busquets Jordá, Mario (* 1935), spanischer Geistlicher und emeritierter Prälat von Chuquibamba
- Busquets, Blanca (* 1961), spanische Schriftstellerin
- Busquets, Carles (* 1967), spanischer Fußballtorhüter
- Busquets, Miguel (1920–2002), chilenischer Fußballspieler
- Busquets, Milena (* 1972), spanische Übersetzerin, Journalistin und Romanautorin
- Busquets, Narciso (1931–1989), mexikanischer Schauspieler und Synchronsprecher
- Busquets, Oriol (* 1999), spanischer Fußballspieler
- Busquets, Sergio (* 1988), spanischer FußballspielerSergio Busquets (* 1988)

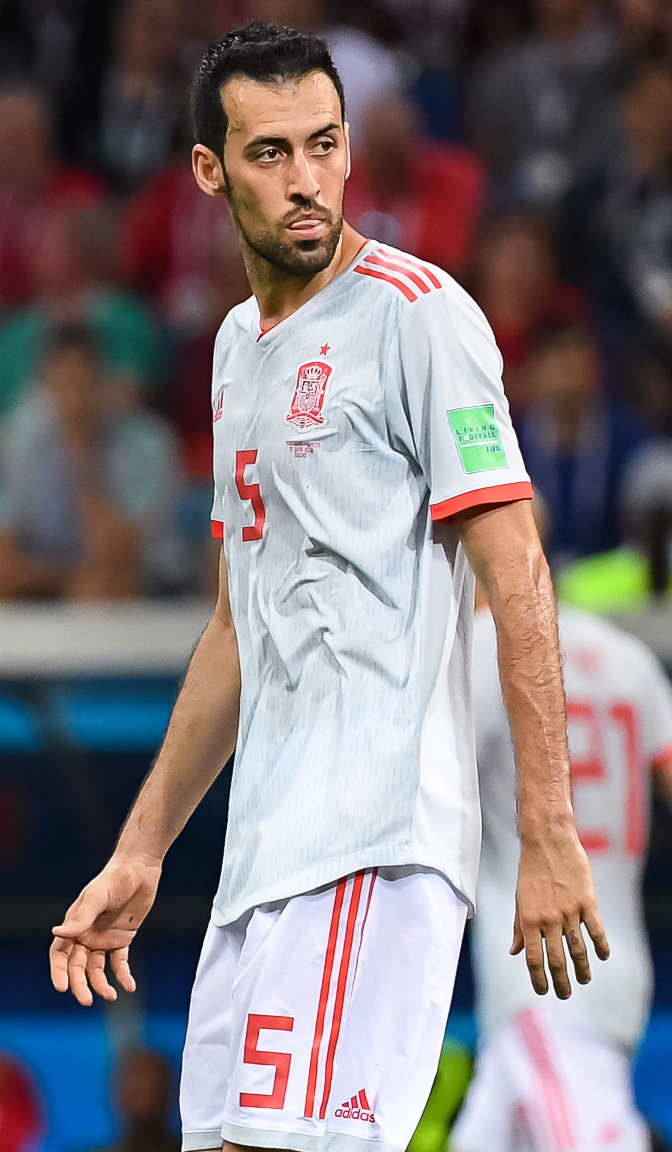
Sergio Busquets (* 1988)

- Busquin, Philippe (* 1941), belgischer Politiker, MdEP

### Buss
- Buß, Alfred (* 1947), deutscher evangelischer Theologe
- Buß, Christian (* 1968), deutscher Journalist und Kritiker
- Buss, David (* 1953), US-amerikanischer Psychologe und Professor für Psychologie
- Buss, Ernst (1843–1928), Schweizer evangelischer Geistlicher
- Buss, Esther (* 1972), deutsche Kunst- und Filmkritikerin
- Buß, Eugen (* 1943), deutscher Soziologe
- Buss, Fanny (1910–1986), neuseeländische Textil- und Modedesignerin
- Buss, Fran Leeper (1942–2022), US-amerikanische Frauenrechtlerin und Historikerin
- Buss, Frances (1827–1894), englische Pädagogin und Schulleiterin
- Buß, Franz Joseph von (1803–1878), deutscher Jurist und Politiker (Zentrum), MdR
- Buß, Gregor (* 1979), deutscher katholischer Theologe und Hochschullehrer
- Buß, Hans, mittelalterlicher Baumeister
- Buss, Heinz (* 1919), deutscher Lehrer und Politiker (LDPD), MdV
- Buss, Henrique Adriano (* 1986), brasilianischer Fußballspieler
- Buß, Hermann (* 1951), deutscher Pädagoge, Maler und Plakatkünstler
- Buß, Hinrich (1937–2007), deutscher lutherischer Theologe und Geistlicher
- Buss, Jeanie (* 1961), US-amerikanische SportmanagerinJeanie Buss (* 1961)

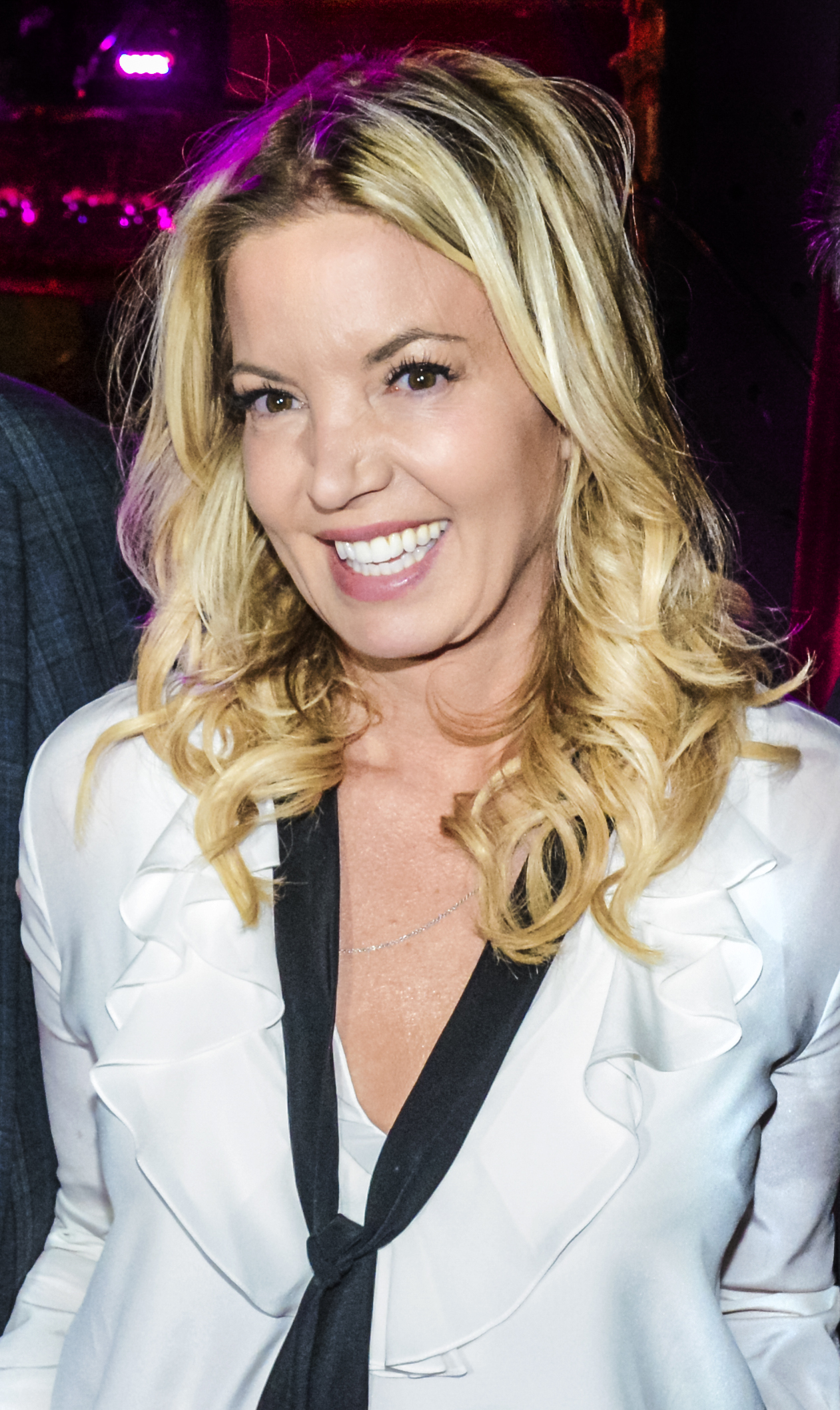
Jeanie Buss (* 1961)

- Buss, Jerry (1933–2013), US-amerikanischer Unternehmer und Basketballfunktionär
- Buss, Kim (* 1986), deutsche Badmintonspielerin
- Buß, Klaus (* 1942), deutscher Politiker (SPD), MdL
- Buss, Ladina (* 1988), Schweizer Triathletin
- Buss, Lars (* 1978), deutscher Basketballspieler
- Buß, Martin (* 1976), deutscher Hochspringer
- Buss, Matthias (* 1967), deutscher Schauspieler und HörspielsprecherMatthias Buss (* 1967)

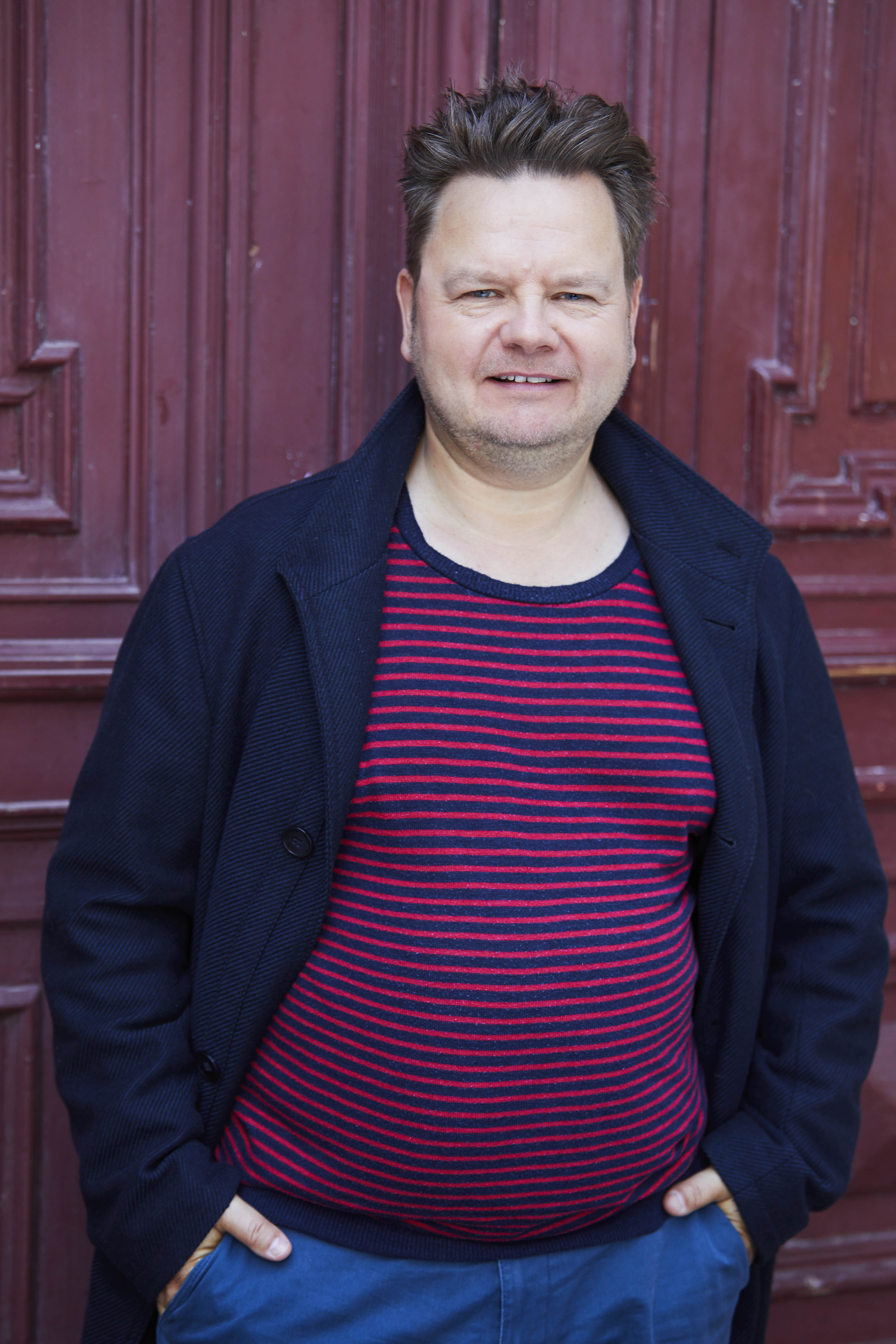
Matthias Buss (* 1967)

- Buss, Otto Michael (1939–2007), deutscher Politiker (CDU), MdL
- Buss, Ralph (* 1982), Schweizer Schachspieler
- Buss, Sam (* 1957), US-amerikanischer Informatiker und mathematischer Logiker
- Buss, Tito (1925–2013), brasilianischer Geistlicher, römisch-katholischer Bischof von Rio do Sul
- Buß, Uwe (* 1967), deutscher evangelischer Theologe und Schriftsteller
- Buss, Verena (* 1944), deutsche Schauspielerin
- Buß, Volker (1942–2023), deutscher Chemiker
- Buss, Walter (1920–2017), deutscher Richter, Vorsitzender Richter am Bundessozialgericht (1974–1988)
- Buß, Werner (* 1945), deutscher Politiker (SPD), MdL
- Buss, Wilfried (* 1951), deutscher Politiker (SPD), MdHB
- Buss, Wolfgang (* 1944), deutscher Sporthistoriker
- Buss-Wenger, Albert (1862–1912), Schweizer Unternehmer

#### Bussa
- Bussaglia, Élise (* 1985), französische Fußballspielerin
- Bussalb, Tino (* 1962), deutscher Schriftsteller
- Bussard, Hans (1863–1946), deutscher Theaterschauspieler, Opernsänger (Tenor), Regisseur und Gesangspädagoge
- Bussard, Jean-François-Marcellin (1800–1853), Schweizer Politiker und Rechtswissenschaftler
- Bussard, Robert W. (1928–2007), US-amerikanischer Physiker
- Bussart, Martin († 1553), königlich dänischer Baumeister

#### Bussc
- Bussche, Axel von dem (1919–1993), deutscher Berufsoffizier, zuletzt im Range eines Majors, und Widerstandskämpfer in der Widerstandsgruppe des 20. Juli 1944Axel von dem Bussche (1919–1993)

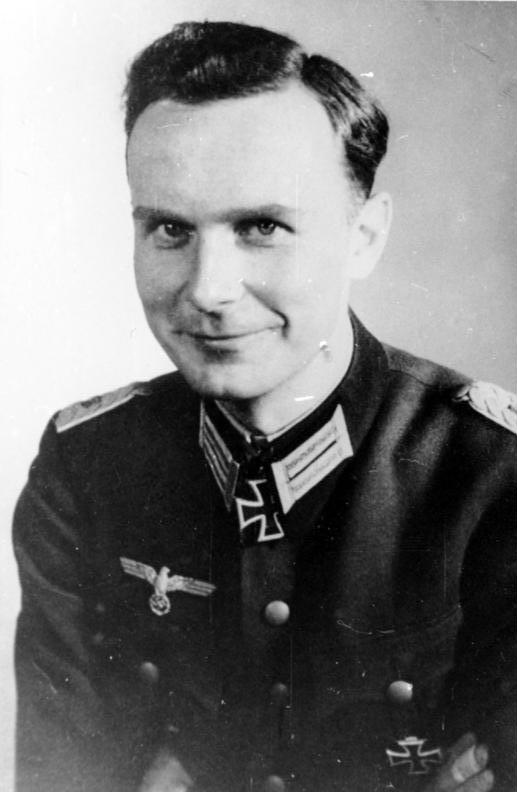
Axel von dem Bussche (1919–1993)

- Bussche, Georg von dem (1791–1874), deutscher Regierungsbeamter
- Bussche, Georg Wilhelm von dem (1726–1794), braunschweigisch-lüneburgischer General der Infanterie
- Bussche, Hans Clamor Hilmar von dem (1774–1851), königlich hannoverischer General der Infanterie
- Bussche, Karl Leberecht von dem (1707–1782), preußischer Oberst, Kommandeur des Grenadierbataillons „von dem Bussche“
- Bussche, Lebrecht von dem (1666–1715), russischer Generalmajor und Gouverneur von Riga
- Bussche, Ludolf von dem († 1528), Domherr in Münster
- Bussche, Philip Freiherr von dem (1950–2024), deutscher Landwirt und Diplomkaufmann
- Bussche, Theodor von dem (1791–1855), deutscher Jurist, Hofbeamter und Theaterintendant
- Bussche, Viktoria Freifrau von dem (* 1953), deutsche Gärtnerin und Sachbuchautorin
- Bussche, Wilhelm Christian von dem (1756–1817), deutscher Gutsbesitzer und Amtshauptmann
- Bussche-Haddenhausen, Bernhard von dem (1823–1894), preußischer Generalleutnant
- Bussche-Haddenhausen, Hilmar von dem (1867–1939), deutscher Diplomat
- Bussche-Haddenhausen, Julius von dem (1906–1977), deutscher Gutsbesitzer und Politiker (DP, FDP)
- Bussche-Haddenhausen, Ludwig August Friedrich von dem (1772–1852), königlich hannoverscher General der Infanterie, Erbherr auf Liethe und Offelte
- Bussche-Ippenburg, Eberhard von dem (1851–1937), sächsischer Generalmajor
- Bussche-Ippenburg, Erich von dem (1878–1957), deutscher General der ArtillerieErich von dem Bussche-Ippenburg (1878–1957)

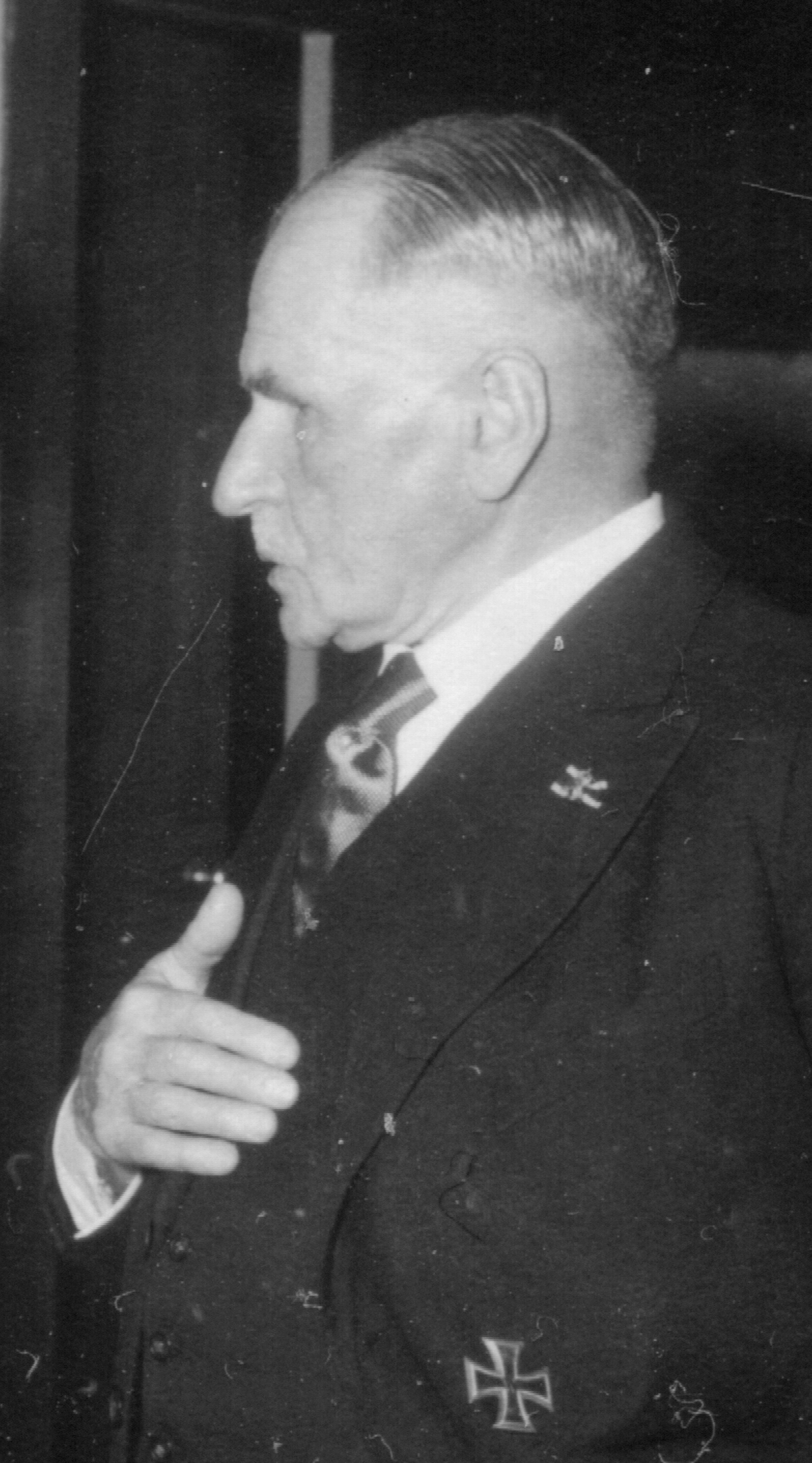
Erich von dem Bussche-Ippenburg (1878–1957)

- Bussche-Ippenburg, Friedrich von dem (1791–1869), preußischer Generalleutnant
- Bussche-Ippenburg, Hermann von dem (1869–1943), deutscher Adeliger und Offizier
- Bussche-Ippenburg, Julius von dem (1805–1861), deutscher Verwaltungsjurist, preußischer Landrat und Politiker
- Bussche-Ippenburg, Wilhelm von dem (1830–1897), deutscher Rittergutsbesitzer und Parlamentarier
- Bussche-Kessell, Alhard Graf von dem (* 1947), deutscher Unternehmer
- Bussche-Münch, Karl von dem (1861–1900), deutscher Rittergutsbesitzer und Politiker
- Büsscher, Linda (* 1993), deutsche Volleyballspielerin
- Busschop, Jules (1810–1896), belgischer Komponist und Dichter

#### Busse
- Busse von Colbe, Walther (1928–2021), deutscher Betriebswirtschaftler
- Busse, Adolf (1856–1942), deutscher Klassischer Philologe und Gymnasiallehrer
- Busse, Alexander von (1814–1878), preußischer Generalleutnant
- Busse, Alfred (1909–1990), deutscher evangelischer Theologe und Heerespfarrer
- Busse, Andreas (* 1959), deutscher Mittelstreckenläufer
- Busse, Astrid-Sabine (* 1957), deutsche Politikerin (SPD)
- Busse, August (1839–1896), deutscher Architekt und preußischer Baubeamter
- Busse, Beatrix (* 1973), deutsche Sprachwissenschaftlerin
- Busse, Bernhard von (1932–2010), deutscher Architekt
- Busse, Bodo (* 1969), deutscher Dramaturg und TheaterintendantBodo Busse (* 1969)

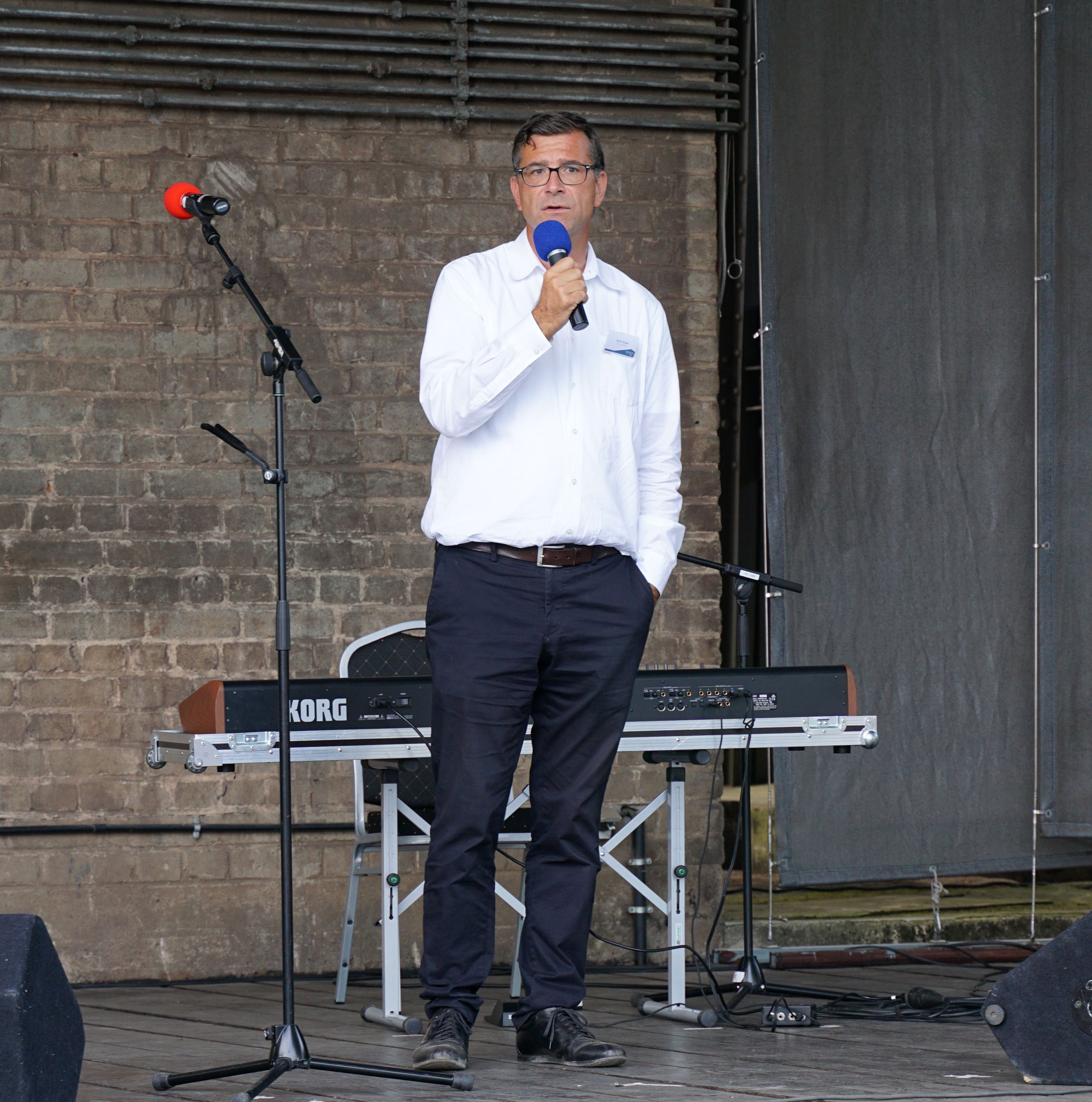
Bodo Busse (* 1969)

- Busse, Carl (1772–1829), deutscher Autor, Pastor, Superintendent
- Busse, Carl (1834–1896), deutscher Architekt und preußischer Baubeamter
- Busse, Carl (* 1848), deutscher Theaterschauspieler
- Busse, Carl Ferdinand (1802–1868), deutscher Architekt und preußischer Baubeamter
- Busse, Carl Hermann (1872–1918), deutscher Lyriker
- Busse, Christian († 1609), deutscher Organist, Orgelbauer und Schulmeister
- Busse, Christine (* 1972), deutsche Juristin
- Busse, Christoph (* 1947), deutscher Regisseur, Komponist und MusikproduzentChristoph Busse (* 1947)

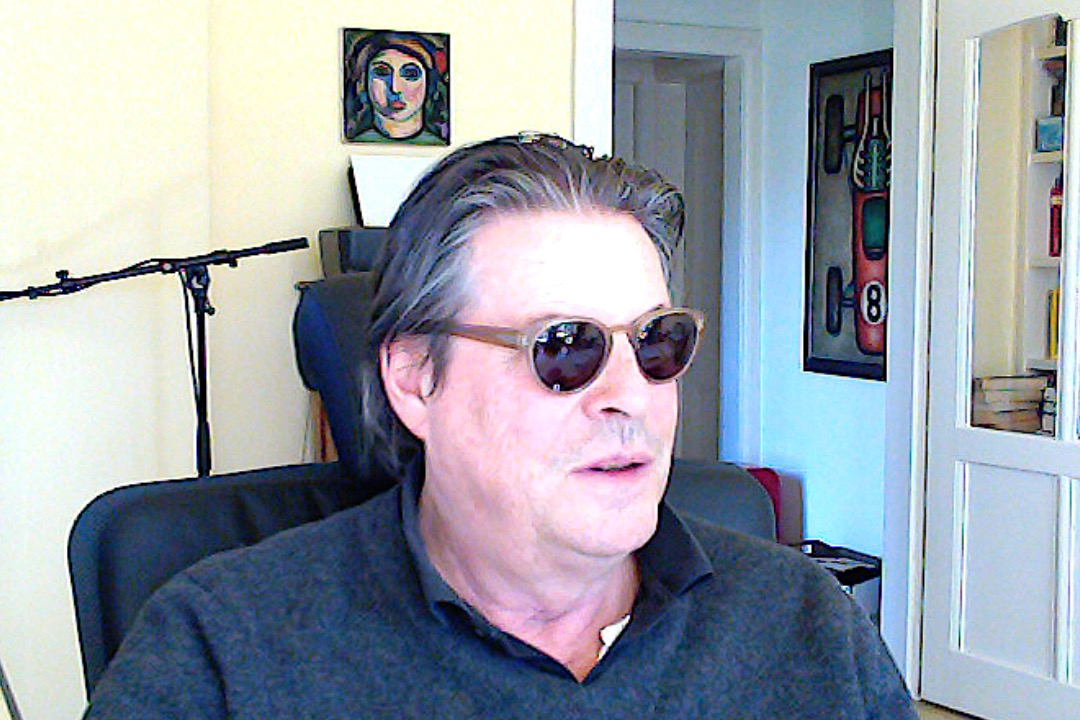
Christoph Busse (* 1947)

- Busse, Christoph (* 1963), deutscher Jazzmusiker (Piano, Komposition)
- Busse, Christopher Jan (* 1994), deutscher Schauspieler
- Busse, Conrad (1837–1880), deutscher Architekt und Eisenbahnbaumeister
- Busse, Dietrich (* 1952), deutscher Germanist
- Busse, Erich (1905–1940), deutscher Widerstandskämpfer gegen den Nationalsozialismus und Mitglied der Gruppe „Neu Beginnen“
- Busse, Ernst (1897–1952), deutscher Politiker (KPD), MdR, Leiter des Internationalen Häftlingskomitees im KZ Buchenwald
- Busse, Erwin (1902–1984), deutscher Fossiliensammler und Paläontologe
- Busse, Ewald (1843–1937), deutscher Schlossermeister, Lokomotiv-Konstrukteur und Maschinenbau-Unternehmer
- Busse, Ewald von (1776–1852), preußischer Generalmajor
- Busse, Felix (* 1940), deutscher Rechtsanwalt
- Busse, Fjodor Fjodorowitsch (1838–1897), russischer Geograph
- Busse, Fjodor Iwanowitsch (1794–1859), russischer Mathematiker und Pädagoge
- Busse, Franz-Joseph (* 1948), deutscher Wirtschaftswissenschaftler
- Busse, Fred A. (1866–1914), US-amerikanischer Politiker
- Busse, Friedhelm (1929–2008), deutscher militanter NeonaziFriedhelm Busse (1929–2008)

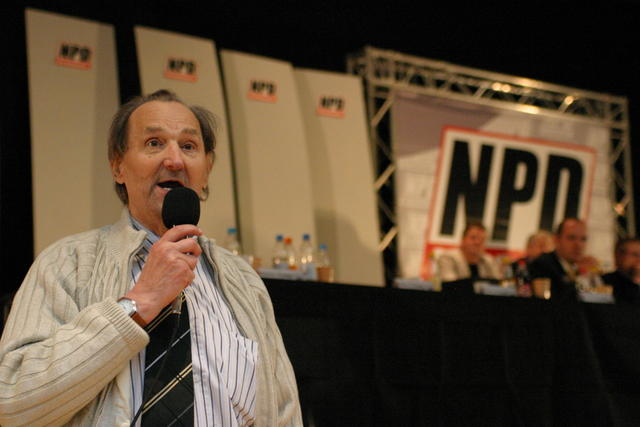
Friedhelm Busse (1929–2008)

- Busse, Friedhelm (* 1950), deutscher Gewerkschafter (FDGB)
- Busse, Friedrich (1794–1862), deutscher Kaufmann, Erfinder und Manager im Verkehrswesen
- Busse, Friedrich (1835–1898), deutscher Reeder und Fischhändler
- Busse, Friedrich Gottlieb von (1756–1835), deutscher Mathematiker, Professor für Mathematik und Physik an der Bergakademie Freiberg
- Busse, Friedrich Hermann (* 1936), deutscher Physiker
- Busse, Friedrich von (1828–1916), deutscher Politiker, MdR
- Busse, Friedrich-Wilhelm (1962–2020), deutscher Tierarzt, Kommunalpolitiker (CDU, parteilos) und Heimatforscher
- Busse, Fritz (* 1963), deutscher Filmeditor
- Busse, Georg (1810–1868), deutscher Hof- und Bibliothekskupferstecher, Maler und Radierer
- Busse, Georg (1871–1945), deutscher Rittergutsbesitzer, Jurist und Politiker, MdHdA, Mitglied des Sejm
- Busse, Gerd (* 1959), deutscher Sozialwissenschaftler, Niederlandist und Übersetzer
- Busse, Gisela von (1899–1987), deutsche Bibliothekarin und Autorin (Bibliothekswissenschaft und Bibliotheksgeschichte)
- Busse, Hal (1926–2018), deutsche Künstlerin
- Busse, Hans (1904–1992), deutscher Maler
- Busse, Hans Joachim von (1896–1946), deutscher Verwaltungsjurist und Ministerialbeamter
- Busse, Hans-Busso von (1930–2009), deutscher Architekt und Hochschullehrer
- Busse, Heinrich (1900–1978), deutscher Grafiker
- Busse, Heinz (1925–2004), deutscher Radrennfahrer
- Büsse, Helmut (1930–2024), deutscher römisch-katholischer Theologe und Hochschullehrer
- Busse, Helmut (* 1960), deutscher Rugbyspieler und -trainer
- Busse, Henry (1894–1955), US-amerikanischer Jazz-Trompeter
- Busse, Heribert (1926–2024), deutscher Islamwissenschaftler
- Busse, Hermann (1846–1920), deutscher Seifenfabrikant und Amateur-Archäologe
- Busse, Hermann (1883–1970), deutscher Maler
- Busse, Hermann (1903–1970), deutscher Jurist und Politiker (DDP, FDP), MdB
- Busse, Hermann Eris (1891–1947), deutscher Heimatschriftsteller und Volkskundler
- Busse, Hermann von (1818–1894), deutscher Jurist, Landrat und Politiker, MdR
- Busse, Hildegard (1914–2010), deutsche Schauspielerin bei Bühne, Film und Fernsehen
- Busse, Holger (1945–2020), deutscher Augenarzt
- Busse, Joachim (* 1954), deutscher Weitspringer
- Busse, Jochen (* 1941), deutscher Schauspieler und KabarettistJochen Busse (* 1941)

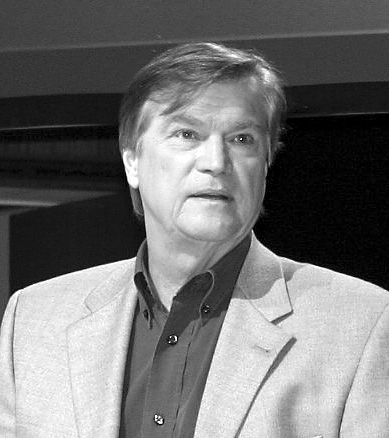
Jochen Busse (* 1941)

- Busse, Johann Heinrich (1763–1835), deutscher Geistlicher, Bibliothekar, Lehrer und Übersetzer
- Busse, Johannes von (1862–1936), preußischer Generalleutnant
- Busse, Julius (1882–1967), deutscher Forstwissenschaftler
- Busse, Jürgen (* 1949), deutscher Verwaltungsjurist
- Busse, Konstantin von (1820–1897), preußischer Generalleutnant und Kommandant der Festung Posen
- Busse, Leo von (1876–1916), deutscher Verwaltungsbeamter
- Busse, Lilo († 1996), deutsche Schriftstellerin
- Busse, Ludwig (1862–1907), deutscher Philosoph und Hochschullehrer
- Busse, Margot (* 1944), deutsche Schauspielerin
- Busse, Marina (1956–2015), deutsche Schauspielerin und Hochschulprofessorin
- Busse, Martin (1906–1945), deutscher Rechtswissenschaftler und Hochschullehrer
- Busse, Martin (* 1958), deutscher FußballspielerMartin Busse (* 1958)

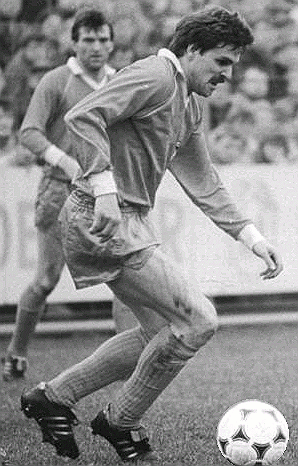
Martin Busse (* 1958)

- Busse, Max (1895–1979), deutscher Reichsgerichtsrat
- Busse, Maximilian von (1783–1864), preußischer Generalleutnant und zuletzt Kommandant der Festung Wittenberg
- Busse, Michael (* 1959), deutscher Flottillenadmiral
- Busse, Nikolai Wassiljewitsch (1828–1866), erster russischer Verwalter Sachalins
- Busse, Nikolas (* 1969), deutscher Journalist und Politikwissenschaftler
- Busse, Oskar von (1848–1908), preußischer Infanterie-Offizier, Militärschriftsteller und Übersetzer
- Busse, Otto (1836–1889), deutscher Geometer
- Busse, Otto (1867–1922), Pathologe
- Busse, Otto (1896–1967), deutscher Landwirt und Landrat im Nationalsozialismus
- Busse, Otto (1901–1980), deutscher Widerstandskämpfer
- Busse, Otto (* 1914), deutscher Radsportler (DDR)
- Busse, Otto (* 1923), deutscher Schauspieler
- Busse, Otto Friedrich August (1822–1883), deutsch-dänischer Ingenieur
- Busse, Paul (* 1938), deutscher Politiker (SPD), MdHB
- Busse, Reinhard (* 1963), deutscher Wissenschaftler und Universitätsprofessor für Management im Gesundheitswesen
- Busse, Rido (1934–2021), deutscher Designer
- Busse, Rudi (1943–2007), deutscher Mediziner
- Busse, Rudolf (1893–1984), deutscher Jurist und Herausgeber sowie Senatspräsident am Deutschen Patentamt
- Busse, Steffen (* 1975), deutscher Volleyballspieler und -trainer
- Busse, Susanne (* 1971), deutsche Informatikerin und Hochschullehrerin
- Busse, Sylta (1906–1989), deutsche Kostümbildnerin
- Busse, Tanja (* 1970), deutsche Journalistin und Autorin
- Busse, Theodor (1897–1986), deutscher General der Infanterie im Zweiten WeltkriegTheodor Busse (1897–1986)

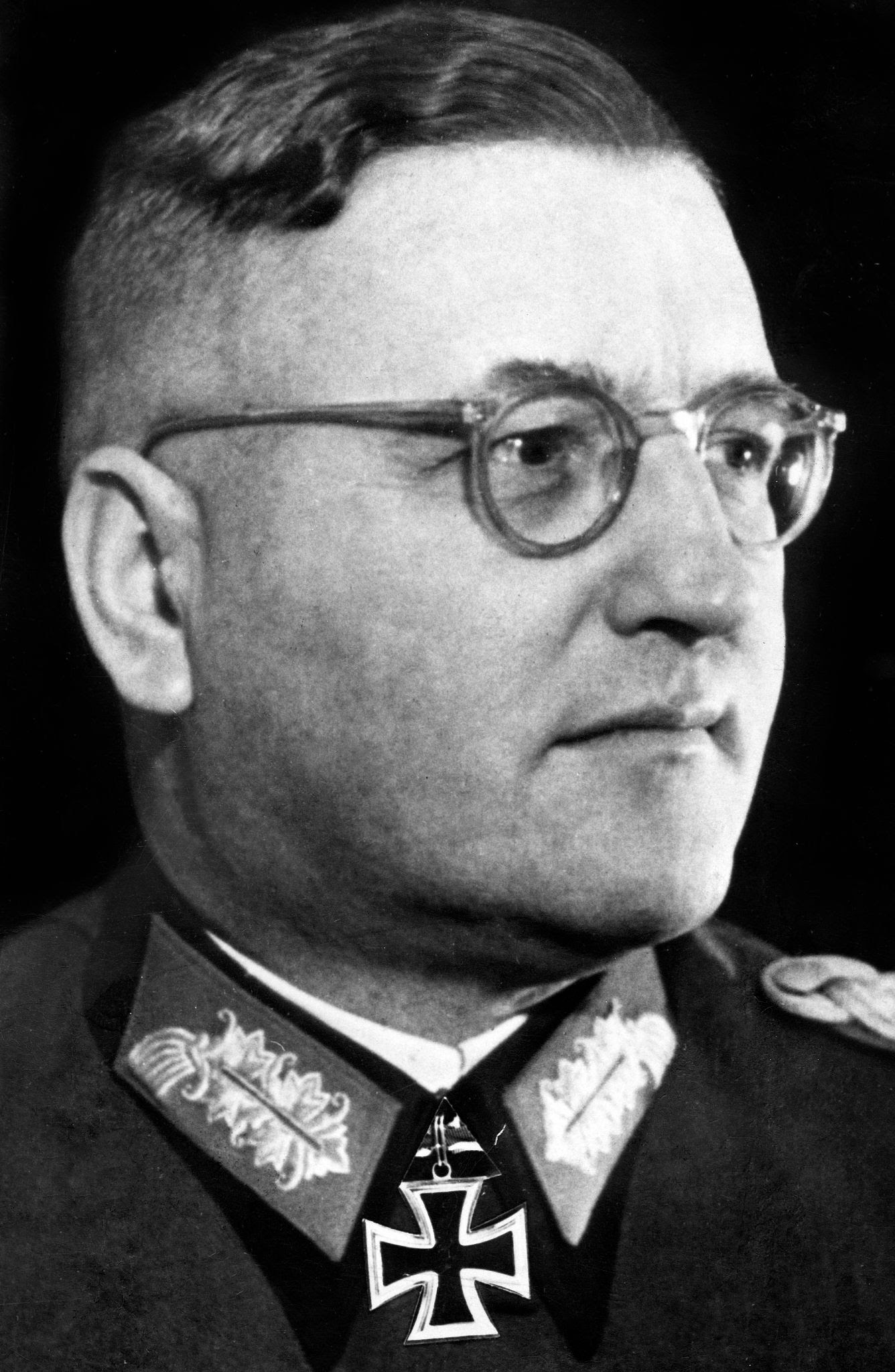
Theodor Busse (1897–1986)

- Busse, Thomas (* 1957), deutscher Volkswirt, Autor und Hochschullehrer
- Busse, Torsten (* 1962), deutscher Rugby-Union-Spieler und -Trainer
- Busse, Ulrich (* 1943), deutscher katholischer Theologe
- Busse, Ulrich (* 1959), deutscher Linguist und Hochschullehrer
- Busse, Uwe (* 1960), deutscher Schlagersänger und Songwriter
- Busse, Vanessa (1980–2017), deutsche Autorin und Sängerin
- Busse, Volker (* 1939), deutscher Jurist
- Busse, Walter (1865–1933), deutscher Botaniker und Regierungsbeamter
- Busse, Wilhelm (1871–1921), Oberbürgermeister von Herford
- Buße, Wilhelm (1878–1965), deutscher Konteradmiral, Politiker (NSDAP), MdR
- Busse, Wilhelm G. (* 1942), deutscher Anglist, Mediävist und Hochschullehrer
- Busse, Winfried (* 1942), deutscher Linguist und Hochschullehrer
- Busse-Grawitz, Paul (1900–1983), deutscher Pathologe
- Busse-Irwin, Tina (* 1981), kanadische Dressurreiterin
- Busse-Palma, Georg (1876–1915), deutscher Dichter
- Busse-Wilson, Elisabeth (1890–1974), deutsche Historikerin
- Bussek, Georg, deutscher Fernsehregisseur, Fernsehproduzent und ehemaliger Fernsehjournalist und Fernsehmoderator
- Bussek, Ulla (* 1943), deutsche Politikerin (Bündnis 90/Die Grünen), MdHB
- Bussel, Hendrikus van (1868–1951), niederländischer Bogenschütze
- Bussel, James Bruce, US-amerikanischer Mediziner (Pädiatrie)
- Bussel, Loed van (1936–2018), niederländischer Kunsthändler und Mäzen
- Büssel, Robert (1880–1953), deutscher Opernsänger
- Büsselberg, Dietrich (* 1957), Physiologe, Hochschullehrer und Autor
- Busselier, Laurent (* 1976), französischer Handballspieler
- Bussell, Darcey (* 1969), englische BalletttänzerinDarcey Bussell (* 1969)

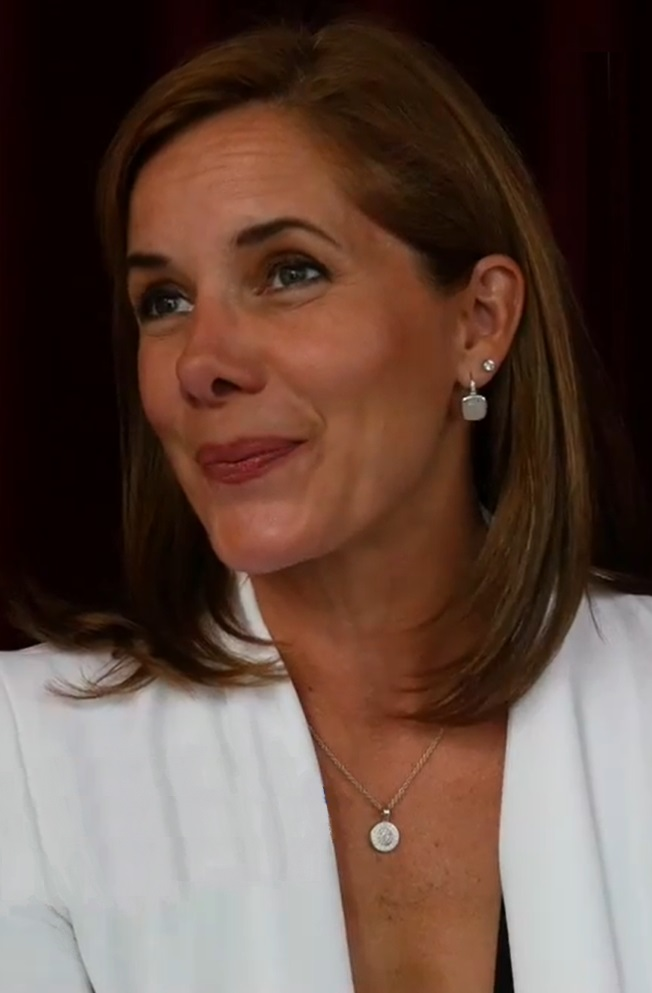
Darcey Bussell (* 1969)

- Bussell, Frederick William (1862–1944), englischer Theologe und Historiker
- Bussell, Grace (1860–1935), australische Frau, Lebensretterin
- Büssem, Matthias (1834–1914), Pfarrer und Dechant
- Bussemacher, Johann, deutscher Kupferstecher, Kunstverleger, Buchdrucker
- Bussemaker, Carel Hendrik Theodoor (1864–1914), niederländischer Historiker und Hochschullehrer
- Büssemaker, Gabriela (* 1956), deutsche Politikerin (FDP)
- Bussemaker, Jet (* 1961), niederländische Politikwissenschaftlerin und Politikerin (GroenLinks, PvdA)
- Bussemeier, Hermann (1865–1938), deutscher Bäckermeister und Mitglied des Landtags Lippe
- Büssemeier, Josef (1877–1954), deutscher Politiker der CDU
- Bussemer, Konrad (1874–1944), deutscher Pastor im Bund Freier evangelischer Gemeinden in Deutschland, theologischer Lehrer und Autor
- Bussenius, Kai (* 1976), deutscher Jazz-Schlagzeuger
- Bussenius, Otto (1848–1924), deutscher Lehrer, Lübeckischer Schulreformer
- Bussenius, Paul († 1478), römisch-katholischer Geistlicher
- Büsser, Andreas (* 1963), Schweizer Radrennfahrer
- Büsser, Gabor (* 1993), Schweizer Unihockeyspieler
- Büsser, Henri (1872–1973), französischer Komponist und Musikpädagoge
- Büsser, Jeannette (* 1973), Schweizer Politikerin (Grüne)
- Büsser, Josef (1896–1952), Schweizer Bildhauer
- Büsser, Manuel (* 1994), Schweizer Unihockeyspieler auf der Position des Verteidigers
- Büsser, Martin (1968–2010), deutscher Autor und VerlegerMartin Büsser (1968–2010)

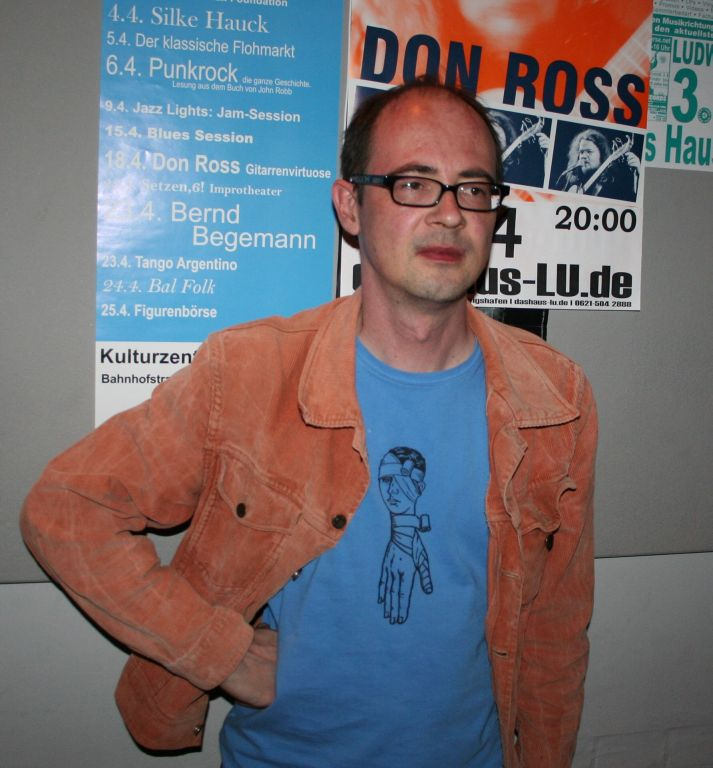
Martin Büsser (1968–2010)

- Bußer, Michael (* 1960), deutscher Politiker (CDU), Staatssekretär in der Hessischen Staatskanzlei, Sprecher der Hessischen Landesregierung
- Busser, Ralph (* 1875), US-amerikanischer Generalkonsul
- Büsser, Stefan (* 1985), Schweizer Radio- und TV-Moderator und Comedian
- Büsser, Xeno (* 1995), Schweizer Eishockeyspieler
- Bussereau, Dominique (* 1952), französischer Politiker
- Bussereau, Jakob Friedrich (1863–1919), deutscher katholischer Geistlicher und Ordensgründer
- Bussero, Goffredo da (* 1220), italienischer Priester und Schriftsteller
- Büssers, Herbert (* 1949), deutscher Fußballspieler
- Bußert, Karl-Heinz (* 1955), deutscher Olympiasieger im Rudern
- Busset, Robin (* 2000), Schweizer Fussballspieler
- Bussetti, Paolo, italienischer Schwimmer
- Bussey, Alfred (1915–1987), Schweizer Politiker
- Bussey, Dexter (* 1952), US-amerikanischer Footballspieler

#### Bussf
- Bussfeld, Klaus (* 1947), deutscher Jurist

#### Bussh
- Busshoff, Arnold (* 1944), deutscher Opern- und Konzertsänger (Bassbariton)
- Bußhoff, Heinrich (* 1936), deutscher Politikwissenschaftler

#### Bussi
- Bussi, Antonio Domingo (1926–2011), argentinischer Politiker und Militär
- Bussi, Carlo Antonio (1658–1690), Schweizer Freskomaler
- Bussi, Christian (* 1945), französischer Automobilrennfahrer
- Bussi, Emilio (1904–1997), italienischer Rechtshistoriker
- Bussi, Giovanni Andrea (1417–1475), italienischer Humanist und Prälat
- Bussi, Giovanni Battista (1657–1726), römisch-katholischer Bischof und Kardinal
- Bussi, Giovanni Battista (1755–1844), italienischer Kardinal, Erzbischof von Benevent
- Bussi, Hortensia (1914–2009), chilenische Primera Dama (First Lady)
- Bussi, Michel (* 1965), französischer Schriftsteller, Politologe, Geograph und Hochschullehrer
- Bussi, Santino († 1736), österreichischer Stuckateur
- Bussi, Vittoria (* 1987), italienische RadrennfahrerinVittoria Bussi (* 1987)

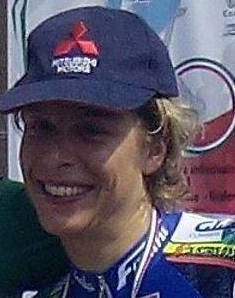
Vittoria Bussi (* 1987)

- Bussian, Marko (* 1970), deutscher Musiker, Komponist, Tonmeister und Produzent
- Bussiek, Dagmar (* 1973), deutsche Historikerin und Hochschullehrerin
- Bussienne, Pierre (1899–1973), französischer Autorennfahrer
- Bussière, Gaston (* 1862), französischer Maler und Illustrator
- Bussière, Mélanie Renouard de (1836–1914), elsässisch-französische Adelige, Salonnière im Paris des Zweiten Kaiserreichs
- Bussiere, Thomas A. (* 1963), US-amerikanischer General der United States Air Force
- Bussières, Lizanne (* 1961), kanadische Langstreckenläuferin
- Bussières, Pascale (* 1968), kanadische Schauspielerin
- Bussières, Pierre (1939–2014), kanadischer Politiker
- Bussières, Raymond (1907–1982), französischer Schauspieler
- Bussine, Romain (1830–1899), französischer Opernsänger (Bariton), Gesangspädagoge und Lyriker
- Bussinello, Roberto (1927–1999), italienischer Rennfahrer
- Büssing, André (1950–2003), deutscher Psychologe und Inhaber des Lehrstuhls für Psychologie der Technischen Universität München
- Büssing, Arndt (* 1962), deutscher Komponist und Texter, Buchautor, Arzt
- Bussing, Caspar (1658–1732), deutscher Mathematiker, Theologe und Heraldiker
- Büssing, Cedric (* 2003), deutscher Schwimmer
- Büssing, Heinrich (1843–1929), deutscher Konstrukteur und UnternehmensgründerHeinrich Büssing (1843–1929)

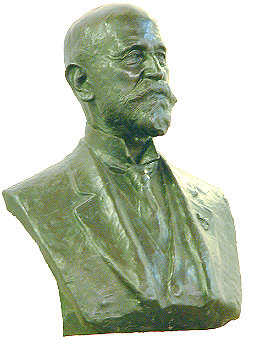
Heinrich Büssing (1843–1929)

- Büssing, Max (1872–1934), deutscher Maschinenbau-Ingenieur und Unternehmer
- Bussinger, Hans-Werner (1941–2009), deutscher Schauspieler und Synchronsprecher
- Bussinger, Johann (1825–1889), Schweizer Politiker
- Bussini, François (1936–2018), französischer Geistlicher, römisch-katholischer Bischof von Amiens
- Bussius, Christian Gottlieb († 1734), deutscher Unternehmer
- Bussius, Theodor (1634–1683), deutscher Mediziner und Leibarzt

#### Bussj
- Bußjäger, Ludwig (1885–1962), Politiker (FDP), MdL
- Bußjäger, Peter (* 1963), österreichischer Verfassungs- und Verwaltungsjurist

#### Bussk
- Busskamp, Volker (* 1980), deutscher Biologe

#### Bussl
- Bussler, Ludwig (1838–1900), deutscher Musikwissenschaftler und -theoretiker
- Bussler, Patrick (* 1984), deutscher Snowboarder
- Bussler, Peter (* 1942), deutscher Heimatforscher, Autor, Dozent und freier Journalist
- Busslinger, Meinrad (* 1952), Schweizer Molekularbiologe und Immunologe

#### Bussm
- Bußmann, Aline (1889–1968), deutsche Schauspielerin, Rundfunksprecherin und Publizistin
- Bussmann, Andrea (* 1980), kanadische Regisseurin, Drehbuchautorin, Filmproduzentin und Kamerafrau
- Bussmann, Andreas († 1561), Kaufmann und Ratsherr der Hansestadt Lübeck
- Bußmann, Auguste (1791–1832), kurzzeitig verheiratet mit Clemens Brentano
- Bußmann, Bernhard (1929–2013), deutscher Politiker (SPD), MdB
- Bussmann, Christian (* 1942), deutscher Filmarchitekt und Szenenbildner
- Bussmann, Frank (* 1972), deutscher Inline-Speedskater und Manager des Stadler-Racing-Teams
- Bußmann, Frédéric (* 1974), deutscher Kunsthistoriker
- Bußmann, Gaby (* 1959), deutsche Leichtathletin, Olympiamedaillengewinnerin und Sportpsychologin
- Bussmann, Gaëtan (* 1991), französischer Fußballspieler
- Bussmann, Georg (* 1933), deutscher Kunsthistoriker, Kurator und Professor für Kunstwissenschaft
- Bußmann, Hadumod (* 1933), deutsche Sprachwissenschaftlerin
- Bussmann, Hans-Werner (* 1949), deutscher Diplomat
- Bußmann, Heike (* 1972), deutsche Juristin und Richterin am Bundesgerichtshof
- Bußmann, Heinrich (1896–1942), deutscher Politiker und Widerstandskämpfer gegen den Nationalsozialismus
- Bussmann, Hilde (1914–1988), deutsche Tischtennisspielerin
- Bußmann, Hildegard (* 1940), deutsche Journalistin und Autorin
- Bussmann, Ingrid (* 1948), deutsche Bibliothekarin und Bibliotheksdirektorin
- Bußmann, Jano (* 2007), deutscher Para-Eishockeyspieler
- Bussmann, Johann, während der Wullenwever-Zeit Ratsherr der Hansestadt Lübeck
- Bussmann, Kai (* 1955), deutscher Rechtswissenschaftler und Kriminologe
- Bußmann, Klaus (1941–2019), deutscher Kunsthistoriker
- Bussmann, Kurt (1894–1970), deutscher Rechtswissenschaftler und Hochschullehrer
- Bußmann, Leon (* 2006), deutscher Eishockeyspieler
- Bußmann, Magdalene (* 1946), deutsche katholische Theologin und Kirchenhistorikerin
- Bussmann, Margit (* 1968), deutsche Politikwissenschaftlerin
- Bussmann, Nicholas (* 1970), deutscher Musiker, Komponist, Künstler
- Bußmann, Nina (* 1980), deutsche SchriftstellerinNina Bußmann (* 1980)

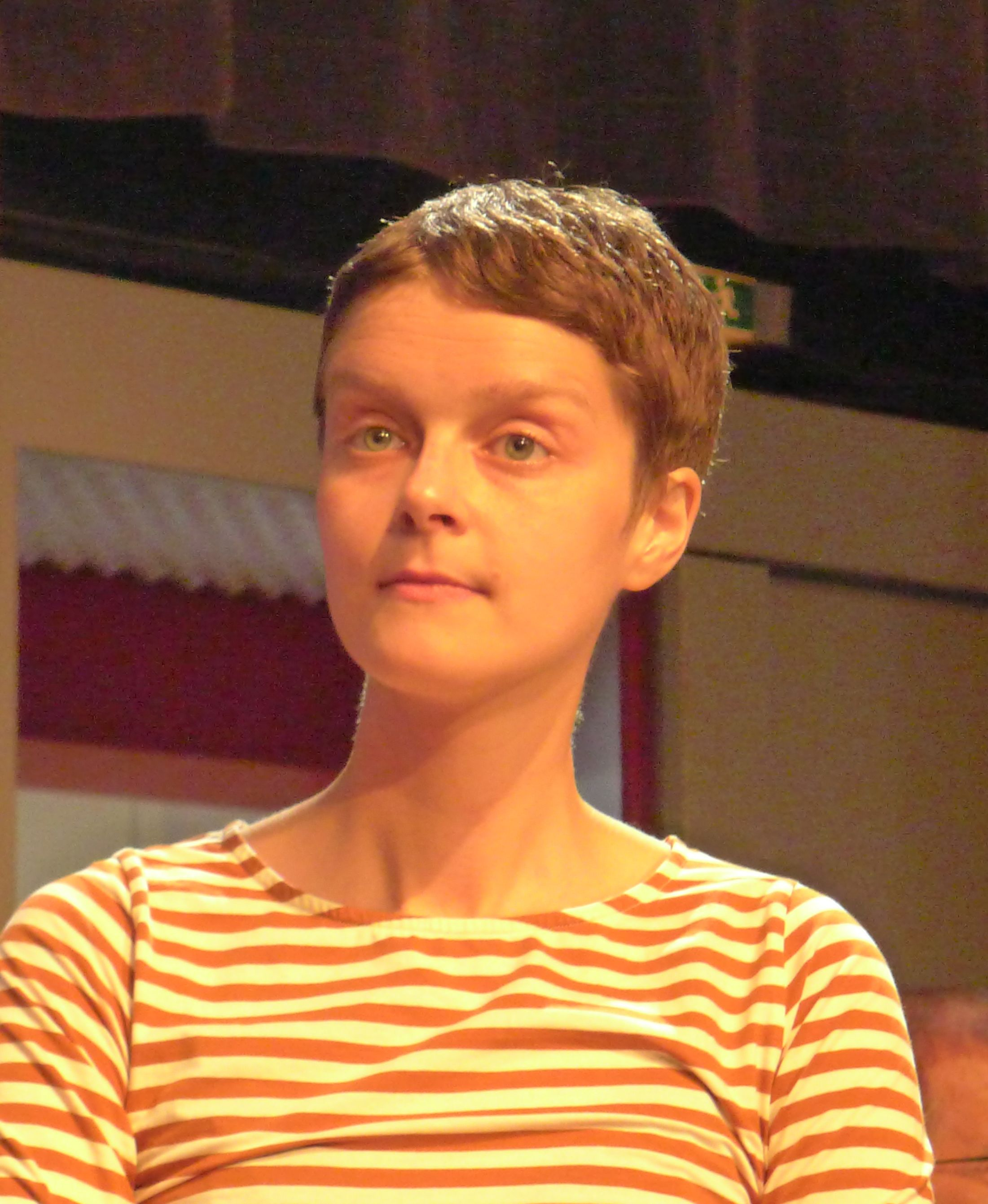
Nina Bußmann (* 1980)

- Bußmann, Philip (* 1969), deutscher Bühnenbildner, Videokünstler, Fotograf und Regisseur
- Bussmann, Rainer W (* 1967), deutscher Botaniker und Pflanzenökologe
- Bussmann, Richard (* 1975), deutscher Ägyptologe
- Bussmann, Rudolf (* 1947), Schweizer Schriftsteller
- Bussmann, Walter (1904–1957), Schweizer Skisportler
- Bußmann, Walter (1914–1993), deutscher Historiker
- Bußmeyer, Hans (1853–1930), deutscher Komponist, Pianist und Musikpädagoge
- Bußmeyer, Helmut (* 1959), deutscher Handballtrainer und Handballspieler
- Bußmeyer, Hugo (1842–1912), deutscher Komponist und Pianist

#### Bussn
- Bussnang, Elisabeth von († 1318), deutsche Äbtissin

#### Busso
- Busso V. von Alvensleben, Herrenmeister des Johanniterordens und Komtur zu Werben (Elbe)
- Busso von Beichlingen († 1452), Domherr zu Bamberg, Wurzburg und Halberstad
- Busso von Hartze, Gesandter und Bürgermeister der Stadt Aschersleben
- Busso, Giuseppe (1913–2006), italienischer Motoreningenieur bei Fiat, Alfa Romeo und FerrariGiuseppe Busso (1913–2006)

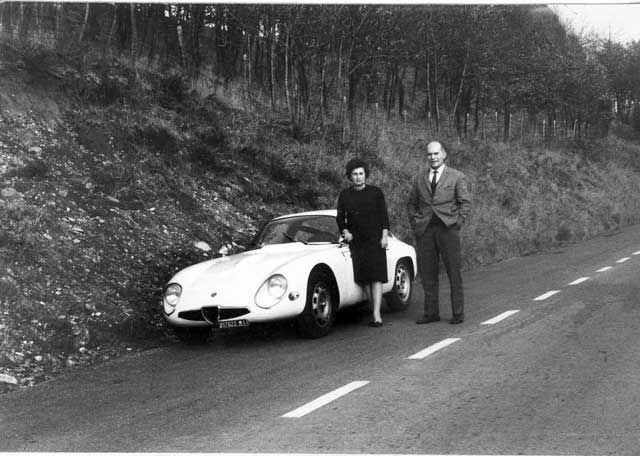
Giuseppe Busso (1913–2006)

- Bussola, Dionigi († 1687), italienischer Bildhauer und Maler des Barock
- Bussola, Renato, italienischer Skeletonpilot
- Bussoli, Silvia (* 1993), italienische Volleyballspielerin
- Bussolo, Pietro, italienischer Bildhauer der Renaissance
- Busson, Arnold (1844–1892), deutsch-österreichischer Historiker
- Busson, Charles (1822–1908), französischer Landschaftsmaler
- Busson, Felix (1874–1953), österreichischer Bergingenieur und Jurist
- Busson, Henri (1886–1971), französischer Romanist und Literarhistoriker
- Busson, Julien (1717–1781), französischer Mediziner
- Busson, Paul (1873–1924), österreichischer Schriftsteller
- Bussone da Carmagnola, Francesco († 1432), italienischer Feldherr
- Bussonnet, Philippe, französischer Fusionmusiker (E-Bass)
- Bussotti, Joao (* 1993), italienischer Mittelstreckenläufer
- Bussotti, Sylvano (1931–2021), italienischer Komponist
- Bussow, Carl (1887–1972), Mitglied der Hamburgischen Bürgerschaft (KPD)
- Bussow, Conrad († 1617), deutscher Offizier, Abenteurer und Chronist
- Büssow, Hans (1903–1974), deutscher Psychiater und Hochschullehrer
- Büssow, Johann (* 1973), deutscher Islamwissenschaftler
- Büssow, Jürgen (* 1946), deutscher Politiker (SPD), MdL, Regierungspräsident

#### Busst
- Busst, David (* 1967), englischer Fußballspieler

#### Bussu
- Bussunda (1962–2006), brasilianischer Komiker und Mitglied der Fernseh-Humorsendung Casseta & Planeta

#### Bussy
- Bussy von Mignot, Anton (1755–1804), k. k. Generalmajor und Ritter des Maria-Theresia-Ordens
- Bussy, Antoine (1794–1882), französischer Apotheker und Chemiker
- Bussy, Kessya (* 2001), französische Fußballspielerin
- Bussy, Louis du, Waldenser aus dem Piemont, Arzt und Apotheker
- Bussy-Rabutin, Amadeus de († 1727), kaiserlicher General und Gesandter
- Bussy-Rabutin, Jean-Louis de (1642–1717), kaiserlicher Feldmarschall
- Bussy-Rabutin, Michel-Celse-Roger de (1669–1736), französischer römisch-katholischer Bischof, Kommendatarabt und Mitglied der Académie française
- Bussy-Rabutin, Roger de (1618–1693), französischer General und Schriftsteller
- Bussygin, Jewgeni Alexandrowitsch (* 1987), russischer Eishockeyspieler
- Bussygina, Irina Markowna (* 1964), sowjetisch-russische Ökonomin, Politikwissenschaftlerin und Hochschullehrerin

### Bust
- Bust, Günter (1930–2005), deutscher Musikpädagoge und Komponist
- Bust, Lotte (1900–1992), deutsche antifaschistische Widerstandskämpferin, Funktionärin (SED)
- Bust, Wilfried, deutscher Kanute
- Busta, Christine (1915–1987), österreichische Lyrikerin
- Busta, Erwin (1905–1982), deutsch-österreichischer SS-Hauptscharführer
- Busta, Zbyněk (* 1967), tschechischer Fußballspieler und -trainer
- Bustabo, Guila (1916–2002), US-amerikanische Violistin
- Bustamante Belaunde, Alberto (1950–2008), peruanischer Politiker
- Bustamante Lardizábal, Miguel Eusebio (1780–1869), Jefe Supremo der Provinz Honduras
- Bustamante López, Bienvenido (1923–2001), dominikanischer Klarinettist und Komponist
- Bustamante López, Pedro (* 1965), peruanischer Geistlicher, römisch-katholischer Bischof von Huánuco
- Bustamante López, Yon (* 1983), spanischer Handballschiedsrichter
- Bustamante y Guerra, José de (1759–1825), spanischer Politiker und Seefahrer
- Bustamante y Rivero, José Luis (1894–1989), peruanischer Politiker, Rechtsanwalt und Schriftsteller
- Bustamante, Abelardo (1888–1934), chilenischer Maler und Bildhauer
- Bustamante, Albert (1935–2021), US-amerikanischer Politiker
- Bustamante, Alexander (1884–1977), erster Premierminister Jamaikas
- Bustamante, Anastasio (1780–1853), Präsident von Mexiko
- Bustamante, Bianca (* 2005), philippinische AutomobilrennfahrerinBianca Bustamante (* 2005)

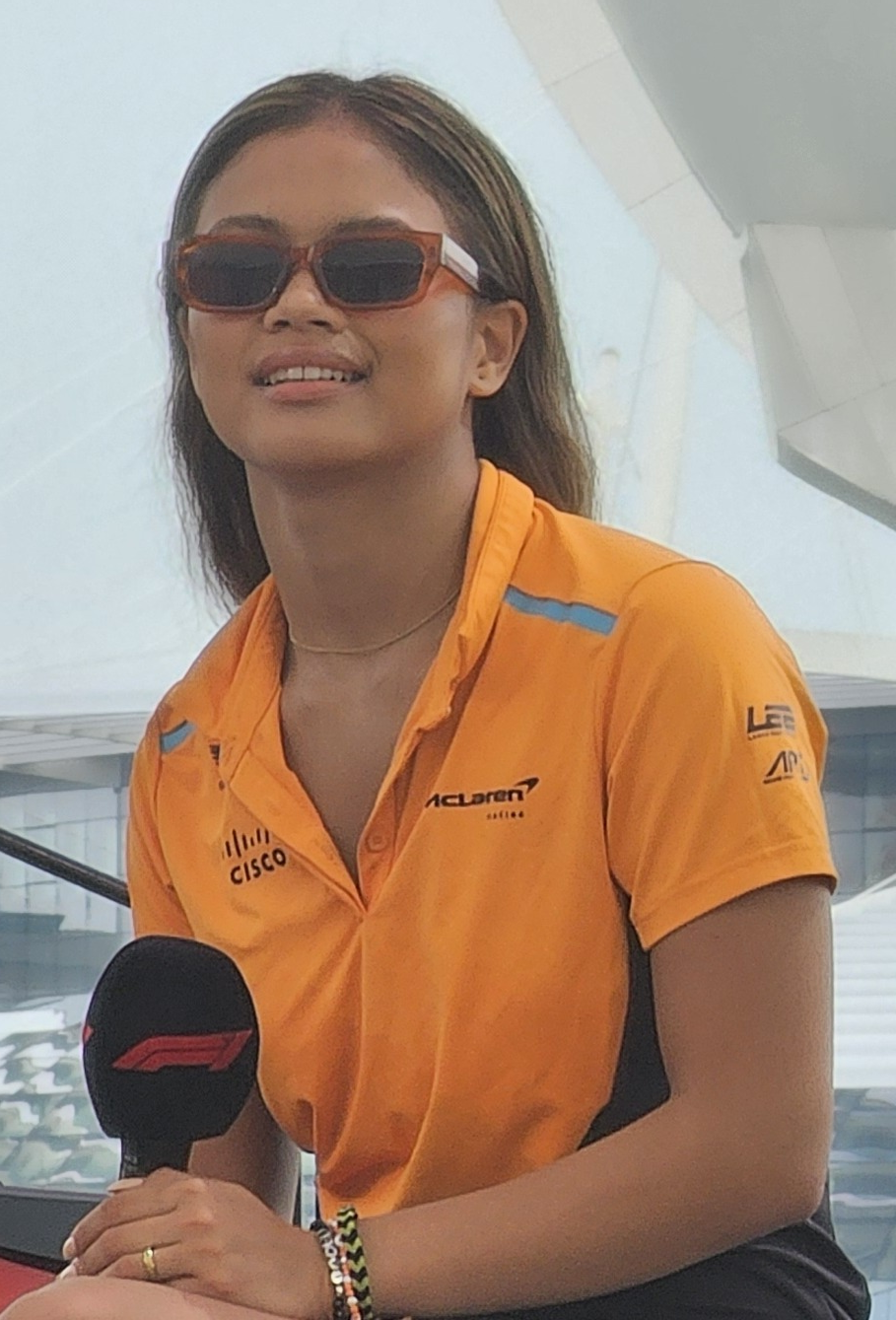
Bianca Bustamante (* 2005)

- Bustamante, Carlos (* 1941), mexikanischer Filmemacher, Kameramann, Photograph
- Bustamante, Carlos (* 1951), US-amerikanischer Molekularbiologe
- Bustamante, Cruz (* 1953), US-amerikanischer Politiker
- Bustamante, David (* 1982), spanischer Popsänger
- Bustamante, Diana, kolumbianische Filmproduzentin
- Bustamante, Francisco (* 1963), philippinischer Poolbillardspieler
- Bustamante, Jayro (* 1977), guatemaltekischer Filmregisseur, Drehbuchautor und Produzent
- Bustamante, Jean-Marc (* 1952), französischer Maler, Bildhauer und Fotograf
- Bustamante, Jorge (* 1976), peruanischer Radrennfahrer
- Bustamante, José (* 1907), bolivianischer Fußballspieler
- Bustamante, José (* 1921), bolivianischer Fußballspieler
- Bustamante, José María (1777–1861), mexikanischer Komponist
- Bustamante, Manuel Basilio (1785–1863), Interimspräsident Uruguays
- Bustamante, Mateo (* 2001), bolivianischer Sprinter
- Bustamante, Mercedes (* 1963), chilenisch-brasilianische Biologin und Hochschullehrerin
- Bustan, Shaul (* 1983), israelischer Komponist und Dirigent
- Bustani, José Maurício (* 1945), brasilianischer Diplomat
- Bustani, Omar (* 1966), mexikanischer Bogenschütze
- Bustani, Sulaiman al- (1856–1925), osmanischer Staatsmann und Dichter christlichen Glaubens
- Bustelli, Andrea (1754–1823), Schweizer Anwalt, Politiker, Tessiner Grossrat und Staatsrat
- Bustelli, Franz Anton (1723–1763), Schweizer Bildhauer und Modellierer
- Buster from Chicago, US-amerikanischer Auftragsmörder
- Buster, Dolly (* 1969), tschechische PornodarstellerinDolly Buster (* 1969)

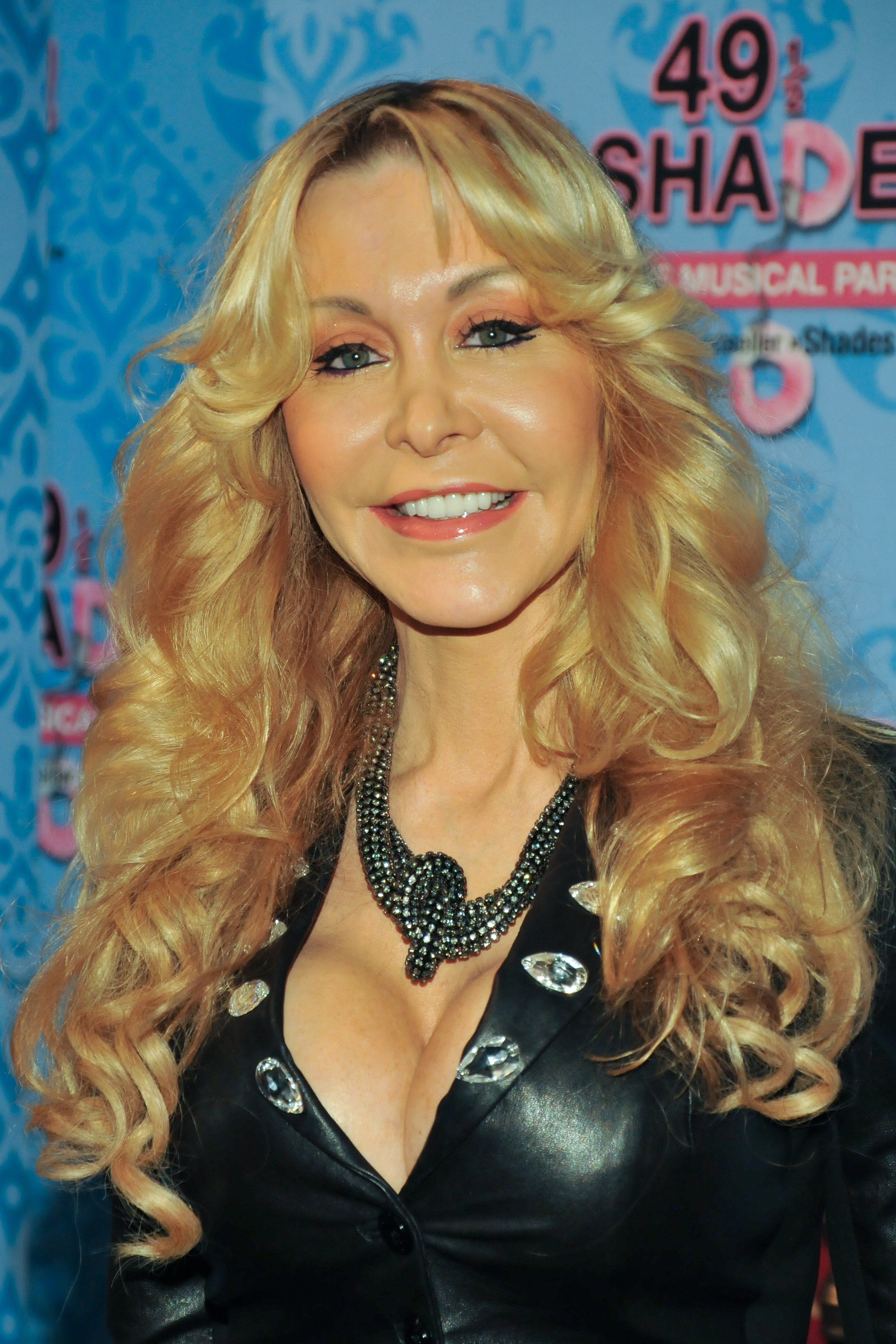
Dolly Buster (* 1969)

- Buster, Jaque (* 1947), kanadischer Humanmediziner und Embryologe
- Busterud, Arne (1904–1961), norwegischer Skispringer
- Busti, Agostino (1483–1548), italienischer Bildhauer
- Busti, Roberto (* 1940), italienischer Geistlicher, emeritierter römisch-katholischer Bischof von Mantua
- Bustijn, Pieter (1649–1729), niederländischer Komponist und Organist
- Bustillo Oro, Juan (1904–1989), mexikanischer Regisseur, Produzent, Filmeditor und Drehbuchautor
- Bustillo, Alexandre (* 1975), französischer Regisseur und Drehbuchautor
- Bustillo, François-Xavier (* 1968), spanisch-französischer Ordensgeistlicher, römisch-katholischer Bischof von Ajaccio
- Bustillo, José María († 1855), Supremo Director von Honduras
- Bustillo, Miguel Ángel (1946–2016), spanischer Fußballspieler
- Busto, Javier (* 1949), spanischer Komponist und Chorleiter
- Bustorff, Ana (* 1959), portugiesische Schauspielerin
- Bustorff, Reimer (* 1971), deutscher MusikerReimer Bustorff (* 1971)

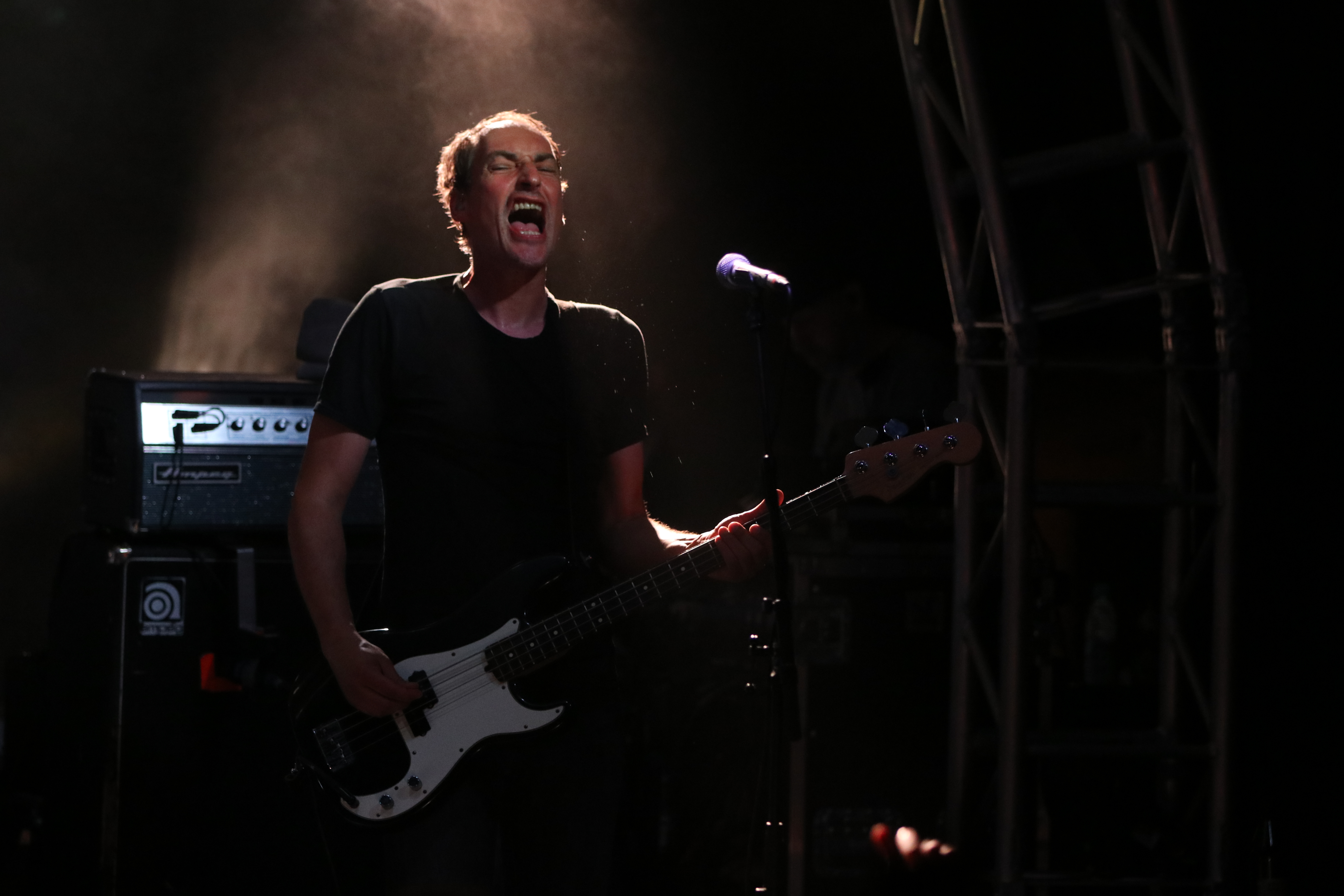
Reimer Bustorff (* 1971)

- Bustorp, Nikolaus († 1540), deutscher Theologe
- Bustos, Ángel (* 1961), chilenischer Fußballspieler
- Bustos, Carlos (* 1966), argentinischer Fußballspieler und -trainer
- Bustos, Cheri (* 1961), US-amerikanische Politikerin der Demokratischen Partei
- Bustos, Cristián (* 1965), chilenischer Triathlet
- Bustos, David (* 1990), spanischer Mittelstreckenläufer
- Bustos, Eduardo (* 1937), kolumbianischer Radrennfahrer
- Bustos, Fabricio (* 1996), argentinischer Fußballspieler
- Bustos, Fernando (1944–1979), mexikanischer Fußballspieler
- Bustos, Isaac (* 1975), mexikanischer Boxer
- Bustos, Mario (1924–1980), argentinischer Tangosänger
- Bustos, Miguel Ángel (* 1932), argentinischer Journalist und Schriftsteller
- Bustos, Nahuel (* 1998), argentinischer Fußballspieler
- Bustos, Ramsés (* 1991), chilenischer Fußballspieler
- Bustos, Sergio (* 1972), argentinischer Fußballspieler
- Bustreo, Paolo (* 1983), italienischer Eishockeyspieler
- Bustriazo Ortiz, Juan Carlos (1929–2010), argentinischer Autor
- Bustros, Cyrille Salim (* 1939), libanesischer Ordensgeistlicher, emeritierter melkitischer Erzbischof von Beirut und Jbeil

### Busu
- Bușui, Nicolae (* 1927), rumänischer Politiker (PCR)
- Busuioc, Silvia (* 1989), moldauisch-italienische Bühnen-, Fernseh- und FilmschauspielerinSilvia Busuioc (* 1989)

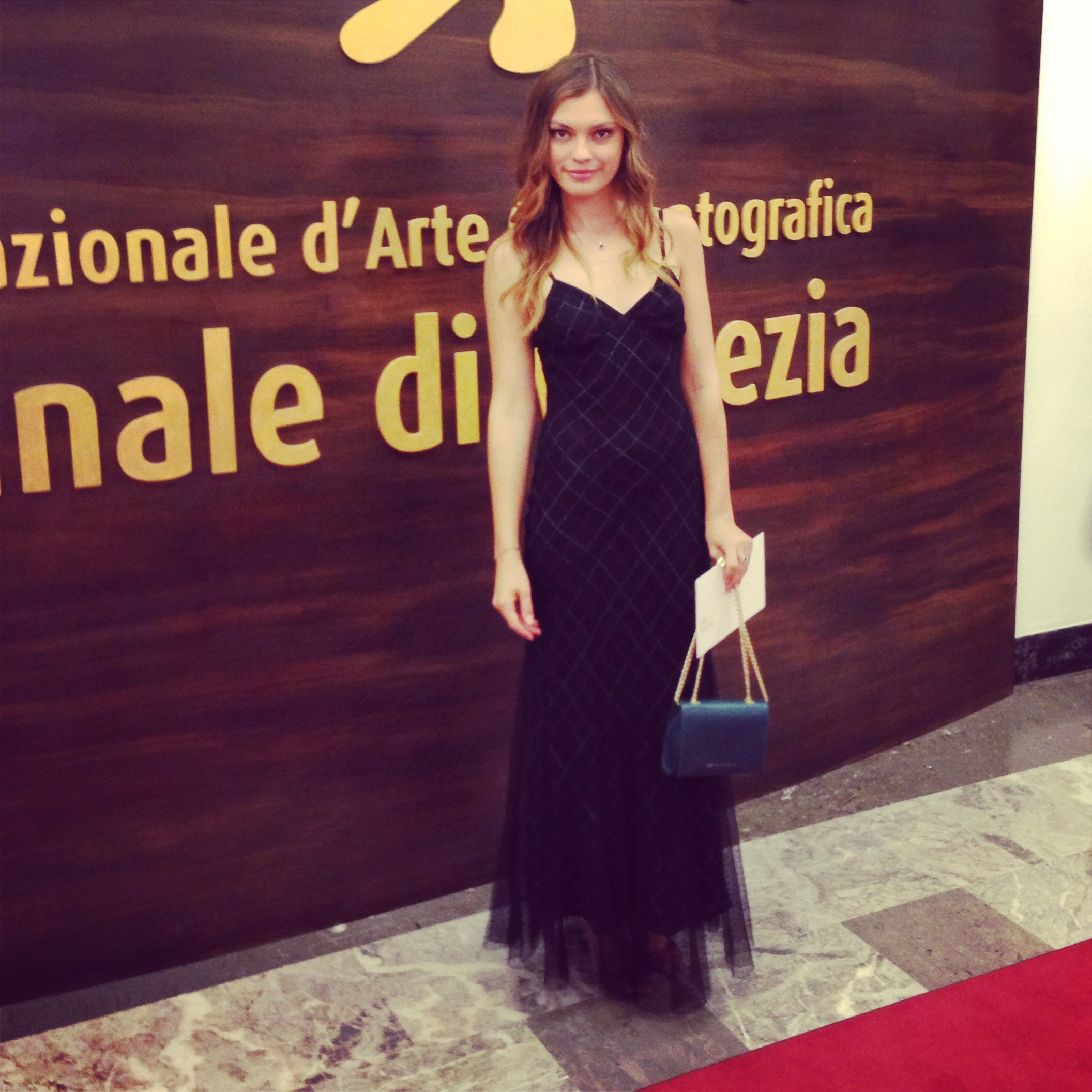
Silvia Busuioc (* 1989)

- Busujima, Kunio (1925–2016), japanischer Unternehmer
- Busulis, Intars (* 1978), lettischer Sänger
- Busuttil, Anthony (* 1945), maltesisch-britischer Forensiker und Pathologe
- Busuttil, Carmel (* 1964), maltesischer Fußballspieler und -trainer
- Busuttil, Simon (* 1969), maltesischer Politiker, MdEP

### Busw
- Buswell, Charles Albert (1913–2008), US-amerikanischer Geistlicher, römisch-katholischer Bischof von Pueblo
- Buswell, Edward (* 1933), britischer Mittelstreckenläufer
- Buswell, Guy Thomas (1891–1994), US-amerikanischer Psychologe

### Busy
- Busy Signal (* 1982), jamaikanischer Musiker
- Busyn, Max (1899–1976), deutscher Maler und Grafiker
- Busyna, Oles (1969–2015), ukrainischer Journalist, Schriftsteller und Moderator

### Busz
- Busz, Karl (1863–1930), deutscher Mineraloge
- Busza, Andrzej (* 1938), polnischer Lyriker, Übersetzer und Literaturhistoriker
- Buszamee Lempan (* 2004), thailändischer Fußballspieler
- Buszello, Horst (* 1940), deutscher Historiker